# 戦姫絶唱シンフォギア
『戦姫絶唱シンフォギア』（せんきぜっしょうシンフォギア）は、サテライト制作による日本のテレビアニメ。音楽プロデューサーである上松範康が初めてテレビアニメの原作を手掛ける。
2012年1月から3月まで第1期『戦姫絶唱シンフォギア』、2013年7月から9月まで第2期『戦姫絶唱シンフォギアG』（せんきぜっしょうシンフォギア ジー）、2015年7月から9月まで第3期『戦姫絶唱シンフォギアGX』（せんきぜっしょうシンフォギア ジーエックス）、2017年7月から9月まで第4期『戦姫絶唱シンフォギアAXZ』（せんきぜっしょうシンフォギアアクシズ）、2019年7月から9月まで第5期『戦姫絶唱シンフォギアXV』（せんきぜっしょうシンフォギア エクシヴ）が放送された。
2022年11月より新プロジェクト『PROJECT SYMPHOGEAR -next-』の始動も発表されており、劇場版の制作や新音楽企画が予定されている。

## 企画経緯
上松は当初4、5本ほどのアニメ企画を作ったが、音楽を専門にやってきた自分では「物語としての構築」は難しく思い、より具体的なものとするため、金子彰史に原作・シリーズ構成を依頼したという。その企画の1つである「女の子たちが歌を歌って召喚したものを、自らの身体に憑依させて戦う」という「変身ヒロインもの」は内容が壮大なものであったが、金子は上松の考えた世界観を可能な限り盛り込みつつ再構築し、全13話に収めている。その全13話分のプロットをたった1週間ほどで仕上げたことから、上松もその熱意には面食らってしまったと語っている。
『涼宮ハルヒの憂鬱』や『マクロスF』・『けいおん！』などのライブシーンが話題となった作品が続々と出てくることを受け、 「ライブとアニメが融合した作品はヒット作になりうる」という確信の基に上松は企画を固めていったという。ただし、これら既存の「アーティストを主役としたライブシーン」とは全く違った演出や「会場が一体となったライブシーン」を、本作では提案したいと述べている。
キャラクター原案には、魅力的な女の子を描けるだけでなく「女の子とメカの融合されたデザイン」にも才能があるとして、吉井ダンを選んだという。また、美術・背景設定なども作品の重要な要素であると位置づけ、「日本人では出せない味を出す」ということを目的に、デザイナーにはフランス人のロマン・トマなどを採用している。
脚本は第3期までは金子が一人で執筆していたが、第4期では金子が序盤の回執筆中に急病に倒れ、急遽他の脚本家が参加することとなった。

## あらすじ

### 第1期
女子中学生の立花響は、天羽奏と風鳴翼による人気ボーカルユニットツヴァイウィングのライブを楽しんでいた。だがその最中、人を飲み込んで炭素に変えてしまう認定特異災害ノイズが発生し、観客たちを次々と襲い始める。大混乱の会場で響が見たものは、歌を口ずさみながらプロテクターに身を包み、ノイズと戦うツヴァイウィングの2人の姿だった。そして逃げ遅れて重傷を負った響を救うため、奏は自らの命と引き換えに絶唱を歌い、ノイズを殲滅させる。
それから2年後、響は親友の小日向未来と共に憧れの翼のいる私立リディアン音楽院の高等科へ進学するが、街中でまたもノイズと出くわしてしまう。追い詰められた響は、2年前に奏が歌っていたあの歌 聖詠を口ずさむ。すると、眩い光と共に響の身体を特殊なプロテクターが包み込んだ。それは、ノイズに対抗する唯一の力にして奏の置き土産シンフォギアシステムだった。響は自身の変化に戸惑うままノイズから逃げ惑うが、そこへ現れた翼によって救出され、なし崩しに特異災害対策機動部二課へ連行される。そこで自分を取り巻く事情を知った響は、奏に代わって自らに宿ったシンフォギアガングニールの装者として戦う道を選ぶ。
遺されたツヴァイウィングの1人である翼との軋轢、謎の少女の雪音クリスとの戦い、そしてかけがえのない親友の未来との仲違い、謎の女のフィーネが張り巡らせた策謀といった数々の困難を響は乗り越え、人として戦士として徐々に成長していく。そのまっすぐな姿に頑なだった翼やクリスの心もいつしか変えられ、響たち3人は策謀を結実したフィーネとの決戦に臨んだ。しかしクリスに続き翼が倒れ、響もその現実に打ちのめされ戦意を失う。そんな彼女たちを救ったのは未来たちが歌うリディアンの校歌が引き起こした「奇跡」だった。守りたい人々の思いを受けた響は再びフィーネの前に立ち塞がり、同じく復活した翼やクリスと共にエクスドライブ状態のシンフォギアを装着、フィーネの野望を打ち砕く。フィーネが最後に目論んだ月の欠片による地上破壊を阻止した響たち3人は行方不明となるが、やがて生還を果たすのだった。

### 第2期
フィーネの策謀「ルナアタック」を阻止した響たちの戦いから3か月後、人類はノイズへの対策を講じていたが、その要となる聖遺物ソロモンの杖の強奪事件が発生する。その同日、来日した歌姫のマリア・カデンツァヴナ・イヴとの合同ライブ中だった翼の前に、ノイズが出現。そして翼と観客たちの前で、マリアはシンフォギア「ガングニール」を纏うと、組織「フィーネ」の名を掲げ、全世界への宣戦布告を行う。
アメリカの聖遺物研究機関「F.I.S.」が擁していたフィーネの器になる可能性を持つ者レセプターチルドレンの一人であり、ルナアタックの影響による月の落下で地球が壊滅することを知るマリアは、指導者のナスターシャ教授、マリアと同じくレセプターチルドレンかつ装者である月読調と暁切歌、協力者のウェル博士らと共に、人類を救うための手段「フロンティア計画」を実行すべく決起したのであった。
マリアたちと戦うこととなった響はシンフォギアを纏うが、聖遺物との融合体でもある彼女の状態は不安定であり、度重なる装者としての戦いで体内の聖遺物が体を蝕んでいく。二課に所属し学校生活で日常を手にしていたクリスも、かつてソロモンの杖を起動させた自責の念に駆られていく。その一方で「転生したフィーネ」を演じる重圧に苦しむマリア、巫女フィーネのものと思しき力を発現する切歌、そして「英雄として世界に君臨する」という野心に取り憑かれたウェルのもと、組織の当初の理想は揺らぎ始める。
そんな中、組織に拘束された未来が、聖遺物の力を消失させる「神獣鏡」の装者へと仕立て上げられてしまう。周囲の制止を振り切って出撃した響は操られた未来と戦い、その未来の攻撃を利用して救出に成功するも同時に胸のガングニールも消え、装者としての力も失った。未来の放った力は古代遺跡フロンティアの封印解除を目的とするものであり、起動したフロンティアの力を操るウェルの暴走で月の落下が早められる。ナスターシャも宇宙へと放逐され、怒ったマリアはウェルに報復しようとしたが生身のまま駆け付けた響が制止した。その時、響の聖詠でマリアが纏うガングニールが響に装着される現象が起こり、響は装者として復活。一方でマリアは無力さに失意したが、亡き妹セレナ・カデンァヴナ・イヴの幻影に勇気づけられ世界に向けて歌い、地球のすべての人々、70億の歌が喚起され膨大なフォニックゲインの励起現象が発生する。
その力が、人類を全滅させてまで「英雄」になろうとするウェルの野望を止めるべく立ち向かう響たちに勝機を与える。ウェルが操る巨大ネフィリムとの戦いに際しては、マリアの参戦で70億の絶唱を束ねた「奇跡」が生じ、6人の装者全員のエクスドライブが発現、これを討つ。しかしウェルの悪足掻きでネフィリムがフロンティアと融合、一兆度の熱量で爆発寸前のネフィリム・ノヴァが出現、地球はただちに滅亡の危機に瀕する。それを救うべく、互いを理解し合った響ら6人の装者たちはネフィリムを異空間「バビロニアの宝物庫」に隔離する作戦に及んだ。だがマリアが異空間に巻き込まれたため、6人は空間の内部からネフィリムを撃破しながら脱出。隔離は未来の協力もあり成功し、爆発は異空間に封じられ、月の軌道もナスターシャが命を引き換えに修正したことで地球は救われる。
事態の収拾の際、響にマリアは改めてガングニールを譲る。再び訪れた日常の中、響は胸のガングニールが消えても、奏から託された歌は無くさないと心を新たにしていた。

### 第3期
宇宙空間に浮かぶフロンティアの残骸からナスターシャの遺体を回収したスペースシャトルがシステムトラブルに見舞われ、大気圏再突入に際して操縦不能となるが、緊急出動した響・翼・クリスの尽力によってスペースシャトルの不時着は成功する。ノイズの脅威が去ったこともあり、二課はこの事件を機に国連直轄下の機動部隊「S.O.N.G.」として再編されることとなった。
「フロンティア事変」の翌夏、日本に謎の戦闘集団が現れる。それは錬金術師キャロル・マールス・ディーンハイムと、彼女が率いる4体の自動人形（オートスコアラー）であった。シンフォギア装者以上の戦闘能力だけでなく、シンフォギアの侵食分解能力も持つアルカ・ノイズを使役するその一派に響たちは圧倒される。翼、クリスのギアが分解される事態にも及び、S.O.N.G.所属となった元F.I.S.の面々においてもマリアは起動するギアを所持しておらず、調、切歌もLiNKERの保有がないため出撃がままならない。唯一稼働できる響だったが、ガングニールは「人助けの力」と拘り戦いに迷い、キャロル一派の襲撃に際しても聖詠を唱えることができずにいた。そんな中、未来が響の眼前で自動人形に襲われ危機に瀕する。未来の「響の歌はみんなを守る歌」との必死の呼び掛けで再びガングニールを纏った響は彼女を救うが、その戦闘で自動人形にガングニールを破壊され、昏睡状態に陥ってしまう。
一方、S.O.N.G.では錬金術師のもとから亡命したエルフナインによる、強化型シンフォギアの開発計画プロジェクト・イグナイトが始まっていた。開発の完成を目前とした折を襲撃する自動人形に対し、調と切歌が独断で出撃。かつて奏が使用していたLiNKER (model_K) を投与して応戦したが自動人形の前には力及ばず、アルカ・ノイズにギアを分解されてしまい絶体絶命となる。それを救うべく強化型シンフォギアを纏う翼とクリスが駆け付けアルカ・ノイズを一掃、自動人形を追い込むも代わって立ちはだかったキャロルの真の力に圧倒される。そこへ強化型ガングニールを纏った響が参戦し、翼とクリスを鼓舞したことで3人は共に決戦機能イグナイトモジュールの「抜剣」（起動）に成功。イグナイトの力の前に3千体のアルカ・ノイズは瞬く間に薙ぎ払われ響によりキャロルも倒される。キャロルは戦いを止めるように言う響の説得に応じることなく自害したが、主を失ったはずの自動人形たちは居城チフォージュ・シャトーで新たな動きを見せようとしていた。
その頃、響はかつて家を出て行った父親と偶然にも再会する。装者たちはそれぞれ悩みを抱える中でも自動人形らと強化型シンフォギアの力で戦い、自分たちの問題を解決するごとに1体、また1体と撃破していく。だがキャロルは密かに復活を遂げていた。彼女の真の目的はイグナイトの源であるダインスレイフが発する旋律を自身と自動人形を討たせて刻むことであり、エルフナインの離反も全て計画の内であった。S.O.N.G.にもその情報がもたらされたが、戦闘中のクリスへの通信が妨害され、最後の自動人形が倒されてしまう。幽閉状態から脱したウェルと組んだキャロルは、遂に準備が整った世界解剖計画万象黙示録を決行。東京都庁舎の上空にその威容を現したチフォージュ・シャトーの世界を分解する機能が発動する。
始まった世界の分解の進行を阻止すべくキャロルに立ち向かう響たち装者。思い出を焼却する事で絶唱級の攻撃を連発するキャロルの圧倒的な力にイグナイトの力をもってしても成す術がなかったが、別行動を取ったマリア、調、切歌によりチフォージュ・シャトーが陥落する。それでも、あくまでキャロルは父イザークの復讐のため人類を滅ぼす道を選び、一人で70億人の絶唱に匹敵する最大の攻撃を放つ。対する響たちは合流したマリアたちを含めた6人のイグナイトによるS2CA・ヘキサコンバージョンを発動。かつてのネフィリム戦での「奇跡」を再現させるジェネレイト・エクスドライブにより、シンフォギアのエクスドライブ化に至った。
だがキャロルは自ら座乗する鋼の獅子碧の獅子機を錬成し、激戦はなおも続く。強大な獅子機との戦いは、5人の仲間の力を受け、真のアームドギアである「巨大な鋼の拳」を発現させた響の突撃で決着となる。キャロルは響に獅子機の爆発から救われるも行方不明となったが、記憶障害に陥りながらも重傷のエルフナインの病室に現れ、自身の写し身であるエルフナインが瀕死の状態にあると知ると、その命を救うべく自ら消滅した。
エルフナインはキャロルの体を与えられて生き長らえ、S.O.N.G.の任に就くこととなった。響も改心した父親とやり直すべく、父と母との間を取り持ち、家族の問題を解決するのだった。

### 第4期
キャロルとの戦い「魔法少女事変」から数週間後、アルカ・ノイズを兵器利用する軍事政権国家バルベルデに対しS.O.N.G.の武力介入が行われる中、響ら装者たちはこれまで歴史の影で暗躍していた錬金術師たちの組織パヴァリア光明結社と邂逅する。
卓越した錬金術師であるサンジェルマン、カリオストロ、プレラーティら3人の幹部、そして圧倒的な力を振るう首魁のアダム・ヴァイスハウプトを相手に苦戦を強いられながらも、装者たちは周囲の人々との絆を己の力へと変えて結社に立ち向かっていく。
そして鼓星の神門より顕現する「神の力」、オートスコアラーティキに宿ったソレは周囲に少なくない被害を及ぼす。だが神殺しの哲学兵装であるガングニールを纏った立花響によりティキは破壊されるが、何故か「神の力」が原罪がある筈の人間である響に宿りその身を破壊神へと変える。
仲間たちの協力により元に戻り「神の力」を破壊し、目的を阻止され激高したアダムとの決戦に挑み、リビルドや黄金錬成とされる金色に輝く響により彼は不吉な言葉を残して散った。
後のエルフナインの調査により、神獣鏡の光で響の原罪が祓われたと推測されたが、その神獣鏡の光を浴びたのは響だけでは無かった。

## 登場人物

### シンフォギア装者
主人公響をはじめとする6人のメインキャラクターの他には、過去死亡した2人が登場している。またアニメ本編で未来が装者となったのは第2期での一時的なものであるが、便宜上この項目に含める。
立花 響（たちばな ひびき）
声 - 悠木碧
15歳（第1期）→16歳（第2期以降）→17歳（第4期第12話 - ）/ 誕生日：9月13日 / O型 / 身長157cm / 3サイズ：B84・W58・H86
本作の主人公。私立リディアン音楽院高等科1回生（第1・2期）→2回生（第3期以降）。第3号聖遺物ガングニールのシンフォギア装者。特異災害対策機動部二課（第1・2期）→S.O.N.G.（第3期以降）所属。当初は聖遺物との融合体としての装者であったが、フロンティア事変の最中、融合体でなくなったにも関わらずガングニールを纏い、以後も装者であり続けていることから第三種適合者となったと見做されている。髪型は襟足が広がったボブカット、揉み上げのこめかみ辺りの左右に髪留めを付ける。
融合体となった顛末は第1期第1話より語られた。本編より2年前、「ツヴァイウィング」のライブの観客となった響は会場に突如現れたノイズと、それを迎え討つシンフォギア装者との戦闘に巻き込まれ、生死をさまよう大怪我を負う。胸を穿った奏のギアの破片は体内に残り、意図せずして聖遺物をその身に宿すこととなった彼女は、再びノイズと遭遇したことを切っ掛けに融合体として覚醒、シンフォギア装者として人類を守るための戦いに身を投じていく。
明るく闊達で、困っている人が居れば放ってはおけない性格。第1期では「私、呪われてるかも」が口癖であったが第2期以降はその様子はなく、困難な状況などで「へいき、へっちゃら」とシリーズを一貫して口にしている。学業はやや苦手で、任務の忙しさもあって課題をギリギリまで仕上げられないこともある。「好きなものはごはん＆ごはん」と自称するほど食欲は旺盛。
装者となった当初、同じ二課の装者である翼には受け入れられず、感情を抑えきれず反発した彼女の技で攻撃すらされた。しかし翼の気持ちを深く考えた響は「奏の代わり」としてではなく一個人として支えることを決意。最初は戦いに関して素人同然だった響だったが、弦十郎の下で戦闘訓練を受け、クリスとの戦いを経て「戦う覚悟」を決め、一人前の戦士として成長していく。その末には、地球に天変地異を招くことも厭わず月を破壊する「ルナアタック」を目論んだ櫻井了子=フィーネとの戦いや、その計画を継いで蜂起したマリアたち武装組織「フィーネ」との対立・共闘、人類に復讐を誓った錬金術師キャロルの世界分解を阻止するための戦いなど、幾度もの地球の命運をかけた事態を治めることとなる。
過去、上記のライブ会場の事件でただ一人が生き残ったことで、死者の遺族から生じた妬みが社会現象となり、居宅の物的被害に及ぶほどの迫害や、響本人は学校内でのいじめを受けている。また迫害を受けることを苦にして出奔した父親 立花洸とは再会しても失望する結果となったが、「人と繋がること」を信条とする彼女はその真っ直ぐな心で苦難を乗り越え、装者として戦う相手にも理解を求め、時に敵であった者の心すら変えていく。
組織「フィーネ」やキャロル一派を陰で支援していたパヴァリア光明結社との戦いが描かれた第4期では、互いの譲れない正義のために幾度となく衝突した結社の錬金術師サンジェルマンとの共闘を実現させるも、「神の力」が自身に宿るという謎の現象によってディバインウェポン破壊神ヒビキとなり暴走してしまう。他の装者5人をはじめとするS.O.N.G.メンバーとサンジェルマンの奮戦、そして未来の叫びによって「神の力」から解放された後は、怒りのままに暴れまわる結社の首魁アダム・ヴァイスハウプトを5人の仲間たちの力を借りて粉砕、戦いに終止符を打って17歳の誕生日の祝福を無事受けた。
五期においてヴァネッサ達のダイダロスエンドに、窮地に立たされたものの胸の中のサンジェルマンの言葉により奮起し、新たな機能「アマルガム」を発現するにいたる。
使用ギア：ガングニール
第3号聖遺物ガングニールの欠片から構成されるシンフォギア。メインカラーは橙色。聖詠は「Balwisyall Nescell gungnir tron」。現在、響が使用するガングニールはかつてマリアが使用していた機体であり、型式番号は「SG-r03' Gungnir」となっている。第1期を通じて響が纏ったガングニールは奏から継承したギア であったが、第2期第10話の未来との戦いで消失した。融合体時のギアは奏のものが由来であり同一に等しかったが、その外見は頭部左右に角のように頂くヘッドギアや腕部装甲などの基本的な形状やボディカラーなど以外は、響独自の形状となった部分も多い。装者のパーソナリティが反映されるシンフォギアの性質から、初めて元マリアの同型機を纏った際にも、消失したガングニールとまったく同じ形状・機体色となった。
響のアームドギアは装者の中で最も異質である。当初、響はアームドギアを形成することができなかったが、練度が上がっても通常の戦闘では本来の武器である槍を形成することはなく、シリーズを一貫して徒手空拳の格闘が彼女の戦闘スタイルとなっている。これは響が誰かと手を繋ぎ合うことを第一に考えるが故に生まれた特性となっているが、戦いを経るに連れてギミックが発現し、両腕部には武装ユニットとして弾性で作動するハンマーパーツ、両足の脛部にも同様の仕組みのパワージャッキが備わった。それらは予備動作で引絞り、弾くことでパンチのインパクトの破壊力や脚力を強化させる機構となっており、より長く引絞ればそれだけ威力が増大する。弦十郎に師事した我流の八極拳をシンフォギアで強化された身体能力で発揮する響は、それに絡めて上記機構を用いた技を繰り出す。腰部ユニット後方に装備する二基のバーニアをジャンプしての滑空飛行や攻撃のための突進に用いるが、この推力をくわえたハンマーパーツのパンチの威力は打撃を受けたクリスをして「絶唱に匹敵しかねない」と言わしめたほどである。
脚部ユニットのパワージャッキは着地時などの衝撃吸収や跳躍時の加速力付加、飛距離の延長、そしてキックの威力の強化にも用いられる多目的機構である。腕部ユニットのハンマーパーツも攻撃が主用途の武装ユニットだが、響の直観的な運用により、空中における軌道修正にアポジモーター代わりに使われたこともある。融合が進行した状態においては、脚部ユニットのパワージャッキの特殊運用（インパクトハイク）を連続使用し、腰部バーニアとの併用で疑似的ながらも空中戦を行った。
エクスドライブモードにおいては、他のシンフォギア同様、光翼を展開させ完全な飛行が可能となる。また腕部ユニットのギミックによる近接打撃攻撃のみならず、繰り出した拳から直接エネルギーを射出して、街を埋め尽くすほどの大量のノイズを一気に殲滅できるほどの広域・遠距離攻撃を行っている。
第1期でのルナアタックにてエクスドライブの発現を経た為か、第2期では通常モードがすでに以前とは違う形に変化した状態で登場した。外観上はカラーリングの変化と共にマフラー状のパーツが追加されたことが目立っており、出力の向上に従って性能自体も上がった。明確なアームドギアがないことは変わらずとも、腕部ユニットにはさらにギミックが追加され、それらを展開した際には拳撃のための武装ユニットとも言える形状に変形する。追加ギミックは、ナックルガード、内蔵式のスクリューのような軸回転機構（腕に巻かれた環状パーツ2基が互いに反回転する）、および肘部後方に噴射口を設ける2基のバーニアである。ハンマーパーツの作動機構は従来通りで追加ギミックを展開せずともそれ単独の作動で攻撃することもできるが、全ての機能を発動させることでより強力なパンチを放つことが可能となった。
ガングニールを纏う響の絶唱特性はアニメ本編中では明言されていないものの「エネルギーベクトルの操作」に類するものとされており、その特性が故にルナアタック時に翼・クリスとともに絶唱を放ち月の欠片を破壊しながらも、ギアからの負荷が低減されたため生還を果たした。第2期ではその現象から着想を得て、響を中心とする複数の装者の絶唱を一つにまとめて放つコンビネーション「S2CA (Superb Song Combination Arts)」が編み出されており、エネルギーの拡散攻撃や強化されたガングニールの必殺パンチの形で放たれている。その際、絶唱エネルギーを収束・チャージする響のガングニールには装甲各部が展開する特別な形状の変化が現れる。さらにその上で必殺パンチを放つ響は、両腕部ユニットを合体させ右腕に装着する固有の予備動作を行い、内蔵軸回転スクリューが大型化した4本のピックを有する特殊な武装形態へと変形させる。通常の攻撃では歯が立たない分裂・増殖タイプのノイズに対して翼・クリスとのコンビネーションである「S2CA・トライバースト」を仕掛けた際には、腰部バーニアの噴射による突進から収束した全エネルギーを込めたパンチをとどめに打ち込み、敵ノイズを完全に消滅させた。「S2CA」は響が融合症例でなくなった後にも使用されており、ネフィリムやキャロル、アダムなどの強大な敵に対する装者たちの切り札となっている。
響が融合症例であった頃は、ギアそのものが体組織と固着・融合している状態であり、装着する度にギアは彼女の肉体を侵食し、やがては生命すら失うことが危惧されていた。および、人と聖遺物との融合体としての変質に苛まれており、響そのものをシンフォギアへと変えつつあった。その影響で、生身でノイズに触れても炭素化が起こらない、ギアを纏えば制御できない膨大なエネルギーが放出され周囲に影響を及ぼすほどの高熱をもたらす（スポンティニアス・コンバッション）、などの現象が発現している。未来の纏う神獣鏡の攻撃によって「響の体内のガングニール」は消失し彼女は融合体ではなくなるが、同時に装者としての力も失った。しかしその後、同型のギアを有するマリアから制御権を乗っ取る形で装着に成功し、ネフィリム・ノヴァ撃破後には正式に譲渡された。
第3期では第2期での形態変化と同様に、基本的な形状はそのままだがカラーリングも含んで細部に違いのある形での登場となり、臍部を露出したデザインとなった。また第3期では新たなシンフォギアの決戦機能「イグナイトモジュール」が登場しており、キャロルとの初戦でその力を発動した響は必殺パンチから連続して飛び蹴りを繰り出しているが、イグナイトのガングニールには脚部にもバーニアが設けられており、その推力も加えた蹴撃でキャロルを降している。その後のキャロルとの決戦では、共にエクスドライブを発動した他の装者5人のギアのエネルギーを受けて巨大な拳型のアームドギアを形成し、繋ぐ手を武器とする響は真の意味でアームドギアを持つに至った。
第4期では腕部ユニットを固有の形状に変形させた上で軸回転させ、ドリルのように繰り出す新技を見せている。また首のマフラーに攻撃機能が追加されており、黄色く光を放つマフラーを振るってアルカ・ノイズを切り裂く技も見せた。他にも、脚部パワージャッキを腕部ハンマーパーツ同様に使用し、蹴撃の威力を強化したキックで分裂能力をもつ八首のノイズの分体にとどめの一撃を放っている。
5期では更に形状が変化しており、インナーやギアに金色のパーツが配置され更に両腕の軸回転機構を変化させての水中移動も可能となっている。
アダムとの戦いでは、リビルドによりエクスドライブに匹敵する力を一時的に得るも反動汚染により機能不全となった。だが仲間たち5人の装者のエネルギーを受け取ることで出力が補なわれ、響の繋ぐ力の応用により他の装者の技を繰り出して 窮地を脱した。さらに錬金術師たちの黄金錬成の力までも使用する現象を見せている。この時、機能不全のガングニールの機体色は灰色となったが、他装者の力を受け取った際には虹色のオーラを纏い、黄金錬成がもたらされた際には機体全体が金色となった。
なお、響が単体で繰り出す必殺技には他の装者のような名称が存在せず、彼女の場合名称があるのは他の装者との合体技や、他者から何らかの力を得て繰り出す技のみである。ただし、スマートフォンゲーム『戦姫絶唱シンフォギアXD UNLIMITED』では他の装者に合わせて名称が設定されており、家庭用ゲーム『超ヒロイン戦記』では、腕部ハンマーパーツの作動による掌底打撃や、脚部パワージャッキを引絞った状態で上段蹴りを放ち、ヒット後のその作動で威力を倍加させる技を見せている。
技一覧
Vitalization
エクスドライブ化した装者6人のパワーをもって放たれる合体技。
翼・クリス・マリア・調・切歌の5人と共に手を繋いで放たれる一撃。マリアと響のギアの各部パーツが分離してそれぞれ巨大な金の右手と銀の左手を形成、6人をその両手で包んだ状態で軸回転しながら突進を続け、敵を貫く。
なお、"t"の字は"†"と表記されている。
Glorious Break
エクスドライブモードの装者6人のパワーをもって放たれる合体技。
他の装者5人のエネルギーを受けた響が真のアームドギアである巨大な鋼の拳を形成した状態で開始される。鋼の拳は一端分解され、響を中心にパーツが集まり各装者の色のエネルギー膜が展開、装甲と虹色のエネルギー膜を外殻とするさらに巨大な拳型のアームドギアが各部にバーニアを備えて再形成される。響を覆うように形成された鋼の拳は全バーニアを噴射して彼女と共に突進、その推力と装者6人のエネルギーが込められた一撃で敵を貫く。
TRINITY RESONANCE
イグナイトモードで翼・クリスと共に放たれる合体技。
天羽々斬の刀身の上に響が乗った状態で刀身が変形・巨大化。その後方でクリスが大型ミサイルとその発射台を形成し、翼とクリスのアームドギアの連結によってミサイルを推進器とするシャトル状の機体が完成する。響が機体の甲板部に設けられたカタパルトに乗り、発進を担うクリスによって機体が敵に向かって突進。次いでカタパルトから響が射出され、イグナイト・ガングニールの必殺キックが浴びせられる。さらに翼が乗る天羽々斬が変形した機体がイチイバルのミサイルによる加速が続くまま、その鋭利な機首で突貫攻撃を行う。
必愛デュオシャウト
イグナイトモードで放たれる、切歌とのユニゾンによる合体技。
響が腰部バーニアを全開噴射して相手に拳を撃ち込み、突進。肩部ユニットのブースターの噴射で追う切歌が響と両足裏を合わせてギアを連結させ、響が拳を相手にめり込ませたまま、二人の推力できりもみ回転しながら地面に叩きこむ。サンジェルマンとの戦いの決め技となった。
TESTAMENT
アダムをして黄金錬成と称される金色のガングニールを纏って繰り出した技。
腕部ハンマーパーツのギミックを用いた連続パンチを叩き込み、最後は両腕で同時に放つパンチで撃ち貫く。何十発ものパンチのラッシュは巨大な怪物と化したアダムを空中に持ち上げていくほどの威力を見せた。
METANOIA
シェム・ハの腕輪に取り込まれた未来を分離、切り離すことができる猛突進技。
バーニングエクスドライブを解禁した立花響ら6人の装者と世界中の人達がユグドラシル・システムに最後まで抵抗しようとする思いが重なり合うことでネットワーク障害を引き起こした事により、それがシェム・ハの残留プログラムを消滅に繋がった。
デュランダル
完全聖遺物の一つ。移送任務の際に一度はデュランダルの起動に成功した響であったが、同時にそれを手にすることで暴走を引き起こし、躊躇うことなく力を振るう自分を危惧していた。フィーネとの最終決戦で翼とクリスの機転により奪還したデュランダルを再び手にし暴走を起こすも、共に戦い支えてくれる仲間達の励みにより破壊衝動を抑え、完全制御に成功した。
Synchrogazer
仲間たちに支えられ暴走を乗り越えた響が放つ、ガングニールとデュランダルの共鳴により引き出されたエネルギーを込めた一振り。その一撃を受けたフィーネの攻撃躯体「黙示録の赤き竜」は、内包する無限の再生能力を有する完全聖遺物ネフシュタンの鎧と、無尽のエネルギー生成能力を有するデュランダルの特性が衝突して発生した対消滅によって完全に破壊された。

風鳴 翼（かざなり つばさ）
声 - 水樹奈々
18歳（第1・2期）→19歳（第3期以降） / 誕生日：5月25日 / B型 / 身長167cm / 3サイズ：B81・W57・H83
私立リディアン音楽院高等科3回生（第1・2期）→卒業（第3期以降）。6人の装者の中ではベテラン格、マリアに次ぐ年長者。第1号聖遺物天羽々斬のシンフォギア装者であり、世界でも数少ない第一種適合者である。特異災害対策機動部二課（第1・2期）→S.O.N.G.（第3期以降）所属。ツインボーカルユニット「ツヴァイウィング」の一人だったが、パートナーの奏の死後にはソロ歌手として活動を続けている。長髪と左側で結わえたサイドポニーが特徴。
物語の開始以前から奏と共に特異災害と戦い続けており、人類を守護する「防人（さきもり）」としての使命を重く受け止めている。アニメ第1期では、奏の戦死に伴う自責の念から感情を捨て「剣（つるぎ）」で在り続けることを誓っていたが、やがて失われた命が次代に受け継がれるために「剣」が人々を守る意味があると悟っていく。
第二次世界大戦当時から聖遺物の研究を続ける「風鳴機関」を統べる風鳴一族の嫡子であり、機関の流れを組む特異災害対策機動部二課とは幼い頃から所縁があった。第1期時点の12年前、二課所有の「天羽々斬」を偶然にも覚醒させたのは当時の彼女の歌である。その後、シンフォギア装者となった彼女は、共にノイズと戦う奏と歌手活動も開始した。
生真面目で言動も堅く、第1期では女性らしい口調で話すことも多かったが、以後基本は男性的な口調となっている。また浮世離れしており、響と出会うまでは同世代の友人たちと遊びに行った経験が無かったほどである。歌手がゆえに自身の体調管理にも気を配っており、夜の9時以降は一切飲食をしないことを心掛けている。しかし歌と戦闘以外は不得手で、部屋を片付けることができず物を散乱させてしまう、という欠点がある。そのため緒川に日常生活の面倒を見てもらっている。
幼少期から奏の存命中まではやや内向的な性格だった。その死去した奏に関わる事柄や、第2期で響が聖遺物の融合で死が危ぶまれると涙を禁じ得なくなるなど、感情的になる事もあった。だが幾多の戦いの中、響やクリスといった後輩を得て、共に人類の危難を救い、ベテランの装者として頼りがいのある先輩となっていく。
第1期当初は、戦う覚悟もないままに奏の力を使う響を受け入れられず敵視すらしていたが、彼女との交流を通じて胸に秘めた「覚悟」を感じ取って戦士として認め、時にその言動に呆れつつも尊重するようになった。第2期では引き続き歌手として活動する傍ら、年長の装者として響とクリスを先導している。またリディアンにおいては自身を「近寄りがたい存在」として認識していたクラスメイトたちやクリスと共に学祭の準備を行うなど、他者との距離感が縮まっていた。
戦闘経験の多さから装者としての技量は高く、第2期では片膝に支障をきたした状態でガングニールのマリアと互角に戦った。適合係数を引き下げるAnti_LiNKERの散布下で、敢えて自らのギアにリミッターをかけ、第1期の頃の低出力の形態で纏うという離れ業を見せたこともある。第1期で刃を交えたクリスとは、気心の知れた先輩・後輩といった間柄となっている。第2期でウェル側に付いたと見せかけたクリスと再び戦うも、以心伝心の作戦でウェルの目を欺いて、クリスの目的であったソロモンの杖の奪還を成功させた。その戦いの最中クリス自身、翼を「先輩」と呼んだことから、以後も彼女からはそう呼ばれている。
また第2期当時、敵であったマリアとは同じトップアーティストという立場もあり、その頃から合同ライブを行うなど関わり合いが深く、仲間となったフロンティア事変以後も、リディアンを卒業した翼が海外進出した 折のライブで共演している。第3期で翼はイギリスでのそのライブの直後、マリアと共に魔法少女事変に遭遇して日本へと戻り、再び剣を振るうこととなった。なお、戦いの中で自身が表向きには祖父となっている訃堂の実子であることをマリアに語ったが、法的な父親である風鳴八紘との縺れも解消しており、形だけでない父娘の絆を確信するに至っている。事変収束後、再度アーティストとして渡英する翼だったが、八紘の特命を受けていたマリアも彼女に同行した。
第4期では、「神の力」の影響により"繭"の中に取り込まれた響が第二種特異災害に認定され、これに殺処分を言い渡す訃堂に対して正面から異を唱え、風鳴の血が流れるのを失念するなと怒る訃堂に「私の中に流れるのは天羽奏という一人の少女の生き様だけだ！」と毅然に言い放っている。
第5期において、凱旋ライブをマリアと共に行うもそこにノーブルレッドのミラアルクの襲撃を受けてしまう、二人は応戦するもその最中にミラアルクに少女を人質に取られ殺害されてしまう。そして、自分自身にも刻印を刻まれ最終的に七万人以上の犠牲を出してしまう。
以後自身の在り方に悩むようになり、仲間たちから距離を置くようになる。そしてシェム・ハ顕現の折、訃堂により刻印が起動されS.O.N.Gと一時対立する。
風鳴総本家の家宅捜索において、マリアと戦闘を行い、そのマリアの説得で刻印を跳ねのけ正気に戻るも父・八紘を喪う。
使用ギア：天羽々斬（あめのはばきり）
聖遺物天羽々斬の破片から構成されるシンフォギア。メインカラーは青。聖詠は「Imyuteus amenohabakiri tron」。型式番号は「SG-r01 Amenohabakiri」。
アームドギアは日本刀状の剣をはじめとした斬撃武器類で、脚部装甲から取り出す柄状の形態から各種刀剣に変形する。小刀状のアームドギアは投擲にも用いられ、両脚部に装備されたブレードによる斬撃も行う。両脚部のブレードにはバーニアも備えられており、ジャンプの際の空中機動の他、地上・水上をホバー走行することが可能。翼の技量も相まって、斬撃による切れ味と、機動力に優れたギアとして高い性能を発揮する。またオートバイの運転にも長ける翼は乗車したままギアを纏い、連携した技まで繰り出す。
絶唱は本来アームドギアから圧縮エネルギーを放つものであるが、シンフォギアとその装者を中心として放射状に直接エネルギーを放つこともできる。翼はクリスとの初戦、自爆にも近い形でその絶唱を発動した。
ルナアタック時、月の欠片を破壊する際にはエクスドライブモードで絶唱を発動、天ノ逆鱗時を上回る大きさまでアームドギアを巨大化させ一撃を放っている。第2期以降のエクスドライブにおいては巨大化した脚部ブレードを装備している。
技名に「ノ」が多いのは太刀筋に似ているからで、彼女のお気に入りの曲「恋の桶狭間」の歌詞から一部付けられているらしい。
技一覧
逆羅刹
逆立ちと同時に横回転し、展開した脚部のブレードで周囲を切り裂く。
影縫い
敵の影に小刀を打ち込み、動きを封じる。影ができる光の下でなければ使えないほか、対人奥義ゆえ破壊神ヒビキといった人外には効果はゼロではないものの薄い。元は緒川が得意とする銃を用いての忍法だが、翼はその利便性に惚れ込み3年がかりで小刀での影縫いを習得した。
千ノ落涙
空間から大量の青いエネルギー剣を具現化し、上空から落下させ広範囲を攻撃する。
蒼ノ一閃
大型化させた大剣状のアームドギアを振るい、巨大な青いエネルギー刃を放ち標的を両断する。エクスドライブモードでは威力・射程が飛躍的に上昇している。
天ノ逆鱗
空中で投擲したアームドギアを巨大な刃（剣状であるが柄がない）として形成し、その後部を蹴り込む翼ごと切先で敵に突貫する。巨大な刃には6基のバーニアが設けられており、蹴り込む翼も脚部ブレードのバーニアを噴かして全推力が攻撃に用いられる。なお、巨大な刃のアームドギアは側面を盾のように使うことで防御手段としても有用性を発揮する。
炎鳥極翔斬
両手に携えた直剣のアームドギアから火炎を放出、自身を青い火の鳥と化して突貫する。荷電粒子砲「カ・ディンギル」を撃破した。
蒼ノ一閃 滅破
エクスドライブモードで放たれた蒼ノ一閃の強化バージョン。アームドギアは更に大型となり、威力も格段に増している。
乱れ影縫い
エクスドライブモードで千ノ落涙を放った後、影縫いを使い広範囲を拘束する。
風輪火斬
脚部ブレードのバーニアによるホバー走行の突進から、2本のアームドギアの柄を繋ぎ合わせて双刃刀へと変形させ、炎を纏わせながら振り回し斬りかかる。
風輪火斬 月煌
青い炎を纏った風輪火斬の強化版。発動時の前口上は「風鳴る刃、輪を結び、火翼を以て斬り荒ぶ。月よ、煌めけ!」。
騎刃ノ一閃
バイクに搭乗した状態で前方に脚部のブレードを巨大な刃状に展開・結合し、突進して対象を切断する。
騎刃ノ一閃・旋
「騎刃ノ一閃」のバリエーション。上記同様にバイクに搭乗した状態で脚部のブレードを展開、スピンしながら突進して周囲の対象を切断する。
蒼刃罰光斬
蒼ノ一閃に用いる大剣状のアームドギアを鞘に見立てて、納刀される刀を居合で抜刀。素早い二連撃でX字となった青いエネルギー刃を飛ばし、対象を斬り裂く。
羅刹 零ノ型
両手に携えた刀のアームドギアと脚部のブレードから炎を発し、空中で高速回転しながら突進。対象を焼き切る。
無想三刃
脚部のブレードを展開しバーニアで縦回転しつつ刀のアームドギアを頭上に構えて突進、三つの刃で対象を斬り裂く。
炎乱逆鱗斬
双刃のアームドギアを巨大化させ、更に蒼炎を纏わせ翼自身が回転して相手に投擲をする。
絶唱・天羽々斬 真打
漫画版に登場。アームドギアを太刀として、絶唱によるエネルギーを機動力に転化させた居合斬り。
TRINITY RESONANCE
イグナイトモードで響・クリスと共に放たれる合体技。立花響 ガングニールの技一覧を参照。
風月ノ疾双
イグナイトモードで放たれる、調とのユニゾンによる合体技。
翼の「騎刃ノ一閃」によるブレードを展開した状態のバイクに、後方から調の「非常Σ式 禁月輪」のホイールが変形した巨大な二輪が接続し、チャリオットとして構築。それによって地上を疾走し、標的に突撃する。プレラーティのけん玉型スペルキャスターの突撃形態と真っ向からぶつかり、撃破した。
至高善・薔薇Ｘ字
アマルガムモードで放たれる。マリアとのユニゾンによる合体技。マリアから放たれるエネルギーの本流と翼の斬撃が敵を捉え殲滅する。
双星ノ鉄槌 -DIASTER BLAST-
漫画版に登場した奏とのコンビネーションアーツ。天羽々斬の刀とガングニールの槍、二振りのアームドギアによる上段から叩きつけるような同時攻撃。

雪音 クリス（ゆきね クリス）
声 - 高垣彩陽
16歳（第1・2期）→17歳（第3・4期）→18歳（第5期以降） / 誕生日：12月28日 / A型 / 身長153cm / 3サイズ：B90・W57・H85
第2号聖遺物イチイバルのシンフォギア装者である第一種適合者。私立リディアン音楽院高等科2回生（第2期）→3回生（第3期以降）。特異災害対策機動部第二課（第2期）→S.O.N.G.（第3期以降）所属。グラマラスで小柄な体格であり、言動は乱暴。しばしば「ちょろくさい」を「ちょせぇ」と発言するなど独特な語彙を持つ。髪型は襟足の左右を長く伸ばしておさげのような形としている。
第1期では完全聖遺物「ネフシュタンの鎧」を装着して響と翼の前に立ち塞がる形で登場した。シンフォギア装者であることが明らかとなりイチイバルを纏っても二課装者と刃を交えたが、やがて共闘してフィーネ打倒を果たす。当初は自身の歌を「壊すことしかできない」と嫌い、亡くした両親の想いも理解できなかったが、響たちと共に戦う中、音楽を通じて平和を訴えていた両親への自身の真実の気持ちと、人が叶えるべき夢の大切さを感じ取れるまでに成長した。
8年前（第1・2期時点）に南米バルベルデ共和国にてNGO活動中の両親が紛争を原因とする爆弾で死亡、自身も現地武装組織に捕えられ捕虜生活を送った過去を持つ。6年を経て国連軍に救出され帰国するも忽ち行方不明となり、さらに2年を経た頃に突如二課の敵として姿を現した。その出自から「戦争の火種を無くしたい」という想いが強く、そこに付込むフィーネに唆されて一味となり、二課装者への襲撃に及ぶ。だが度重なる失敗でフィーネから制裁を受けて遁走、弦十郎に説得された以後は響、翼との共闘を経て二課に所属、S.O.N.G.への再編成後も所属装者として仲間であり続けている。
亡くなった両親は共に音楽家で父親は高名なバイオリニストであった。そのため二課には幼少期よりシンフォギア装者候補として注目されていた。事実、翼に並ぶ第一種適合者であり、くわえて戦闘センスは高い。フィーネとの決戦では月を破壊する「カ・ディンギル」の粒子ビームに絶唱で対抗して生死不明となるも、完全な破壊を阻止して見せた。
短気で喧嘩っ早く悪たれた性格だが、両親が存命の幼い頃は普通の少女であった様子。現在も私服はフェミニンなものを着る。本来の心優しい面は折りに際し表れており、フィーネのもとを追われた時に出会った迷子の兄妹には一緒に親を探すなど世話を焼いている。フィーネに対しては愛憎相半ばする気持ちを抱いており、敵対して戦っても彼女が消滅するのを看取った際には涙を零した。
その生い立ちからか他人と触れ合うことに臆病な面もあり、遠慮なくスキンシップしてくる響に対しては、むずかりながら赤面することが度々ある。しかし二課の一員になると同時にリディアンにも編入した第2期では、依然、他人との距離を置きがちではあるが居場所を得たとも実感している。また同シーズンでは、犠牲者を生む元凶であるソロモンの杖を起動したことの自責の念からそれを奪還すべくウェルの傘下となるが、再び相対して戦うこととなった翼が多くを語らずとも事情を察し、結果連携して目的を成功させた。その時の顛末が切っ掛けで翼を「先輩」と呼ぶようになり、彼女がリディアンを卒業した以後もそう呼んでいる。
第3期では3回生に進級し、キャロル一派との戦いの中、後輩として得た調・切歌たちとの絆も深め両親への想いも再認識した。第4期ではバルベルデでの作戦行動中にかつて姉同然に慕っていたソーニャと再会するが、その弟のステファンをアルカ・ノイズの炭素分解から救うため止むを得ず足を撃って奪ってしまう。作戦後も内心鬱屈としていたクリスだったがパヴァリア光明結社との戦いの最中、来日した姉弟と共に過去と再び向き合い、蟠りを解かした。
使用ギア：イチイバル
第2号聖遺物「イチイバル」の欠片から構成されるシンフォギア。メインカラーは赤。聖詠は「Killiter Ichaival tron」。型式番号は「SG-r02 Ichaival」。アームドギアは本来弓となるべきものだが、武装組織の虜囚であったクリスの忌まわしき記憶の象徴である銃器として発現することが多い。その特性は「長射程広域攻撃」であり、ガトリングガン、ミサイル、クロスボウなどのアームドギアの形成による他に類を見ないほどの高火力での遠距離・広範囲射撃を得意とする。アームドギアのスナイパーライフルへの形成時には、ヘッドギアが精密狙撃用に変形する機能もある。
ハンドガン型のアームドギアも形成でき、第2期よりガン=カタを習得したクリスは二丁拳銃で近接戦闘にも対応する。第3期からは、本格的な弓のアームドギアとしてロングボウも形成し使用している。
絶唱はエネルギーを広域にわたって放射する殲滅攻撃を本来の形とするが、ルナアタックにおいてカ・ディンギルに対抗した際のクリスはこれを応用して違う形で発動している。アームドギアを大型レーザー砲に変形させるとともに、多数のエネルギーリフレクターを展開、これによりエネルギーレーザーを反射・増幅（レーザーの反射光により背面に蝶のマークが浮かぶ）した一点集中砲撃として転用することで、瞬間的であるがカ・ディンギルからの一撃を真っ向から押し留める出力を発揮した。また月の欠片の破壊の際、エクスドライブモードで発動した絶唱は、大量の大型ミサイルを生成しての一斉射撃であった。
エクスドライブモードでは、レーザーによる広域殲滅攻撃が可能なアームドギア一体型の飛行ユニットを形成して搭乗する。乗り捨てた飛行ユニットを自爆させ、周囲の敵を一掃することも可能である。
なお生成する大型ミサイルは人の身の丈を優に超える大きさであり、ルナアタック時にクリスが乗り物代わりに使用した戦法に端を発して、しばしば装者たちがサーフィンのように乗って戦いに利用している。
技一覧
BILLION MAIDEN
アームドギアとして携行型の2連装ガトリングガンを形成。両手に構えた2丁4門による一斉掃射。このガトリングガンは「MEGA DETH」系のミサイルの発射と同時に斉射されることも多い。
MEGA DETH PARTY
左右の腰部アーマーを展開し、内蔵の多連装射出器から追尾式小型ミサイルを一斉に発射する。小型ミサイルの発射は大型ミサイルを発射する「MEGA DETH」系の技に織り交ぜられる場合もある。エクスドライブモードでは飛行ユニットから多数のホーミングレーザーを一斉射撃する。
MEGA DETH QUARTET
前述のガトリングガンと腰部ミサイル射出器の展開にくわえ、背部に大型ミサイルを左右に各2基、計4基を連装する射出器を形成する。背部射出器はアウトリガーも備える大型のものであり、ギア自体を地面に固定する形で射撃体勢を取る。腰部射出器には小型ミサイル弾体を多数内蔵する三角柱状ポッドが連装され、発射されたポッドが敵集団内に達すると内蔵ミサイルが乱射される機構となっている。全火器の一斉掃射による火力は何体もの大型ノイズを一撃で掃討できるほど強力な反面、エネルギーチャージに時間を要するため単独での使用は難しい。
GIGA ZEPPELIN
大型化させた両手のクロスボウに2連装する赤紫色のクリスタル状の矢を上空に向けて放つ。射線上の敵を穿ちつつ一定高度に到達した矢は割れるように分裂、無数の小片があたり一面に降り注ぎ、広範囲の敵を一気に殲滅する。
RED HOT BLAZE
アームドギアをスナイパーライフルに形成し、精密狙撃用に変形させたヘッドギアのスコープで捕捉した標的を撃つ。自動人形レイアとの戦闘ではライフルそのもので殴打、意表を突く一撃を放っている。
MEGA DETH FUGA
背部に形成した固定式射出器に大型ミサイルを左右に各1基、計2基を連装して生成・射出する。「MEGA DETH QUARTET」の縮小版であり破壊力は及ばないものの、エネルギーチャージの必要がないためリスクが軽減されている。
QUEEN'S INFERNO
アームドギアとして形成した両手に携える2丁のクロスボウから多連装のエネルギー矢を掃射、高速連射する。
MEGA DETH SYMPHONY
背部に形成した固定式射出器に左右それぞれ3基、計6基の固有の形状の大型ミサイルを連装して生成。発射したそれらが飛翔中に分裂、無数の散弾となり広範囲を攻撃する。
ARTHEMIS SPIRAL
アームドギアとしてロングボウを形成し、矢の形をしたミサイルで射貫く。イグナイトモードにて、レイアの「妹」を一撃で沈めた。
MEGA DETH INFINITY
背部に形成した射出器に左右それぞれ6基、計12基もの大型ミサイルを連装して生成、一斉掃射を行う。場合によっては「MEGA DETH PARTY」の小型ミサイルの発射も同時に織り交ぜる。なお「MEGA DETH」系の中でも強力な技にも関わらず、クリスの練度が上がったためか、ヘリコプターや乗り物として利用する大型ミサイルの上からアウトリガーなしに射撃している。
ARTHEMIS CAPTURE
アームドギアとしてロングボウを形成し、「ARTHEMIS SPIRAL」同様の矢の形をしたミサイルを射るが、標的を串刺しにした矢から何本ものエネルギーの刃が放射状に発生、内部からも貫く。
HORNET PISTOLS
リボルバー型のアームドギアから放たれる弾を、徹甲弾状に変化させ軌道を曲げて相手に攻撃する。
VVデ・レ・メタリカ
アマルガムモードで使用する。巨大な矢を撃ち、それを中心にして一定の範囲内にバリアフィールドを張る。
アーマーパージ
身に纏ったギアを強制解除し、散弾のように爆ぜたエネルギーで周囲一面を破壊する。
エネルギーリフレクター
イチイパルの腰部後方ユニットに収納されている菱形の小片パーツ。多数が収納されているそれらを機体周辺の空間に散布するように展開し、エネルギービームの反射・偏向、または遮断などに用いる。
TRINITY RESONANCE
イグナイトモードで響・翼と共に放たれる合体技。立花響 ガングニールの技一覧を参照。
Change the Future
イグナイトモードで放たれる、マリアとのユニゾンによる合体技。
互いのギアを連結し、クリスが背部ユニットを変形させたウィングとブースターを、マリアが巨大化させた刀身によって機首を形成し、戦闘機を構築。それによって赤いオーラを纏いながら最大加速で飛翔し、標的に突撃する。カリオストロの突進攻撃と激突し打ち破った。
なお、"t"の字は"†"と表記されている。

ネフシュタンの鎧
当初装着していた完全聖遺物。クリスの装着時は鎧が白銀色で、顔の上半分にバイザーが装着される。
技一覧
NIRVANA GEDON
両肩部の突起を鞭状の武器とし、黒い電撃を帯びた白いエネルギー球を先端に生成して標的に投げつけ攻撃する。
アーマーパージ
身に纏った鎧を強制解除し、散弾のように爆ぜた破片で周囲一面を破壊する。

マリア・カデンツァヴナ・イヴ（Maria Cadenzavna Eve）
声 - 日笠陽子
21歳（第3期）→22歳（第4期） / 誕生日：8月7日 / AB型 / 身長170cm / 3サイズ：B96・W62・H90
第2期より登場。ウクライナ出身。ミステリアスながらも力強い歌声を持ち、デビューからわずか2か月で米国チャートの頂点まで昇りつめた新進気鋭の歌姫だったが、翼とのライブを期にノイズを率いる武装組織「フィーネ」を名乗り、全人類への宣戦布告を行った。しかし、占拠したライブ会場の観客を避難させたり、ウェルの非情さに動揺するなど人間らしさも垣間見せる。
当初は「再誕したフィーネ」を名乗っていたが、これはLiNKER精製技術を持つウェルを組織に引き込むために、ナスターシャの指示でついていた嘘に過ぎず、仲間である調や切歌も含めて周囲を欺き続けていた。
後に人類救済のためにナスターシャと共に米国政府との講和に臨むが、反故されたことへの怒りと絶望から兵士数名を手にかけてしまう。以降は自分の弱さを悔やみ、心を鬼にしてウェルの計略に従う。だがその結果、現人類の殲滅を図ろうとするウェルの暴走を許し、調と切歌が刃を交えるという望まぬ事態に泣き崩れるが、調の頼みで自分を助けに来た響や、セレナの幻影に諭されて再起すると、セレナが残したギア・アガートラームを纏い、響たちと共闘した。
第3期では、司法取引に応じて「フロンティア事変の英雄」という肩書きでの立ち回りを強いられ、国連の監視下で歌手活動をしていたが、錬金術師の襲来に際してS.O.N.G.へ転属。その後、エルフナインによって修復・強化されたアガートラームを纏い、キャロルや彼女が率いるオートスコアラーらと戦った。イグナイトモジュールを始めて使った時は自身の心の闇に飲まれて一度は暴走してしまうが、その後のエルフナインとの会話で自身の心の弱さを認めることでイグナイトも無事に使いこなせるようになり、精神的に余裕を持てるようになった。キャロルとの決着がついた後は八紘の密命を受け欧州へ向かう翼に同行した。
第4期では八紘の密命でパヴァリア光明結社の動きを探っており、バルベルデでの作戦に参加する。その過程で最後のLiNKERを消費し後方待機を余儀なくされるが、エルフナインとの協力で新型LiNKERの精製を成功させ、調・切歌と共に戦線に復帰した。
なお装者とギアには相性が存在するため、2つのギアを纏えるマリアは「ダブルコントラクト」と呼ばれる非常に稀な装者の例である。
使用ギア：ガングニール
マリアが纏う日本政府管理外のシンフォギア。奏や響と酷似した形状をしているが、配色は黒と赤を基調としている。聖詠は「Granzizel bilfen gungnir zizzl」。翼とライブを行った後、その場で突如ギアを纏った姿を会場のオーデエンスはもちろん、TV中継を介して全世界に見せつけ、宣戦布告を行った。響にはそのカラーから「黒いガングニール」と呼ばれた。
過去に了子（フィーネ）がF.I.S.に横流ししたガングニールの欠片から生み出されたもので、ギアの波形パターンは響のそれとほぼ同一。アームドギアは奏と同様の槍で、構成ギミックも同一。近接武器として扱え、エネルギービームを放つ必殺技も有する。背中のマントは自在に操作・硬化させることが可能で、竜巻のように身体を回転させて攻撃に転用できるほか、全身を覆う盾として扱ったりと用途は多岐に渡る。フロンティアの決戦では響の聖詠によって強制的に解除され、制御を乗っ取った響が使用している。決戦後にマリアが正式に彼女へ譲ったため、以後は響が所有する。
第3期では一時的に歌えなくなった響から拝借する形で再び纏ったが、背中のマントは形成されない軽装となり、性能は以前に及ばなかった。さらにLiNKERの投与なしの使用であったため、マリアはバックファイアで大ダメージを負った。
技一覧
HORIZON†SPEAR
アームドギアの刀身を展開して形成した砲身部から、高出力のエネルギービームを放つ。

使用ギア：アガートラーム
マリアが所持する白銀のシンフォギア。聖詠は「Seilien coffin airget-lamh tron」。型式番号は「SG-x00 Airget-lamh」。
元はセレナが装者だったが、セレナの死とともにコンバーターが破損、コアとなるアガートラームの破片は無事だったもののギア生成機能が損なわれ、F.I.S.からも情報が抹消され廃棄扱いとなったために形見としてマリアが譲り受けた。
フロンティア事変最終局面で、70億人の歌によってコアが励起し、他装者のギアと共にエクスドライブモードとして起動。このギアの絶唱の特性「エネルギーベクトルの操作」と似通った絶唱の特性を有する響とともに、他装者のエネルギーを調律する役割を果たした。
第3期では、エルフナインによりコンバーターの新造、イグナイトモジュール搭載などの改修が施され、正式にマリアのギアとなった。左腕部ユニットは下腕を覆う大きな篭手で、その装甲内側で生成される短剣を肘部側から取り出しアームドギアとして振るう。短剣は無数に生成することが可能であり、斬撃のみならず連続した投擲攻撃にも威力を発揮する。また下記の必殺技のほか、左腕の籠手の拳で繰り出す強力なパンチや、空中に展開した複数の短剣によってそれを頂点とするバリアーを発生させる防御技など、多彩な技を持つ。
イグナイトモードでは短剣を左腕の籠手、手首部に取付け、切っ先から刃状のエネルギー弾を連射する技も見せた。
またキャロルとの決戦で見せた6人の装者の切り札である連携技「S2CA・ヘキサコンバージョン」においては、キャロルの70億のフォニックゲインを凌駕するエネルギー攻撃を利用して、イグナイトモードの6人の絶唱を加えたエネルギーを響がガングニールで束ね、マリアがアガートラームの特性で制御・再配置し「ジェネレーション・エクスドライブ」を発動、奇跡を具現化して6人をエクスドライブモードへと至らせた。「S2CA・ヘキサコンバージョン」の発動中には、アガートラームの左腕部の籠手のカバーが開き、内部が輝く様子も見せている。
第4期では前述の絶唱特性が危機的状況で潜在的に働く様子を見せており、それによりギアからのバックファイアを軽減する能力が発現している。響・翼・クリスの危機を救うためにLiNKERの投与なしに出撃し、あまつさえイグナイトモジュールも発動したマリアや切歌・調たちは通常なら絶唱級のバックファイアを受けることが必至であったはずが、アガートラームの能力によりマリア本人だけでなく3人とも重篤な負荷を受けることは免れている。なお能力の発動の際には、アガートラームを纏ったマリアが特徴的な青いオーラに包まれる現象も視認されている。
技一覧
INFINITE†CRIME
左腕部ユニットからアームドギアである短剣を引き抜き、それに連なって引き出された無数の短剣を周囲の空中に展開、一斉に投擲する。
EMPRESS†REBELLION
携えて振るう短剣の刀身を蛇腹剣のように変化させ、あらゆる角度から周囲一帯を斬り裂く。
SILVER†GOSPEL
携えて振るう短剣の刀身を蛇腹剣のように変化させ、新体操のような動きで周囲一帯を斬り裂く。
TORNADO†IMPACT
左腕部ユニットから無数の短剣を連結した状態で引き抜き、手にした一本から切り離し頭上で輪とする。輪となって回転し続ける短剣は連結が解かれさらに高速回転、それにより電流を帯びた竜巻が発生、激しい気流を纏うようにマリアが空中を飛翔、突進攻撃を行う。竜巻の発生源である数多の短剣は、渦の前面で牙のように並び、突進する間も回転して敵を穿つ。
HORIZON†CANNON
アームドギアである短剣を左腕部ユニットの肘部側から装甲内部に再び納刀するように接続し、左腕部ユニットが多数の光り輝くフィンを有する射撃形態へと変形。掌部を変形させ形成した砲身から高出力のエネルギー光波を迸らせる。
SERE†NADE
アームドギアである短剣を左腕部ユニットの肘部側に柄から取付け、刀身を長大に変形させ、腰部と左腕部ユニットのバーニアで加速してすれ違い様に斬り裂く。
DIVINE†CALIBER
蛇腹剣で十字を切るモーションの後、左腕ユニットを爪状に変形させてから相手に突き出す。そして相手には無数の十字架状のエネルギーが襲う。
Change the Future
イグナイトモードで放たれる、クリスとのユニゾンによる合体技。詳細はクリスの欄に記載。
至高善・薔薇Ｘ字
アマルガムモードで放たれる。翼とのユニゾンによる合体技。詳細は翼の欄に記載。
Vitalization
響と「手を繋ぐ」ことで6人のシンフォギア装者が一体となって放つ技。マリアの武装は銀の左手を形成する。
なお、"t"の字は"†"と表記されている。

月読 調（つくよみ しらべ）
声 - 南條愛乃
14歳（第2期エピローグ時点）→15歳（第3期） / 誕生日：2月16日 / A型 / 身長152cm / 3サイズ：B72・W53・H76
第2期より登場。シンフォギアシステム「シュルシャガナ」装者である後天的適合者。黒髪ツインテールの物静かな少女。「フィーネ」の一員で物心つく前にF.I.S.に引き取られており、両親の記憶はなく、現在の名前は所持していた調神社のお守りから名付けられたもの。同じような境遇の切歌とは当時から行動を共にしている。切歌を「切ちゃん」と呼んでいる。
響のことを偽善者呼ばわりし、彼女の戦い方に否定的な態度をとる。マリアのことを誰よりも大切に思っていて、いつフィーネ化するのか心配していたが、ウェル博士から真実を聞かされてからは、自分がやってきたことに疑問を持つようになり、フロンティアへの道中に追手の軍艦をノイズで蹂躙するウェル博士に反旗を翻す。フロンティア浮上後は二課に一時拘束されるが、戦力不足の二課と利害が一致し協力関係を結び、響を連れてフロンティア中枢部に向かう。実は彼女こそが真の「フィーネの器」。自殺を図った切歌を庇ってその刃を受けたが、フィーネの魂に庇われて息を吹き返した。その後響と合流し、彼女の優しさを信じ共闘した。
フロンティア事変後はマリアたちと共に勾留期間を経て、二課が保護観察という名目で身元を預かることになり、切歌と共にリディアンに編入している。
パヴァリア光明結社との戦いでは、ラピス・フィロソフィカスへの対抗手段であるユニゾンの特訓を受けるが、切歌への依存心から彼女以外の人間に対し心の壁を作っていたために難航していた。しかし、任務で訪れた調神社の神主との会話と、その後のプレラーティ戦での翼からの言葉により吹っ切れ、翼とのユニゾンを成功させた。
使用ギア：シュルシャガナ
女神ザババの振るいし紅刃で、メインカラーは黒とピンク（第3期以降は白とピンク）。聖詠は「Various shul shagana tron」。型式番号は「SG-i01 Shul shagana」。アームドギアは円形の鋸で、ツインテール部分に装着されている。ブーツに内蔵された小型の車輪で地面を滑走する。3期以降はツインテールの基部から分離したヨーヨー型の鋸もアームドギアとして使用するようになる。
切歌の「イガリマ」とは対になっており、同時運用によるユニゾンで性能を引き上げる。また戦闘曲も似た曲調・歌詞となっている。
絶唱はギア全体が大きく変形し、無限軌道による鋸が多数出現する。
技名の法則は、α式→投擲、β式→ヨーヨーによる攻撃、γ式→ツインテール部の攻撃（裏γ式は本数増加）、Δ式→スカートによる攻撃、∑式→脚部からの攻撃、緊急Φ式→空中移動攻撃、終Ω式→XDモード用の攻撃。
技一覧
α式 百輪廻（アルファしき ひゃくりんね）
アームドギアから小型鋸を大量に射出して攻撃する。
γ式 卍火車（ガンマしき まんじかしゃ）
ツインテール部分を伸縮可能なアームとして扱い、2枚の巨大鋸を投擲する。この巨大鋸は防御にも応用が利く。
非常Σ式 禁月輪（ひじょうシグマしき きんげつりん）
アームドギアから巨大な円状の刃を形成し、内側に乗り高速で突進する。
裏γ式 滅多卍切（うらガンマしき めったまんじぎり）
γ式 卍火車の発展型で、左右のアームを1本ずつ増やした4本のアームを自由自在に操る。
緊急Φ式 双月カルマ（きんきゅうファイしき そうげつカルマ）
ギアの鋸をヘリコプターのローターのように上下に展開し、空中を飛行する。
終Ω式 ディストピア（ついオメガしき ディストピア）
エクスドライブモードにおける技。武装の一部を分離して巨大なオートマタに再構成し、頭部に騎乗し操作する。
Δ式 艶殺アクセル（デルタしき えんさつアクセル）
スカートを円状の刃に変形させ、体を回転させて周囲を斬り裂く。
β式 巨円断（ベータしき きょえんだん）
アームドギアのヨーヨーを合体・巨大化させ、頭上から振り下ろす。
β式 獄糸乱舞（ベータしき ごくしらんぶ）
アームドギアのヨーヨーの糸で相手を包囲する。
β式 大三巨輪（ベータしき だいさんきょりん）
禁月輪の状態で両手に持ったヨーヨー型のアームドギアを巨大化させて三つの巨大な刃で移動しつつ攻撃を行う。
禁殺邪輪 Zあ破刃エクLィプssSS（きんせつじゃりん ザババエクリプス）
切歌との合体技。
あらかじめ切歌の両肩から放つロープで対象を絡めとり、地面に固定。同時に切歌のアンカーを自身のギアと接続し、非常Σ式 禁月輪と断殺・邪刃ウォttKKKで挟撃する。
禁合β式・Zあ破刃惨無uうNN（きんごうベータしき ザババサンムーン）
切歌との合体技。
空中で調のアームドギアのヨーヨーを切歌のアームドギアの鎌の柄の先に接続し、巨大な刃が付いた車輪状に変化させ、回転させながら2人が相手に突撃をする。
風月ノ疾双
イグナイトモードで放たれる、翼とのユニゾンによる合体技。詳細は翼の欄に記載。
ポリフィリム鋏恋夢
アマルガムモードでの放たれる、切歌とのユニゾンによる合体技。巨大なトラばさみで相手を捕え内部の刃が球体ごと回転し相手を切り裂いていく。

暁 切歌（あかつき きりか）
声 - 茅野愛衣
15歳（第2期エピローグ時点）→16歳（第3期） / 誕生日：4月13日（F.I.S.に来た日） / O型 / 身長155cm / 体重44kg / 3サイズ：B81・W56・H83（第2期第8話より）→B82・W56・H83（第3期）
第2期より登場。シンフォギアシステム・イガリマ装者である後天的適合者。明るく協調性のある常識人で、「〜デス」が口癖の金髪の少女。「フィーネ」の一員で、常に調と共に行動をしている。F.I.S.に引き取られる前のことは何も覚えておらず、自分の本当の誕生日も知らないことから、せめて他人の誕生日は大切にしたいと思っている。
元々ウェルには不信感を抱き信用していなかったが、戦い続けるうちにフィーネと思しき力に目覚めるようになり、マリアが嘘を告白したことで自分が「フィーネの器」になったと思い込む。いずれフィーネに呑まれて自分が自分でなくなる前に調に何かを残さなければと焦るようになり、ウェル博士のやり方に賛同するという道を選ぶ。しかし、袂を分かった調と相対した際に本当の器が彼女であることを知り、自己嫌悪のあまり自害を図る。それを庇った調と和解し、ネフィリムと戦う響たちと合流し共闘した。
第3期では、調と同様に二課が身元を預かったため、共にリディアンに編入している、魔法少女事変の最中、調と些細なことから喧嘩をしてしまうがその後仲直りをし戦い抜く。エピローグでは調と共にクリスの自宅で課題をやっていた。
使用ギア：イガリマ
女神ザババの振るいし碧刃で、メインカラーは黒と緑（3期以降は白と緑）。聖詠は「Zeios igalima raizen tron」。型式番号は「SG-i02 Igalima」。魔女の帽子のようなヘッドギアと、肩部プロテクターを兼ねた小型ブースターを装着する。アームドギアは鎌で、主に近接戦闘用の斬撃兵器。
調の「シュルシャガナ」とは対になっており、同時運用によるユニゾンで性能を引き上げる。また戦闘曲も似た曲調・歌詞となっている。
絶唱はアームドギアが大きく変形し、あらゆる防御を無視して対象の魂を破壊する能力を持つ。
技名は「漢字+御伽話の登場人物や用語」だが、後半部分は誤変換のような奇妙な表記になっているのが特徴。
技一覧
切・呪リeッTぉ（キル・ジュリエット）
アームドギアの刃を3枚に分裂させ、ブーメランのように飛ばして左右から挟撃する。
断殺・邪刃ウォttKKK（だんさつ・ジャバウォック）
肩のアンカーで敵を捕縛すると同時にギロチン状に変形したアームドギアをセットし、ブースターを噴射させスリングショットのように突撃して対象を切断する。
封伐・PィNo奇ぉ（ふうばつ・ピノキオ）
肩部プロテクターを展開し、それぞれの先端に鎌を装備させて自在に操る。
双斬・死nデRぇラ（そうざん・シンデレラ）
2本に分裂させたアームドギアをハサミのように合体させ、対象を挟み切る。
終虐・Ne破aァ乱怒（ついぎゃく・ネバーランド）
エクスドライブモードで放たれた技。3枚の刃が付いているアームドギアを振り回し斬りかかる。
災輪・TぃN渦ぁBェル（さいりん・ティンカーベル）
肩部プロテクターからバーニアを噴射、コマのように高速回転しアームドギアで周囲を切断する。
対鎌・螺Pぅn痛ェる（ついれん・ラプンツェル）
2本のアームドギアを合体させ、三日月型の刃を左右に備える大型の鎌を形成する。
断突・怒Rぁ苦ゅラ(だんとつ・ドラキュラ)
空中でアームドギアを脚部に装着しエネルギーを纏わせ、肩部の小型ブースターを噴射しそのまま相手をぶち抜く。
凶鎖・スタaa魔忍イイ
二つの鎌をクロスさせて、鎖のついた手裏剣に変化させ投擲を行う。
禁殺邪輪 Zあ破刃エクLィプssSS
調との合体技。詳細は調の欄に記載。
禁合β式・Zあ破刃惨無uうNN
調との合体技。詳細は調の欄に記載。
必愛デュオシャウト
イグナイトモードで放たれる、響とのユニゾンによる合体技。詳細は響の欄に記載。
ポリフィリム鋏恋夢
アマルガムモードでの放たれる、切歌とのユニゾンによる合体技。詳細は調の欄に記載。

小日向 未来（こひなた みく）
声 - 井口裕香
15歳（第1期）→16歳（第3期） / 誕生日：11月7日 / A型 / 身長156cm / 3サイズ：B79・W54・H82
私立リディアン音楽院高等科1回生。響の幼馴染兼保護者でルームメイト。黒髪ショートで、大きな白いリボンでハーフアップにしている。
ピアノを習うためにリディアン音楽院に進学し、2年次からの専攻を希望している。2年前のライブに響を誘ったが、自身は家の都合により行けなくなってしまい、それによりノイズの襲撃から逃れることになった。
当初は響がシンフォギアシステムや日本政府に関わっていることを秘密にされていたが、自分と離れて行動する彼女が何か隠していることに感づいており、不信感を抱いていた。後にクリスの襲撃に巻き込まれたことで事情を知るが、秘密を抱え込んでいた響への怒り、そして彼女に対して何もできない無力な自分自身への怒りから響と距離を置くようになる。しかし、クリスと出会い相談したことで吹っ切れ響と和解する。その後は弦十郎の手回しにより、外部協力者として特異災害対策機動部に出入りできるようになった。
フィーネ戦ではノイズに学園を襲撃されながらも気丈に行動し、友人たちと共にリディアンの校歌を歌って響を再起させるのに一役買う。その戦いの中で死亡扱いとなって姿を消したという事実に苦しむが、ラストシーンにおいて響の生存を知り歓喜した。
フロンティア事変では、「フィーネ」やノイズと闘うたびにガングニールの侵蝕に苦しむ響を案じており、同時に何もできない自身の無力を嘆いていた。そんな中、響と出かけた先のスカイタワーでウェル博士が放ったノイズによる騒動に巻き込まれ、マリアに助けられ脱出するも「フィーネ」に監禁される。「響をこれ以上戦わせたくない」という想いをウェルに利用され、神獣鏡の装者として調整された末、フロンティアの封印を解いてしまうが、響の決死の救出行動で自分が放った光線を浴び、ギアから解放された。最後はネフィリム・ノヴァとの戦闘の反動で動けなくなった響達に代わり、ソロモンの杖で宝物庫を閉じ全てを終わらせた。
その後も響の帰る場所「ひだまり」として、彼女を支え続けている。
だが内心蟠りも残っており、第5期においてもそれを言い出せないでいたが、エルフナインの休日の最中にそれが爆発してしまい、響と言い争いをしてしまう。その最中アルカノイズの襲撃があり和解する暇もなくエルフナインと避難するも、響と共にバラルの呪詛から解放された「神の力」の依代たり得るという情報を掴んだ風鳴訃堂の指示により、ミラアルクにエルフナイン共々攫われてしまう。その後チフォージュ・シャトー内にてシェム・ハの腕輪と共に「神の力」を顕現させる儀式祭壇に組み込まれ、依代になるのではなく逆に取り込まれる形で神の力を宿し、装着した神獣鏡のファウストローブに組み込まれたダイレクトフィードバックによる精神支配を受けて神「シェム・ハ」を名乗る存在へと成り果ててしまう。しかし最終決戦においてバーニングエクスドライブを用いてシンフォギア装者達と戦いを繰り広げ、最後は響の手によって遂にシェム・ハの分離に成功した。ユグドラシル・システム破壊作戦でファウストローブ神獣鏡で出撃し、響達と共に最後まで闘い抜いた。
使用ギア：神獣鏡（シェンショウジン）
F.I.S.が所有するシンフォギア。メインカラーは紫と白。聖詠は「Rei shen shou jing rei zizzl」。型式番号は「SG-i03 Shenshoujing」。ヘッドギアは獣の顎のようになっており、上下が閉じてヘッドマウントディスプレイとなり、後頭部に接続された装置からの情報をもとにした戦術パターンを表示、脳へのダイレクトフィードバックにより装者に自動実行させる。背中に2つの長いケーブルを付けており、相手に鞭打つ攻撃が可能。
本来は他の聖遺物比べ格の低さが影響し、人が纏ってもほとんどの能力がオミットされてしまうが、未来の響を想う気持ちが凶祓いの力を強く発現させたことにより、ビーフェルド-ブラウン効果による飛行機能行動が可能な「イオノクラフト」、ミラーデバイスやアームドギアである扇から発せられる聖遺物由来の力を分解する光起電力効果（弦十郎曰く「聖遺物殺し」）を持った機能を解放し、対シンフォギア戦に特化した最弱にして最凶のギアとなった。しかしステルス機能や分身といった鏡に由来するいくつかの能力はオミットされている。
フロンティア事変にて、反射されたギアのビームに響が未来と共に飛び込んだことで、響を侵食したガングニールと同様にギアは消失するに至った。
本編未登場の変身バンクシーンも制作され、第2期BD/DVD第4巻の映像特典に収録されている。
技一覧
閃光
アームドギアの扇を鏡のように展開し、複数のビームを同時に放つ。
流星
脚部装甲から円形のミラーパネルのような物を形成し、腕から伸びるケーブルと接続することで極太の破壊ビームを放射する。
混沌
大量のミラーデバイスを生成し、オールレンジ攻撃を行う。
エアキャリア内のシャトルマーカーを併用することでビームを偏向することができ、敵の死角からの攻撃も可能。作中ではこれを利用し、大量のビームを一本の巨大なものに収束することでフロンティアの封印解除に成功している。
ファウストローブ：神獣鏡（シェンショウジン）
シェム・ハに憑依した小日向未来が使っていたファウストローブ。ユグドラシル・システム破壊作戦に参加した小日向未来が身に纏い共に響達と一緒に闘う決意を固め。そして、最終的にユグドラシル・システムの破壊に大きく貢献した。

天羽 奏（あもう かなで）
声 - 高山みなみ
享年17歳 / 誕生日：7月28日 / O型 / 身長169cm / 3サイズ：B95・W62・H92
シンフォギアシステム3号「ガングニール」装者。翼とは「ツヴァイウィング」として、防人として無二の相棒だった。姉御肌の明るい性格であり、気弱だった翼をいつも支えていた。
5年前、長野県皆神山でノイズに襲撃された 聖遺物発掘チームの唯一の生き残り。家族を殺したノイズへの復讐を強く望み、シンフォギアの適合者になるべく制御薬「LiNKER」を過剰投与した結果、後天的な形で適合者となった。なおLiNKERは人体への負荷が絶大であることから、ギア装着も時間制限付きの限定的なものであり、自身を「時限式」と揶揄していたが、当時の翼はその力を「血反吐にまみれ自ら手にした力」として尊敬していた。
2年前の「ツヴァイウィング」ライブ後のノイズ戦において、ネフシュタン起動実験のためにLiNKER投与を控えていたことから時間切れに陥り、早期決着のため「絶唱」を発動。適合係数の低さとLiNKER投与中断が重なった結果、その負荷が肉体の耐久限界を超越、全身が塵と化して死亡した。死後は回想や幻聴、そして被害妄想といった形で登場する。また、響に放った「生きるのを諦めるなッ！」という言葉は彼女の人生に影響を与えている。
第1期のティザーサイト開設時には翼と共にキービジュアルを飾っていた。
使用ギア：ガングニール
聖遺物ガングニールの破片から構成されるシンフォギア。メインカラーは朱色。聖詠は「Croitzal ronzell gungnir zizzl」。型式番号は「SG-r03 Gungnir」。アームドギアは槍で、両手首部分のアーマーを重ねることで構成される。制御薬の投与による限定的な適合であるため、一定時間しか力を発揮できない。
絶唱はアームドギアを介し、渦状エネルギーを放つ貫通特性の高いタイプであるが、ライブ会場で使用した際は周囲のノイズ殲滅のために渦状エネルギーを広域に展開するアレンジが加えられた。
技一覧
STARDUST∞FOTON
投擲した槍を大量複製して、広範囲の相手を貫く。
LAST∞METEOR
穂先を回転させた槍が生み出す竜巻で周囲の空間を吹き飛ばす。

セレナ・カデンツァヴナ・イヴ（Serena Cadenzavna Eve）
声 - 堀江由衣
享年13歳 / 誕生日：10月15日 / AB型 / 身長148cm / 3サイズ：B70・W54・H76
マリアの妹で、かつてF.I.S.が擁していた正規適合者。シンフォギアへの高い適合係数を示していたが、穏やかな性格であったため、ギアの力を戦いに用いることに抵抗を覚えていた。またセレナの適合でレセプターチルドレンたちへ急遽パッチテストが実施され、マリア・調・切歌が装者として選出された経緯がある。
6年前（第1・2期時点）、F.I.S.施設で行われた起動実験で暴走したネフィリムを休眠させるために絶唱を歌い成功する。しかしそのダメージで動けなくなり、発生した火災による瓦礫の崩落に巻き込まれて、マリアの目前で命を散らした。
使用ギア：アガートラーム
聖遺物アガートラームの欠片から構成されるシンフォギア。聖詠は「Seilien coffin airget-lamh tron」。メインカラーは白銀。
絶唱特性は「エネルギーベクトルの操作」。その力でネフィリムを休眠させるも現場の事故で破損、コアとなる聖遺物の欠片は無事だったがギア生成機能が損なわれたため、F.I.S.では登録が抹消され廃棄扱いとなっていた。ひび割れたギアのペンダントは組織「フィーネ」決起の前日に、ナスターシャからマリアへ御守りとして渡された。

### 特異災害対策機動部二課→S.O.N.G.
特異災害対策機動部は第1期・2期当時、認定特異災害ノイズに対応するため日本政府が設けていた組織であり、表の顔である一課と、シンフォギアを運用する機密組織である二課が存在していた。その本部施設が私立リディアン音楽院の地下に建造されていたのは、生徒らの歌から採取したデータを聖遺物起動の実験に応用する目的のためである。防衛大臣広木威椎（ひろきたけつぐ）の後ろ盾もあり、二課の要望は比較的反映されていたが、第1期劇中で広木は米国政府の特務隊に殺害され、親米派の防衛副大臣が繰り上がったことで、日本に米国政府の意向が通りやすくなってしまう。
第3期より二課は国連直轄の超常災害対策機動タスクフォースS.O.N.G.（Squad of Nexus Guardians）として再編されるが、その陰にはシンフォギアという強力な日本の武力を御し易いように取り計らう各国勢力の思惑があった。また二課時代に響たちが国外で活動したことに端を発し、S.O.N.G.には安全保障理事会の規約に従い日本国外での活動が認められているが、すなわちそれは紛争地帯のような危険な場所にも響たちが派兵されることを意味している。
なお二課はルナアタック後、リディアンの地下本部から撤退し、潜水艦を仮設本部として利用していたが、S.O.N.G.となってもその形態を継承して潜水艦を本部（仮設ではない）としている。
風鳴 弦十郎（かざなり げんじゅうろう）
声 - 石川英郎
翼の叔父で、特異災害対策機動部二課の司令官を務める。元は公安警察官だったが、前責任者である父訃堂が10年前のイチイバル紛失の責任を取って辞任した後、二代目司令として抜擢された経緯がある。人間のレベルを遥かに超えた身体能力と卓越した中国武術のスキルを有しており、純粋な戦闘能力（特に肉弾戦）に関しては生身でシンフォギアを装着した翼やフィーネとも渡り合えるが、ノイズには効かないために忸怩たる思いを持ちつつ、装者となる少女のことも気にかける包容力の持ち主である。しかし、その優しさが仇となってしまうこともある。
理論や理屈よりも直感を重視する性格で、響の覚悟を理解して彼女が闘えるように武術を指導しており、響からは（修行以降）「師匠」と呼ばれている。
勤務時は、赤のカッターシャツとピンクのネクタイを着用している。
趣味は映画鑑賞。
櫻井 了子（さくらい りょうこ） / フィーネ
声 - 沢城みゆき
特異災害対策機動部二課の研究者。紫色の瞳で、アップにまとめたマルーン色のロングヘアーと白衣・眼鏡が特徴。フィーネの時は金色の瞳で、クリーム色の姫カットの長髪が特徴。シンフォギアをはじめとする異端技術「聖遺物」を動作させる「櫻井理論」を提唱する天才研究者で、聖遺物に加えて本部および防衛システムの管理や、シンフォギア適合者達のメディカルチェックなど、二課の主要技術を一手に担当している。呑気かつマイペースな性格であり、「できる女」や「天才考古学者」を自称する自信家。
その出自としてカ・ディンギルを建造した主導的存在である超先史文明期の巫女フィーネの血を引いており、12年前に天羽々斬の起動に立ち会ったことにより、リインカーネイション が起こり、フィーネの器となった。その後はフィーネとしてイチイバルやネフシュタンを二課から奪うとともに、適合者として見出されたクリスを利用しながら、聖遺物や二課のデータと引き換えに米国政府とつながりを持つなど、日米間で暗躍しながら聖遺物を独自に収集していた。フィーネの能力によって完全聖遺物を使いこなしたり、ノイズに干渉できるバリアを発生させたりと、数多くの異能を発揮する。次なるパラダイムシフトのカギとして、人間と聖遺物の融合体である響に興味を抱き、彼女のデータを利用してネフシュタンの鎧を自身と同化させた。
古来より不和の象徴と伝えられてきた月こそが、カ・ディンギルの伝説に遺された「バラルの呪詛」の源と結論付け、日米両政府から捻出した研究素材やコストによって密かに建造した荷電粒子砲「カ・ディンギル」によって、これを破壊することを野望とする。月の消失によって統一言語を取り戻して「創造主」へ想いを告げるため、重力崩壊による天変地異に恐れる人類を聖遺物の力によって隷属し、世界を統一・征服することを最終目的としていた。カ・ディンギルの完成に加え、米国政府からの要求を跳ね除けたために見切りをつけられたことを機に、計画遂行に向けて動き出すと二課のシステムを乗っ取り、カ・ディンギルを解き放つ。
カ・ディンギルの破壊と響達の復活により窮地に追い込まれ、聖遺物とノイズの力を束ねて黙示録の赤き竜と化すも、響達のデュランダルの一振りにデュランダルとネフシュタンの鎧は「完全聖遺物同士の対消滅」を引き起こして消失し、戦力を失った。最後は全力を使い果たし、カ・ディンギルの一撃により生み出された月の欠片を地球に落とした。それでもなお、これから先何度でも蘇る「了子」に未来を託すという真っ直ぐな響の思いに打たれ、了子は巫女フィーネではなく響の知っている二課の了子として助言を残し、灰となり消滅した。
その後、調を次の器に転生するが、響の思いが通じて野望を捨てていたため、調の人格を侵食しないよう彼女の中で静観していた。しかし、生命の危機に瀕した調を守るために力を使わざるをえなくなり、そのせいで彼女と切歌の不和を招くことになった。フロンティアにてイガリマを受けて瀕死に陥った調の身代わりとなって消滅する際には、「何千年も悪者をやってきた自分は今さら正義の味方にはなれない。自分たちでなんとかしなさい。」と響への伝言を託した。
第5期最終回では、櫻井了子は人が繋がるために7つのシンフォギアを作り出したことが判明した。目的は人類をアヌンナキから脱却させるためだった。
ネフシュタンの鎧
クリスがイチイバル使用の際に脱ぎ捨てた物を回収・使用している。クリスの装着時に比べ、より禍々しい形状と黄金色に輝く外観という差異がある。後に収集した響のデータを応用することで、自身の身体とネフシュタンの鎧を同化させており、瞬時に傷を修復させるほどの再生能力を取り入れた。
技一覧
ASGARD
肩部の鞭状突起を伸ばして陣を組みバリアを展開する。重ね掛けによる防御力上昇も可能で、翼の天ノ逆鱗をも防ぐ強度を持つ。

ソロモンの杖
ノイズを任意発生・制御する。フィーネ自身の力の埒外にあるノイズの自在制御が可能となるため、より戦術的・組織的なノイズの運用が可能となっている。
黙示録の赤き竜
3つの完全聖遺物であるネフシュタンの鎧・ソロモンの杖・デュランダル、そしてソロモンの杖により召喚した多数のノイズを取り込み、成り果てた異形の姿。緋色の女ベイバロンとも称され、「滅びの聖母」の力を宿す。驚異的な攻撃力・防御力・再生力を兼ね備えている。

緒川 慎次（おがわ しんじ）
声 - 保志総一朗
特異災害対策機動部二課のエージェント。飛騨忍群の家系出身で、機密保護・情報操作・隠蔽工作などを担当する諜報員的な役割を担う。性格はそういった役割を感じさせないほど穏やかかつ誠実で、不器用な翼を気にかけている胸の内を響に明かす。
翼の世話役としての顔も持ち、彼女の身の回りの世話からアーティスト活動のマネージャーなどを一手に担う。マネージャーとしての活動時には常に眼鏡を着用しており、翼からは眼鏡の有無でマネージャー・エージェントの言動を切り替えている癖を見抜かれている。
高い身体能力を有することに加え、現代風のアレンジが加えられた「現代忍法」の使い手でもある。劇中では特殊な装備（水蜘蛛）無しで水上を走行する、「影縫い」の際拳銃を特殊な撃ち方で発射後弾道を曲げる、といった人知を超えた技を駆使する。
現代忍法
影縫い
対象の影を武器などで固定することで、同じ箇所で本体の動きも封じる技。翼の「影縫い」の本家でもあり、緒川は主に銃弾を使って行うのが特徴。
忍法車分身
車を運転しての走行中に、特殊な走行で車ごと複数に分身する技。
藤尭 朔也（ふじたか さくや）
声 - 赤羽根健治
男性オペレーター。状況判断力に優れている。気は強いがボヤキも多い。
友里 あおい（ともさと あおい）
声 - 瀬戸麻沙美
女性オペレーター。冷静なかつ戦況を伝えることに定評がある。現場の処理に同行しており、生存者にあたたかい飲み物を配りながら元気づけるなど、配慮もできる性格。
エルフナイン（Elfnein）
声 - 久野美咲
キャロルと瓜二つの容姿を持つホムンクルス。一人称は「ボク」で、性別はない。キャロルから彼女の持つ錬金術知識のうち、チフォージュ・シャトーに必要な聖遺物のパッチワーク技術をインストールされている。おどおどした言動をしがちだが、芯は強く、時に思い切った行動をとる大胆な一面を持つ。
本来はキャロルが肉体のスペアとして創造したホムンクルスのうち失敗作の1つであり、チフォージュ・シャトー一部建造に携わっていた。しかし建造に必要な最低限の錬金術だけでなく、キャロル自身が人間だった頃の記憶の一部もインストールされており、イザークとの想い出の影響からキャロルから世界を守ることを選択。ドヴェルグ＝ダインの遺産を持ち去って日本に逃亡、クリスと切歌によってS.O.N.G.へと保護され情報と遺産を譲渡する。後にシンフォギア破壊に伴い遺産を用いたシンフォギアの強化であるプロジェクト・イグナイトを立案、自らシンフォギアを改修・強化に成功する。 本人は自覚していないが、視聴覚情報はオリジナルであるキャロルに全て筒抜けになっており、その事実をキャロル本人から伝えられた際は絶望し、自身を拘束するよう懇願するが、善意であることだとして弦十郎らに引き止められ仲間として受け入れられた。レイアの「妹」の襲撃から、あおいを庇い重傷を負ってしまうも、我を顧みずにマリアやウェル博士と共に協力してキャロルの計画を頓挫させることに成功。キャロルに命題の答えが「許し」であることを伝え人類への復讐をやめるよう頼み込む。しかし、計画が頓挫したキャロルは復讐心に囚われてしまい装者を襲撃。さらに無理をした行動により容態が悪化。病床で死を待つ身であったが、記憶を失ったキャロルが自分の躯体にその「想い出」を転送複写させたことで転生を果たした。
転生後は正式にS.O.N.G.の一員となり、了子の後任として技術面を担当。シンフォギア関連の各種解析・メンテナンスや、ウェルの遺したデータ解析による改良型LiNKER及びAnti_LiNKERの再現などの成果をあげている。聖遺物の取扱い以外にも、錬金術師としての面からの発想や助言が、装者の窮地を救う一手になることもある。余暇の際は別人格として眠ることとなったキャロルとの「再会」を願い、LiNKER同様ウェル由来の技術であるダイレクトフィードバックシステムを元に開発したBearticeを使い、自らの脳領域を観測してキャロルの「想い出」断片の収集に努めており、やがてこれが実際にキャロルが擬似人格を再構築し再誕するきっかけとなる。
第5期では「神の力」を欲し、チフォージュ・シャトー内に廃棄躯体兼スペアパーツとして保管されたオートスコアラー再起動の生体認証に必要なキャロルの体を必要としたノーブルレッドにより、未来と共にシャトーに捕らわれてしまう。その後ヴァネッサによって始末されかけるも、再起動したオートスコアラーの廃棄躯体らや、再び表層化したキャロルの人格によって窮地を救われる。

### 私立リディアン音楽院
女子校。以下の9名は響と未来、またはクリス、翼のクラスメートである。特に安藤、寺島、板場の3名は響と未来を含め仲良し5人グループとしてよく一緒に行動しており、ルナアタックの際に現場に居合わせたことで、響の事情を把握している。
安藤 創世（あんどう くりよ）
声 - 小松未可子
響を「ビッキー」、未来を「ヒナ」、クリスを「キネクリ先輩」と呼んだりと、友人に少々特殊なニックネームを付ける癖がある。5人のリーダー的存在。
寺島 詩織（てらしま しおり）
声 - 東山奈央
響や未来のクラスメート。おっとりとした性格だが、いざという時の啖呵はかなりのもの。趣味は響達との美味い物巡り。
板場 弓美（いたば ゆみ）
声 - 赤﨑千夏
髪型はツインテール。響の生き様を「アニメみたい」と称するなど、自身が大好きな「アニメ」という言葉を比喩表現に使うことが多い。打ち切りアニメ「電光刑事バン」の大ファン。
フィーネとの戦いで学園が戦場になった際は、目の前でノイズによる犠牲者を見た事や戦う響達の姿を理解しきれずパニックに陥るが、未来の励ましを得て響のために率先して動くようになる。
綾野 小路（あやの こみち）、五代 由貴（ごだい ゆき）、鏑木 乙女（かぶらぎ おとめ）
声 - 原嶋あかり、清水茉菜、櫻井浩美
クリスのクラスメイトたち。編入後も人付き合いを避けようとするクリスを気にかけている。
高坂 歩（たかさか あゆむ）、佐部 瞳子（さべ とうこ）、大木 杏胡（おおき あこ）
声 - 大西沙織、高橋未奈美、櫻井浩美
翼の同級生たち。

### 組織「フィーネ」
ナスターシャ・セルゲイヴナ・トルスタヤ
声 - 井上喜久子
通称ナスターシャ教授。F.I.S.のブレーンとしてマリア達を従える老女性技術者で、聖遺物の研究に携わっている。6年前のネフィリムの暴走の際、マリアを助けるために瓦礫の下敷きとなり、その後遺症で右眼と歩行能力を失い、眼帯と電動車椅子を使用している。その身は病に侵され余命は短く、ウェル博士の処置を以て延命している。
フィーネ=了子がもたらした月の落下、及び特権階級の事実隠蔽を知り、F.I.S.を武装組織として蜂起させ、可能な限り人命を救済すべく「フロンティア計画」を立案し実行に移す。自分を「マム」と呼ぶマリア達装者を大切に思っているが、計画のために厳しく接する。しかし計画が暗礁に乗るにつれ、愛する装者達にテロリスト紛いの行為をさせてしまった選択を後悔するようになり、自分達単独での計画遂行断念を決意。米国政府との講和を図るも裏切りに遭い追われる身となる。フロンティア内で月の遺跡を起動させることで軌道を元に戻す方法を見つけるが、それを疎んだウェルによって彼女のいた区画ごと宇宙空間に飛ばされてしまう。最後はマリアが集め響が調律した70億人分のフォニックゲインを月の遺跡に注ぎ込んでその起動を確認し、モニター越しに響たちの歌を聴きながら力尽き死亡した。後に遺体は国連調査団の手によりフロンティアの異端技術の一部と共に回収された。
第4期にてマリアの記憶の中の存在として登場した際には、過去、幼い頃のマリアを含めたレセプターチルドレンを過剰なまでに厳しく、体罰も厭わず戦闘訓練を受けさせていた様子が描かれている。しかし、その度に辛そうな表情を浮かべていたナスターシャの行動は、武力の只中に送り込まされることを強いられるレセプターチルドレンたちを何としても生き延びさせんとする真意に基いたものであった。そんなナスターシャの計画によりF.I.S.は武装決起したが、それにより世に明るみに出たレセプターチルドレンたちは誰一人として欠けることなく全員が解放されている。過去の真実を知り、ナスターシャの情の深さを改めて理解したマリアは感涙した。
ジョン・ウェイン・ウェルキンゲトリクス
声 - 杉田智和
通称ウェル博士又はドクター・ウェル。F.I.S.の生化学研究者。病に冒されたナスターシャの延命と、制御薬「LiNKER」の研究といった装者の管理に携わっている。世界を救う「英雄」になりたいという執念を燃やし、「フロンティア計画」で多くの人命を救うことでそれが叶うと考えると共に、ナスターシャがマリアを偽の新生フィーネというシンボルに仕立て上げたことで、武装蜂起した彼らの協力者として加わった。
正体を隠した上で響とクリスの警護のもとソロモンの杖を岩国基地に移送する任務を受け、あらかじめ隠し持っていたソロモンの杖で自陣営をノイズに襲撃させる自作自演の作戦で、紛失に見せかけて杖を奪取。理想を果たすための必要な犠牲と嘯き、ノイズを操り米国政府の追っ手や無関係な目撃者の始末を嬉々として行うなどの凶行を繰り返す。マリアが転生したフィーネであるとの偽りを確認すると、スカイタワーで米国政府に聖遺物関連のデータを引き渡して講和に臨んだナスターシャ及びマリアもろとも巻き込んで、ノイズによる大量破壊を引き起こした。辛くも逃れたナスターシャはF.I.S.の面々に事後的にも計画の中断を示したが、それには意にも介さず逆にナスターシャを糾弾、独断で行動し続け、未来を神獣鏡の装者に仕立て上げフロンティアの浮上に利用する。
フロンティア起動後は自身にネフィリムの細胞とLiNKERを投与してその力を手に入れ、フロンティアの機能を手中に収める。そして「自分の管理できる数の人類のみを助け、その中で英雄となる」という野望を露わにし、月を強引に引き寄せ落下を早めるという暴挙に出る。しかし、マリアの呼びかけにより届けられた世界中の人々の歌によって月落下は阻止、さらにネフィリムの端末も装者たちに討たれ、自身も弦十郎に捕えられる。その寸前、フロンティアの心臓部と融合していたネフィリムを暴走させ世界ごと焼失させようとするが、それすらも阻止され、英雄になれなかったことを嘆きながら軍に連行されていった。
その後は国際取引の結果、それまでの罪状もろとも人権も存在も抹消された上、その身にネフィリムの力を宿していることから「人」ではなく「モノ」として扱われ、異端技術の管理特区「深淵の竜宮」に監禁されていた。クリスたちとキャロルたちの戦いを契機に牢獄から脱出し、キャロルに同行。チフォージュ・シャトーをネフィリムの力で起動、制御させることに成功する。キャロル自身はウェルを利用した後、始末する予定でいたが、英雄に固執するあまり、キャロルが果たそうとする目的を小馬鹿にしたことで彼女の逆鱗に触れ、腹部を刺される致命傷を負いシャトーの深部へ転落。その後はマリア達と取引する形で共闘し、チフォージュ・シャトーのプログラムを分解から再構築に書き換えることで世界の分解を阻止。再構築に伴う反動とキャロルの放った光線が命中したことでシャトーを崩壊へと導いた。最後はシャトーの崩落に巻き込まれ瓦礫の下敷きとなるも、マリアに改良型LiNKERのレシピを記録したチップを託し、自身の行いが「英雄の行動」であることに満足しながら息絶えた。
第4期においてはマリアの深層意識に残る存在として登場、性格は相変わらずであるもののマリアとエルフナインにLiNKERの要たる部分のヒントを遺す。
およそ他人に理解しがたい、狂人にも近い言動を見せるが、その実、確固たる信念に基づき生きており、何人にも顧みることなく妄執とも言える自らの目的、「英雄になること」を目標に罷り通る。また、改良型LiNKERを開発するなど、生化学者としての能力は極めて高い。なお、かつてイェール大学に在籍しており、同大学内にあるいくつかの秘密結社と接触を果たしていた。

### 錬金術師と自動人形
第3期にて登場する、錬金術師キャロル率いる戦闘集団。キャロルを除いた構成員は、近衛兵たる自動人形（オートスコアラー）、尖兵たるアルカ・ノイズ、そして労働力たるホムンクルスと、キャロルが自ら錬金術にて創り出した成果物たちである。異端者として父イザークを処刑した人類への復讐のために万象黙示録という世界を分解する計画を実行すべく、エルフナインとシンフォギア装者を追って現れる。
第5期において、エルフナインの願いに応じてオートスコアラーは数多の失敗作のエネルギーを集束し、比較的損傷の少ない廃棄躯体を使い復活をするが、最終的にエルフナインを守りノーブルレッド達に倒され機能停止した。

#### 錬金術師
キャロル・マールス・ディーンハイム（Carol Malus Dienheim）
声 - 水瀬いのり
自動人形及びアルカ・ノイズを率いて装者たちの前に立ちはだかる、首謀者たる錬金術師。一人称は「オレ」。金髪のおさげ髪をしていて右目の下に泣きボクロがある。幼女のような容姿をしているが、かつてのフィーネのリィンカーネーションのごとく、ホムンクルスの躯体に記憶インストールを繰り返すことで数百年を生き続けている。
悠久の時を経て錬金術の全てを統括・習得しており、四大元素（アリストテレス）をはじめとする様々なエネルギーを自在に使いこなす強大な戦闘能力を秘めている。過去に同じく錬金術師であった父イザークを処刑され、「消えてしまえばいい思い出」と述べている。イザークが死の間際遺した「世界を識る」という言葉に対し、数百年を経て「世界を分解して解析することで、万象黙示録を完成させる」という解答を導き出し、自ら創り出した兵を率いて活動する。
強化型シンフォギアを獲得した翼とクリスの前に、自らファウストローブを纏って直接対決に臨むも、合流した響の呼びかけでイグナイトモジュールを制御した3人の前に敗北。響に恨みの言葉を残して自決・消滅したが、ガリィとミカが破壊されたのち最後に残していた予備躯体に記憶をインストールし再誕。負荷を度外視した高速インストールと、自決の記憶による拒絶反応に苦しみながらも計画を遂行しチフォージュ・シャトーをウェル博士を利用して起動させることに成功。「世界を壊す歌」を歌い、強化されたファウストローブを再び纏って響ら装者達を圧倒するが、ウェル博士の反逆とマリア・エルフナインらの尽力によりチフォージュ・シャトーのプログラムを書き換えられた挙句、感情的になって放った光線がシャトーに命中したことで万象黙示録完成の計画を自ら頓挫させるという失態を犯してしまった。さらに、エルフナインから父親から託された命題の答えは「許し」であることを突き付けられたことで自身の目的まで見失い自暴自棄になってしまう。そして世界への憎しみと復讐心に囚われ、自身の思い出を全て消却する捨て身の攻撃で装者達へ襲い掛かるが、エクスドライブモードとなった響の前に敗北。最後は装者諸共自爆を図るが、響によって救出された。その後は記憶を失い行方不明になるも入院しているエルフナインの前に現れる。彼女が死の淵に瀕していること、そして「死にたくない」という思いを悟り、自身の躯体にエルフナインの「想い出」を全て転送複写させ彼女を救った。
第5期において、ミラアルクからエルフナインを守る為に一時的に表面化するがそのまま昏倒。その後戦う覚悟を決めたエルフナインに応える形で再びファウストローブを身に纏う。自身が復活したのはキャロルとの再会を望んだエルフナインがプライベートで自身の脳領域を観測、断片として残された「想い出」の収集を繰り返していたことから、やがて自らそれらをコピペして元を模した擬似人格の再構築に至っていた。主人格はエルフナインであるものの状況に応じて意識・人格のスイッチングで切り替えが可能である。そして未来の奪還という形でS.O.N.G.への協力を申し出る。
その実力は健在でノーブルレッドを圧倒し、「ダイダロスの迷宮」をも70億の絶唱に匹敵する歌で打ち破るも消耗し、再びエルフナインに身体の主導権を渡す。
ファウストローブ：ダウルダブラ
聖遺物ダウルダブラの破片から錬成されたプロテクター。基本カラーは紫。通常時は竪琴の形状をとっており、弦を弾くことでプロテクター形態へと変形（この際、アウフヴァッヘン波形と似て非なるエネルギーパターンが発生する）、キャロルのホムンクルスの肉体に干渉し、成人女性型へと成長させた上でその身を包む。
両手指先や背部パーツから展開される弦を武器としており、弾く事でキャロルの錬金術を増幅するだけでなく、ワイヤーのように伸ばすことによる巨大建造物をも両断する斬撃や、ドリル状に集中することによる白兵戦といった、直接戦闘にも転用が可能。当初は思い出の焼却によって力を発揮したが、イグナイトモジュールが奏でる「呪われた旋律」の収集によってキャロル自身がその身に刻んだ「世界を壊す歌」を以って、人類70億人分の絶唱を凌駕する出力のフォニックゲインを発する。
第5期においてキャロルが、エルフナインの現在の身体に疑似人格として復活したことにより再び纏うが、以前と違い成長はしない。ただダウルダブラ自体はキャロルの人格でのみ使用可能である。

イザーク・マールス・ディーンハイム
声 - 遠近孝一
キャロルの父親たる錬金術師。故人。数百年前に異端者として扱われ、キャロルの目の前で火あぶりにされて処刑された。死の間際、キャロルに生きて世界を知るよう進言する。温厚でお人良しな性格であり、錬金術を研究しながら、深山にて採取されるという仙草とも呼ばれる薬草アルニムを使った治療で、流行り病に苦しむ村人たちを数多く救うなど、人間の力で運命を打開しようとする錬金術師としての誇りを持っていた。また、世界のすべてを知り人々が分かり合える事を目標としていた。

#### オートスコアラー
レイア・ダラーヒム（Leiur Darahim）
声 - 石上静香
カジノの女性ディーラーのような容姿をした、黄色を基調とした自動人形。形式番号はXMH_006。クールな性格で「ワタシに地味は、似合わない」が口癖。ジャズダンスやブレイクダンスのような挙動が特徴。
自動人形の中ではトータルバランスに最特化している機体であり、壁や大地を縦横無尽に駆け巡る機動力を以って敵を撹乱する。単体ではサイズを自在に変えられるコインを無数に取り出し、砲撃級の威力を誇る投げ銭や、トンファー状に結集しての打撃など、距離を問わない戦闘を行うとともに、レイアの設計をベースに「妹」として建造された超巨大かつ高出力・耐久性を誇るヒトガタを使役してのコンビネーション戦法をとる。
キャロルの護衛として深淵の竜宮に潜入し、クリス・調・切歌の3名と交戦、「妹」と共にイグナイトモジュールを制御したクリスの前に破壊される。
ファラ・スユーフ（Phara Suyuf）
声 - 田澤茉純
執事風の容姿をした、緑色を基調とした自動人形。形式番号はXMH_008。礼儀正しい性格で、フラメンコのような挙動が特徴。
風を発生・操作する能力と、大剣を彷彿とさせる哲学兵装 剣殺し（ソードブレイカー）を用いた戦闘を行う。哲学兵装たる剣殺しには、概念に干渉し「剣」と定義されているものを硬度・強度問わず破壊する機構があり、特に剣をアームドギアとする天羽々斬やアガートラームに対して天敵となり得る。また透明化やチャフ散布といった潜入・諜報に適した機能も搭載している。
最初の決起時には4体の中で唯一、ロンドンに襲来しライブ後の翼とマリアを襲撃。その後はレイラインの開放を果たすべく、龍脈の要所たる風鳴邸要石の破壊に成功。翼と一騎討ちを行うも、父の言葉で自分自身の在り方を「剣」から「翼」へと再認識した翼の前に剣殺しを破られ、胴体を両断され敗北した。最後は自身に勝った翼らに対して、イグナイトモジュールによる装者の歌を記録し、「世界を壊す、呪われた旋律」を完成させることが真の目的であることを明かし、自爆した。
ガリィ・トゥーマーン（Garie Tuman）
声 - 村瀬迪与
ゴスロリ風の容姿をした、青を基調とした自動人形。形式番号はXMH_020。可憐な容姿とは裏腹に自動人形の中でもとりわけ悪辣であり、主人であるキャロルに対しても人を食ったような態度で接する。バレエやフィギュアスケートのような挙動が特徴。
空気中の水分三態を操作する能力を持ち、水や氷塊を意のままに生成・操作することが可能。これを用いて水柱や氷剣による直接攻撃、氷の足場を滑走することによる高速移動、水を鏡に見立てた現像投影による幻惑など、幅広い戦術を得意とする。また聖杯の力を秘めていることから「想い出」の扱いに最も長けており、吸収した「想い出」を自分のみならず他の自動人形に分配する機能をも備えている。
当初は響のガングニール破壊を画策していたが、精神状態が悪く戦えない彼女に代わってマリアが武装して迎撃するという二重の想定外に遭遇し撤退。オートスコアラーで唯一任務を失敗してしまう。このことからマリアをつけ狙うようになり、また「一番乗り」に固執し単騎での襲撃を繰り返す。毎回有利に戦況を運ぶも、3度目の対戦でアガートラームのイグナイトモジュールを制御したマリアに敗北。断末魔に「一番乗り」であることを叫びながら4体の中で最も早く破壊された。後にこれは、攻撃を受けることによりイグナイトモジュールの情報を得るという任務を指していたことが判明した（よって「一番乗り」は達成している）。
ミカ・ジャウカーン（Micha Jawkan）
声 - 井澤詩織
大きな縦ロールを持つ少女風の容姿をした、赤を基調とした自動人形。形式番号はXMH_004。無邪気かつ残虐な性格で、口癖は「〜ゾ」。曲芸師や道化師のような挙動が特徴。
自動人形の中でも最強とされる戦闘能力に特化した設計であり、縦ロールに仕込まれたバーニアや、ワイヤーにより射出可能な鉤爪状の両手など、他の自動人形と比較して外付武装が顕著な機構となっている。その代わり「想い出」採取機能はオミットされていることに加え、エネルギー消費も激しいがゆえ、ガリィが大量の「想い出」を収集・供給しなければ起動できないというウィークポイントを持つ。
高熱火炎を発生する能力を持ち、これにより高圧縮カーボンロッドを体内で生成、両掌の発射口から無数に射出する。カーボンロッドは解剖器官抜きでもシンフォギアのコンバーターを力任せに破砕するほどの威力を持つことに加え、形状も自由自在かつ火炎による高熱や爆発機能の付加も可能と汎用性も高く、これを活かした肉弾戦を得意とする。また決戦機能として、残存する「想い出」を一気に焼却することで約4分間出力をブーストさせる決戦機能「バーニングハート・メカニクス」が組み込まれており、使用後自分も消滅することと引き替えに絶大なパワーを発揮することが可能。
主に調・切歌と交戦。ガリィの敗北に伴い、遠からず自らの機能停止が免れなくなったことを察し、バーニングハート・メカニクスを発動し彼女らと捨て身の交戦を行うも、シュルシャガナ、イガリマのイグナイトモジュールを制御した2人のユニゾンの前に敗北、爆散した。

### パヴァリア光明結社
第4期にて本格的に登場する、錬金術師によって構成された秘密結社で、フロンティア事変や魔法少女事変の支援者であり黒幕。その名前だけは第2期終盤でマリアが語っている。アダム撃破後、結社の構成員は摘発されるもその残党がまだ存在しており、第5期ではヴァネッサ率いるノーブルレッドが活動を開始している。
アダム・ヴァイスハウプト（Adam Weishaupt）
声 - 三木眞一郎
パヴァリア光明結社創設時より統制局長を務める、結社の首魁。
自ら作った自動人形のティキと400年前までは行動を共にしていた。凡人を遥かに超える魔力量を有するがゆえ、常温核融合によりツングースカ級の大爆発を引き起こす「黄金錬成」といった超高位の錬金術を完全な力業で行使し、結社トップとして君臨している。しかし錬金術のセンス・組織人としての能力がともに不足しており、機会主義の力任せしか能がなく力の模索や方策は部下に任せている。
他人と話すときは倒置法を多用した独特な口調を用い、またサンジェルマンたちに対しては見下すような言動が度々見られ、対立することもある。また部下も含めて命を軽んじている傾向にある。またティキからは溺愛されており、本人も普段はご機嫌取りをしているものの、内心は「恋愛脳」「いちいちが癇に障る」と疎ましく思っている。
正体は先史文明期以前に造られた人形であり、ヒトのプロトタイプ。アヌンナキの代行者として造られ、求められた機能・性能の基準を満たしながらもそれ以外の一切を備えていなかったことから「完全過ぎて発展性がない」と結論付けられ廃棄される前に逃亡していた。その経緯から、「「完全」である自分が「神の力」を専有することで、不完全な人類を管理し完全な群体へと仕立て、造物主に並び立つ」ことを目論んで結社を設立、部下たちを騙し利用し続けていた。
「神の力」の発現に伴い目論見を明かしてティキに力を宿らせるが、「神殺し」の哲学兵装たるガングニールを持つ響に砕かれてしまい、溢れだした「神の力」を今度は自身の左腕に宿そうとするも、響に宿ったことにより一時撤退を余儀なくされる。サンジェルマン一派が反応兵器の無効化により消滅した直後に隙を見て三度神の力を左腕に宿すことに成功するが、想定外のティキの行動により左腕を「神の力」ごと響に破壊され計画は完全に頓挫。怒り狂って美形の姿を保つために使っていた膨大なエネルギーを攻撃に回し、悪魔のような真の姿となり装者たちを圧倒するが、他の装者や亡きサンジェルマンらの力までも束ねた響についに打ち倒され、意味深な言葉を残して爆散した。
第5期では「神の力」の入手後に、ボストーク湖に沈んだシェム・ハの眠る「棺」を破壊する計画であったことがS.O.N.G.の調査で発覚、その調査任務がシェム・ハの腕輪を巡る戦いの発端となる。
サンジェルマン（Saint-Germain）
声 - 寿美菜子
パヴァリア光明結社の幹部の一人。カリオストロとプレラーティとは違い純粋な女性の錬金術師である。
数百年前、奴隷の娘として生まれた経緯があるため「人は何者にも支配されるべきではない」という考えを持つ。そのため、世界の歪な支配構造を正すことを理想と掲げ、理想成就のためなら人命を害することをも厭わない冷酷な一面を持つ。しかし、カリオストロとプレラーティには信頼を寄せられており、彼女もまた二人を重んじている。
人の相互理解を阻む「バラルの呪詛」を解くための手段である月の遺跡を掌握すべく、それに必要とされる「神の力」の完成を進めている。そこに至るまでの犠牲者の数はすべて記憶しており、「革命の礎」となった彼らのためにも己の正義を貫く覚悟を固めている。それゆえに、響に講和を提案されても頑なに拒絶した。
またアダムに関しては当初よりあまり快く思ってはおらず、あくまで自身の正義と理想実現のために従っていたが、後にその真意を知ったことで彼を「神の力の専有を求める支配者」と定めて反旗を翻し、自分にとって終生の敵である響と協力して彼を打倒する道を選ぶ。響が「神の力」に取り込まれた際には、S.O.N.G.に情報提供を行い響救出に協力、その後日本に向けて放たれた反応兵器 を阻止するため飛び立ち、駆けつけたカリオストロとプレラーティと共に持てる力全てを出し切ってミサイルのエネルギーを対消滅させ、満足げに消滅した。
纏うファーストローブのスペルキャスターは「銃」。錬金術による特殊能力を付加した銃撃技を両手に持つ銃剣の他、肩部及び両肘と脚部にも銃口を付与して戦う。これは彼女の死後も残り、残留していた力をアダムが奪って装者たちにぶつけたが、その力はS2CAによってギアの出力に転換され、結果的にアダムを討つことになった。
その死後もその想いというべき存在が、響の胸の中に存在しており彼女を奮起させるとともにアマルガムを発現させるに至る。
カリオストロ（Cagliostro）
声 - 蒼井翔太
パヴァリア光明結社の幹部の一人。錬金術師。
一人称は「あーし」で、戦闘・任務中でもぶりっ子のような口調・態度を崩さない、胡散臭い態度が特徴。元々は男性であり、数百年前に嘘にまみれた詐欺師として名を馳せていたが、サンジェルマンと出逢ったことで錬金術により女性の身体と不老長寿の肉体を得た。アダムに対しては反感を隠さない一方、サンジェルマンには全幅の信頼を寄せており、プレラーティ同様サンジェルマンの理想成就を第一目的としているが、過去の人生から「自分の気持ちだけには嘘をつきたくない」という信念を抱いており、（計画の支障にならない範囲で）サンジェルマンの指示を無視して装者たちと交戦するなど単独行動も多い。
計画の後半、儀式により動けないサンジェルマンと傷を負ったプレラーティに代わってクリス達を強襲し交戦。イグナイトモジュールを起動させたクリスとマリアのユニゾンに相打ち覚悟で臨み互角に渡り合うも、最終的に二人の合体技を受けて敗北した。このとき死を偽装して身を隠してアダムの出方を伺っており、反応兵器阻止のため動いたサンジェルマンに呼応して姿を現し、彼女と共に消滅した。
纏うファウストローブのスペルキャスターは「指輪」。ファウストローブは腕部からエネルギービームの射撃が可能だが、その実、カリオストロの本領は近接戦闘にあり、十指の指輪をナックルダスターに見立てての打撃格闘戦を得意としていた。ピーカブースタイルで拳撃を繰り出すボクシング技を最後まで隠していたため、クリス、マリアは翻弄され、痛烈な打撃をもらっている。
プレラーティ（Prelati）
声 - 日高里菜
パヴァリア光明結社の幹部の一人。錬金術師。カリオストロ同様、元は男性。
虚飾と快楽に耽っていた過去を持つが、サンジェルマンと出逢い、彼女に協力するため結社の構成員となった。「ワケダ」という語尾が口癖。常にカエルのぬいぐるみを持ち歩いている。表情に変化のない無感動な性質だが、戦闘時等ではしばしば悪辣な笑みを見せることがある。また過去のことは反省しているが、常軌を逸しない程度には楽しみを優先する。
カリオストロ同様、結社よりもサンジェルマン個人に対して信頼を寄せており、彼女の為ならば快楽を好む自身の性情を捻じ曲げてでも戦う信念を見せる。
深淵の竜宮跡地にて「愚者の石」の回収作業にあたっていた装者たちを襲撃するが、調と切歌のユニゾンに敗北し負傷。快復した後にカリオストロが残した言葉からアダムを問い質し、その真意を知ったことで結社に反旗を翻す。自分たちが利用されていることをサンジェルマンに知らせようとするが、迎撃に現れた翼と調のユニゾンの前に敗れる。このとき死亡したと思われていたが、カリオストロに救出されており、自身が「最高傑作」と称するラピスの精製を行っていた。反応兵器を阻止の際には銃弾に加工したそれをサンジェルマンに渡し、反応兵器消滅後に力を使い果たして消滅した。
纏うファウストローブのスペルキャスターは「けん玉」。ファウストローブはマントを羽織った姿となり、スペルキャスターは巨大なけん玉となる。玉部分は射出可能でビームの糸で繋がれており、広範囲を攻撃できる。射出後、手元に戻ってきた玉を皿で打ち返すといった変則的な連続攻撃を行う。またけん先にもビーム刃を展開できる。一方で武器が大型ゆえ普段の動きは鈍重だが、玉の部分を車輪とした大型バイクのような形態に変形させることで、高速機動も可能とする。
ティキ（Tiki）
声 - 木野日菜
数百年前からアダムと行動を共にしていた自動人形で、アダムにより惑星の運行を星図と記録やその惑星の運行のデータをもとに記録された現象を解析する目的で作られた。
400年前にその奪還を狙ったフィーネとの交戦に伴って海中に没し、長らく機能を停止し行方不明となっていたが、大戦時にドイツ海軍にティキ像として海中から発見され、亡命将校の手土産としてバルベルデ共和国に持ち込まれた。そして現代において、政府軍と国連軍との戦乱のどさくさに紛れたサンジェルマンによって奪還されることとなる。胸部に内蔵される聖遺物「アンティキティラの歯車」により活動する。上述の機能停止の状態では胸部から歯車が抜き取られた状態であったが、サンジェルマンが再び術により組込むことで再起動を果たす。
恋に恋するショート寸前の乙女思考回路を持ち、とりわけその思考はアダムに向けられている。名前は「はじまりの人間」の意味を持ち、同様の名前を持つアダムに並び立ちたいという意図がある。言動は純粋無垢・蒙昧がゆえ時に悪辣で、アダムを熱烈に恋い慕う一方でサンジェルマン達を「三級錬金術師」と呼び、彼女の志を嘲るような発言も憚らない。
本来は戦闘用の自動人形ではないものの、「神いずる門」から得られた力と自身が持つ恋乙女の概念を混じり合わせることで、神に匹敵する力を持つ兵器ディバインウェポンとして新生。ヨナルデパズトーリと同様に受けたダメージを並行世界上の同一別個体に肩代わりさせる絶対的防御力に加え、並行世界のひとつを贄と焼却して得たエネルギーによる圧倒的攻撃力をも備えている。
その絶対的な力をもって響とサンジェルマンを圧倒するが、ガングニールの持つ神殺しの力を受けたことで形勢は逆転。最後は「神の力」の確保を優先したアダムに命じられてディバインウェポンから分離したところに響の一撃を受け、胴体を両断された。上半身だけの状態となって尚アダムにハグを乞うも、当のアダムからは用済みとして一蹴される。しかし、なおもアダムへの執着心ゆえに稼働し続けており、それが結果的にアダムの野望の阻止に繋がることになった。最後は、しつこく足に縋ったことに苛立ちを募らせたアダムによって胸部を踏み潰され機能を停止した。
その残骸は、アンティキティラの歯車とともに回収され、解析されていた。

#### ノーブルレッド
元々は、結社で実験体として扱われてきた、ヴァネッサ・ミラアルク・エルザが、自称している、結社内に存在しない部隊であり、結社崩壊後に、風鳴機関に拾われ、私兵として利用されている。その後はシェム・ハに一度絶命し輸血を必要としない体に改造された。そのため眷属となり忠誠を尽くすことを余儀なくされるが、結局利用され最終的にシンフォギア装者達を助け力を使い尽くして消滅した。
ヴァネッサ・ディオダティ
声 - M・A・O
ノーブルレッドを率いるリーダー。元ファウストローブ開発の技術者であった、妖艶な姿をした錬金サイボーグの女性。元は、香港特別行政区出身の映画制作会社の社長令嬢で両親とも結社の構成員。将来を有望視されたものの、過去に不慮の事故によって瀕死の重傷を負い、損なった肉体をファウストローブの技術由来の義体(シルエット)に換装され錬金サイボーグとして蘇った。しかし彼女の権威は失墜しその決定を下したのが他ならぬ両親であるため、自分を価値のない「卑金属」と卑下している。自身を彼女を含めミラアルクとエルザは、結社から臨床検体「卑しき錆色」と呼ばれていた過去を持つ。その義体には全身に武器が仕込まれており高火力戦闘を行う他、脚部を展開しての飛行も可能である。
目的のために非情に徹するも、平素はおっとりした性格であり、ミラアルクやエルザの「お姉ちゃん」として振る舞い、慕われている。
ミラアルク・クランシュトウン
声 - 愛美
パヴァリア光明結社の元構成員である、ヴァンパイアもどきの少女。オーストラリア出身でスロバキア旅行中に攫われ結社に売られ、神話や伝説上の怪物の再現を目指して作られた実験体にして、ヴァンパイアに至れなかった失敗作。「だぜ」といった乱暴な口調が特徴。ヴァネッサやエルザを「家族」として大切に思っており、自身が積極的に手を汚すスタイルをとっている。外套状のバイオブーステッドユニット「カイロプテラ」により、飛行能力と強化された膂力を武器とするほか、双眸に「不浄なる視線（ステインドグランス）」と呼ばれる視線にて他者の精神に強制干渉し、ある種の暗示や催眠術にも似た効果を発揮させることを可能とする、刻印を刻む能力を持ち、更に第三者も共通コマンドさえわかれば術者でなくても干渉可能とする能力 で、攻めて搦め手も得意とすが、その刻印も虚を突かないと十分な効果が発揮できない。
南極での出来事の後、翼とマリアのライブを襲撃し多数の犠牲者を出しつつ、翼に刻印を刻んだ。これにより精神が不安定になった彼女は訃堂の制御下に置かれるが、後にマリアによって解除されている。
エルザ・ベート
声 - 市ノ瀬加那
パヴァリア光明結社の元構成員である、獣人の少女。フランス出身で近親者による暴行・監禁事件の被害者にして、結社の実験体。ノーブルレッド最年少ではあるが、頓知に長けたしっかり者ゆえに部隊の小さなまとめ役を担う。「わたくしめ」「〜であります」といった過剰に丁寧な口調が特徴。神経機能増幅によって獲得した、獣のような反応速度・並列処理能力によるスピードを生かした戦闘を得意とする。キャリーケースからマニピュレーターデバイス「テール・アタッチメント」を尾てい骨に接続することにより、アタッチメントに応じた能力を発揮する。

### 日本政府関係者
広木 威椎（ひろき たけつぐ）
声 - 増谷康紀
日本の防衛大臣。基本的に二課の活動については厳しい姿勢を崩さず、衝突することもあったが、全ては異端技術を扱うために、周囲から誤解を受けやすい、二課の面々を思いやっての行動であった。しかし、その存在を疎ましく思った、フィーネと米国政府の手により、送り込まれた特務隊に襲撃を受け、銃殺された。
斯波田 賢仁（しばた まさひと）
声 - 柴田秀勝
江戸っ子口調が特徴の外務省事務次官。弦十郎の理解者の１人でいつも蕎麦を啜っている。世界情勢を相手取り、特異災害対策機動部の活動を影でサポートしており、フロンティア事変では事の始まりである米国政府との巧妙な駆け引きを展開し、マリアたちへの処罰を回避した。そして第4期では、神の力に飲まれた響に対しての国連決議に関連して「蕎麦のような、こしの強さ」と八紘に揶揄される外交を展開し、響が元に戻ったことにより、決議を否決させている。
風鳴 八紘（かざなり やつひろ）
声 - 山路和弘
日本の安全保障を影から支える内閣情報官。弦十郎の実兄。国民の生命・財産・権利を守るため、合法も非合法も関係なく、最善の手立てを即時遂行する冷徹・怜悧な人物。翼の父親でもあるが、実際は彼の実父 訃堂が風鳴家の血筋を絶やぬよう、自分の妻との間に産ませた娘であり、血縁上は異母兄妹にあたる模様。それでも翼のことは陰ながら支えており、訃堂や風鳴家の道具ではなく、個人として歌手になる夢を追い続けられるよう、あえて「娘ではなく、どこまでも汚れた風鳴家の道具」と突き放す態度をとっていた。不器用ながらも彼なりの親心であった。
国連所属のエージェントとなっていたマリアの、S.O.N.G.への転属を後押ししたのも彼であり、魔法少女事変解決後には、マリアに事変の背後関係の調査を依頼した。
父・訃堂の企みを暴くため、風鳴総家への家宅捜索を実行するも、翼の始末を図った訃堂の銃弾から翼を身を呈して庇い、息絶える。
風鳴 訃堂（かざなり ふどう）
声 - 麦人
特異災害対策機動部二課の初代司令（弦十郎の前任）にして、風鳴機関総帥。初期から存在は示唆されていたが、第4期から物語に姿を見せるようになる。
弦十郎と八絃の父親であり、戸籍上の翼の祖父にあたる。口癖は罵倒を込めた「果敢無き哉」。齢100を遥かに超える身ながらも矍鑠とし、風鳴家に伝わる護国挺身刀・群蜘蛛を振るえば、弦十郎との一騎打ちに勝利し、ギアを纏った翼さえ圧倒するほどの絶大な戦闘力を見せる。また、宝剣を汚すに相応しくない相手に対しては、懐に忍ばせた外国産の拳銃・モーゼルC96で射殺しようとするといった偏執的な拘りを見せた。
「守るべきは人ではなく国」という国家主義の権化であり、（国連を含めた）異敵による国土蹂躙を防ぐためならば、民草に部下、さらに肉親はおろか己の命すら踏み躙り切り捨てることも厭わない外道。かつての政敵からは「怪物」、自らは「護国の鬼」と称する日本のフィクサー。
二課司令をイチイバル紛失に伴い引責辞任して以降も、鎌倉に隠居しながらS.O.N.G.や国家機関への影響力を保ち続けており、第4期にて異端技術及び特異災害由来の災害にて風鳴機関が総ての権限を掌握する「護国災害派遣法」を施行、自衛隊に対して破壊神ヒビキに対する議論抜きの殺処分命令を下すなどその存在感を示すようになる。
第5期にて「神の力」を護国のため占有しようと画策、パヴァリア光明結社崩壊によって逃走したノーブルレッドを私兵とし、ミラアルクの「不浄なる視線」で翼を、ヴァネッサのファウストローブで「神の力」の依代となった未来をそれぞれ手中に収めるも、マリアと八紘の説得で正気を取り戻した翼との交戦時、弦十郎の無刀取りによって損耗していた群蜘蛛を翼のアマルガムによって粉砕され負けを悟った。しかしそのまま怒りの刃に身を委ねて翼を護国の鬼へと堕そうとするなど、追い詰められて尚、己の死すら護国のために利用しようとする外道ぶりを見せた。最後は逮捕され監獄の中でシンフォギア装者達の結末を見届けた。

### 立花家
立花 洸（たちばな あきら）
声 - 関俊彦
響の父親。響がツヴァイウィングのライブで起こったノイズ災害により九死に一生を得た後、彼女が世間から受けた誹謗中傷の煽りを受けて会社に居場所を失い、なおも続く中傷に耐えられず家族を捨て失踪した。立花家の入婿で、旧姓は「守崎」。
失踪後、アルバイトで糊口を凌ぎながら各地を転々としていたが、特訓のため筑波を訪れていた響と偶然再会する。明るく子煩悩だった昔の面影は失われており、未来の計らいで設けられた対話の場においても、自分がしたことを悪びれることなく「仕方なかった」で片付けた挙句、困窮している現状を打開するため「お母さんに頼んでくれ」と情けない姿を見せたため、響から拒絶された。後に響と再度対話するがキャロルの襲撃に遭い、一度は響を見捨てて逃げようとするも、彼女が勇気を出して自分に向き合ってくれたことで「響の父親である」ことを自覚し、自ら囮となって響を救出。そして響が装者として戦う姿を見て、今まで現実から目を逸らしてきた自身の行動を反省し、父親として最後まで娘を見届ける決心をした。決戦後は響と共に立花家に顔を出し、響の仲介により妻や義母と再会した。第5期では未だ別居状態ではあるものの和解を試みている最中であり、未来をシェム・ハに奪われ悩む響に対し、無力な自分なりのアドバイスを授けた。
響の母
声 - 上田晴美
響の母親（本名不明）。ノイズ災害による世間からの誹謗中傷により失踪した夫 洸の代わりに響を支えるため休日も働いている。決戦後に実家を訪れた洸から「もう一度やり直したい」と言われた当初は躊躇するが響の仲介によって最終的に一応は和解した。
響の祖母
声 - 宮沢きよこ
響の祖母（本名不明）。休日も仕事に出ている母に代わり、響の三者面談に保護者として出席している。響の髪型は祖母譲り。

### アヌンナキ
第1期から「カストディアン」として存在を示唆されており、第5期にて本格登場。
シェム・ハ・メフォラス
声 - 日髙のり子（生前） / 井口裕香（未来憑依時）
神の力に取り込まれた未来を「器」として、本編第5期にて再誕したアヌンナキ。先史文明期では現生人類を含む生命体を創造してきた改造執刀医であったが、権力と力を求めて反乱を起こした末、エンキと相討ちに近い形で敗れて肉体と存在を封印された経緯を持つ。アダムがディバインウェポンを得た暁に、その存在を葬ろうとした対象でもある。
「言語」を司る能力を持ち、自身を含めたあらゆる物質の在り方=構造式に干渉し、全く別の存在に改造することが可能。これにより生体を白銀に転換したり、自分自身をプログラム言語へと置換することで、全人類の遺伝情報内にバックアップとして記録・死後再生する（フィーネのリィンカーネーションのようなもの）といった埒外の現象を起こす。
エンキに敗れた後は、その肉体=聖骸は膨大なエネルギーを封じ込めた腕輪＝シェム・ハの腕輪とともに防衛・排撃機構を備えたシェルター「棺」にて、データ断章はバラルの呪詛で人類を分断することによって、それぞれ厳重に封印されていたが、第5期にてシンフォギア装者らによって「棺」が破壊され聖骸と腕輪が回収される。その後アメリカのロスアラモス研究所に移されるも、聖骸は自動消滅し、腕輪もヴァネッサによって神獣鏡とともに強奪され、風鳴機関の意を受けたノーブルレッドによる儀式で未来が腕輪の力の依代とされたことから、バラルの呪詛から解き放たれていた未来の中に眠るデータ断章が励起、完全復活に至ってしまう。
復活後は訃堂によって風鳴本邸の地下電算室に移送・接続され、「器」たる未来の脳をダイレクトフィールドバックシステムで操ることによる制御が図られたが、その管理者権限を奪うべく侵入してきたノーブルレッドがシステムを一度止めたことで覚醒。彼女らをその意思を問う前に「完全な怪物」へと改造するとともに、ファウストローブの機能を応用して惑星環境改造装置・ユグドラシルシステムを起動、星と命を意のままに操れる武器・「怪物」へと改造するという野望のもと活動を開始する。キャロルと一対一の死闘を繰り広げられる中、ノーブルレッドの3人を利用してシンフォギア装者達と闘わせて、彼らを裏切って月遺跡もろとも破壊することに成功するが響達6人の生還は予想していなかったが最終決戦ではバーニングエクスドライブに押されたいる所で未来を諦めない気持ち強さの響と一対一の戦いそして遂に分離に成功し思念体は完全消滅した。
ファウストローブ：神獣鏡
ダイレクトフィードバックシステムによる「神の拘束具」としてシェム・ハを制御するためロスアラモス研究所でシェム・ハの腕輪と同時に奪取された神獣鏡の欠片を使いヴァネッサが開発したもの。しかし、シェム・ハはその仕組みを解析・言語情報化した自らを逆流させ外部システムの乗っ取りに使用している。
エンキ
声 - 草尾毅
かつて生前のシェム・ハを相討ちに近い形で倒し、月遺跡よりバラルの呪詛を起動させたその人。フィーネとも面識があり、バラル起動に伴いフィーネに謝罪を述べている。
マリアのアガートラームの本来の起源であり、シェム・ハとの死闘のなか左手を彼女の能力で白銀に変えられたことから、全身が白銀化する前に自ら切断・放棄したものが残り、現生人類によってアガートラームとして扱われた。月遺跡のマルドゥークに、自身の思考パターンをトレースしたOSを記録しており、アガートラーム＝エンキ自身を所持していたマリアをマルドゥーク内に招き入れ、バラルとシェム・ハの真実を伝える。

### 緒川家
飛騨忍群の末裔であり、嘗ては豊臣秀吉に仕えていた。明治維新以降は日本政府に仕え、国内外の敵と戦い退けてきている。
緒川慎次の兄および弟については第2期の時点で設定は存在していたが、第5期12話で登場を果たした。
緒川 総司（おがわ そうじ）
声 - 田所陽向
緒川の兄で、先代当主の國電（くにみつ）亡きあとに家督を継ぎ、現当主として一族を統率する。
シェム・ハの脅威により全世界に非常事態宣言が出される中、生前の八紘の意向を汲んで、各国の主導者に協力を要請する書簡を送り届けるために奔走した。
緒川 捨犬（おがわ すていぬ）
声 - 坂泰斗
緒川の弟だが、一族を離れ、歌舞伎町のホストクラブ「絶対隷奴（アブソリュートゼロ）」にNo.4ホスト・亜蘭として勤務している。
シェム・ハの脅威に対し、自身の勤務する店のIT関連の顧客に協力を仰いだ。

### その他人物
トニー・グレイザー
声 - 中村秀利（第1期）、野川雅史（第3期）
イギリスのレコード会社 メトロミュージックのプロデューサー。響が装者となって間もない頃、翼の歌手としての海外進出展開を持ち掛けてきた人物。一度は拒否されるが、ライブ後に翼を受け入れる準備がある旨を伝え、緒川から翼の事を依頼されると手を振り、イギリスへ帰国した。その後、リディアン音楽院を卒業し歌姫としてイギリスへ渡った翼を迎え入れ、彼女のプロデュースを担当。認定特異災害ノイズをはじめとする超常脅威による犠牲者の鎮魂と遺族の救済を目的としたチャリティライブイベント「LIVE GenesiX」にもマリアと共に彼女を登壇させる等、密かに彼女を支えた。 そして、翼がシンフォギアの破損により帰国を決意した際は「いつか再び夢を追いかけると約束すること」を条件に、彼女の意志を尊重し送り出した。
ふらわーのおばちゃん
声 - 折笠愛
リディアンの近所にあるお好み焼き店ふらわーの店主（本名不明）。常連客である響らとは顔なじみで、響との距離感で悩みを抱えている未来に対し助言をしたり、ノイズに追われていたクリスを保護したりと面倒見がよく心優しい性格の持ち主である。
パイロット
声 - 山本格、野瀬育二
宇宙空間に浮かぶフロンティアの残骸から国連調査団が異端技術とナスターシャの遺体を回収した黒人と白人によるスペースシャトルのパイロット2人組。黒人の方が先輩。
機械のシステムトラブルで墜落の危機にあったが、響の「生きるのを諦めないで」という通信を聞き、半ば諦めようとしていた後輩の白人パイロットに対し黒人パイロットが「燃え尽きそうな空に、歌が聞こえてくるんだ。諦めるな」という言葉をかけて奮起させ、シンフォギア装者達の活躍によってシャトルは停止した。
第4期では、白人パイロットが匿名X（声 - 佐原誠）としてS.O.N.G.に通信を送り、バルベルデから最後に飛び立った輸送機の積み荷の中に大戦時の記録が隠されていた解析されたバルベルデドキュメントを提供した。
ソーニャ・ヴィレーナ（Sonia Virena）
声 - 藤原夏海
バルベルデ人の若い女性。かつて雪音夫妻のボランティア活動を手伝っており、夫妻の死後はその意志を継ぎ、紛争孤児の支援活動に従事している。
クリスにとっては姉のような存在であったが、自らの不注意で雪音夫妻が亡くなってからは疎遠になっていた。バルベルデ共和国の紛争にS.O.N.G.の一員として介入したクリスと再会を果たすも、弟のステファンが負傷したことに対してやり場のない怒りをぶつける。後にステファンの手術の為に同行者として来日する。クリスとカリオストロとの戦闘に巻き込まれた際、ステファンから自身とクリスが「過去に囚われすぎる」と喝破され、クリスと和解し帰国した。
ステファン・ヴィレーナ（Stephan Virena）
声 - 泊明日菜
ソーニャの弟で、彼女を含めた9人姉弟の長男で末っ子。
基地から逃亡したバルベルデ軍将校を追う響たちの手助けをするが、人質となっていた少女を助けようとしてアルカ・ノイズの攻撃を右足に受けた際、人命優先を判断したクリスに射抜かれ右膝下を失う重傷を負う。後に義足手術を受けるため、ソーニャと共に来日する。手術の後、クリスとカリオストロとの戦闘に遭遇した際、義足の右足で木の棒を蹴り上げてカリオストロの油断を誘い、「過去は変えられない、けど、この瞬間は変えられる」とクリスを奮起させ、戦況を変えるきっかけを作った。

## 作中用語
シンフォギア
聖遺物の欠片のエネルギーを用いて構成される鎧型武装、またはそのシステムの呼称。櫻井了子の提唱する「櫻井理論」に基づき生み出された「FG式回天特機装束」の名称でもある。欠片の中に残った聖遺物の力が、適合者による特定振幅の波動＝歌によって活性化しエネルギーに還元された後、鎧の形に再構成される。シンフォギアを装着する適合者は装者と呼ばれる。
ギアが装者にもたらす特性は、身体機能上昇、音波振動衝撃によりノイズの侵食を防護するバリアコーティング機能、更にはノイズの在り方を調律し人間界の物理法則下に強制固着させて攻撃を有効化する、位相差障壁の無効化の3つに大別される。これらの機能からノイズに対抗できる唯一の兵器であり、「アンチノイズプロテクター」という別名を持つ。また、装者の肉体を保護する防御性能も非常に高く、衝撃の緩和に留まらず宇宙空間での活動、大気圏突破、再突入をも可能としおよそ活動できない場所はないものと推測される。
聖遺物の欠片は、装者が身に着ける赤色系の細長い結晶のような形状のペンダント内部にコアとして収められており、ペンダントには歌のための集音マイク機能と活性化したエネルギーを鎧の形に再構成するコンバーター機能が備えられている。ギアへの再構成は聖詠 と呼ばれる起動用の歌を聖遺物の欠片が感知することで開始される。ギア装着後、ペンダント部は変形して装者の胸元に設けられ、歌のための集音マイク機能がそのまま生かされる。
装着後は装者らの戦意に共振・共鳴して旋律を発生、それに合わせて装者が歌唱することによってその力を高める機構となっている。故に装者は歌いながら戦う必要があり、ダメージなどによって歌唱が中断されると力は一時的に弱まる。ただし適合者であっても、人間とギアを構成する聖遺物とに隔たりがあることから、ギアから開放されるエネルギー負荷が装者を蝕むという代償もある。「バックファイア」とも呼称されるこの負荷を低減するためにギアには総数3億165万5722のロックが施されており、これが装者個人の技量と戦法に応じて系統的・段階的に解除されることで、ギアが形や機能を変えていく機構となっている。
異端技術の結晶であることから、その存在は他の聖遺物同様日本政府によって完全に秘匿されている。
シンフォギアの戦闘能力を左右するのは、装者の体力や運動神経ではなく、精神性によるところが大きいと考えられている。従って、装者たちの鍛錬は自分を信じる想い、「自信」を育てることに主眼が置かれており、各々に用意されたメニューが存在する。実際に、それら地道な努力によって各装者の適合係数とそれに順ずる戦闘能力は向上しており、効果は実証されている。
第3期にて、アルカ・ノイズ及びミカの手によって全機が破壊されてしまう。開発者たる了子の死によって本来修復は不可能であったはずだが、聖遺物のパッチワーク技術を含めた錬金術知識を持つエルフナインがプロジェクト・イグナイトを立案、同プロジェクトにより強化改修が成功する。破損したシンフォギアシステムの修復に留まらず、出力を引き上げると同時に解剖器官の分解効果を減衰するためにバリアフィールドの調整が施され、更にイグナイトモジュール（後述）による戦闘力上昇が達成された。
「イグナイト」は有用な決戦機能であり数々の戦果を挙げたが、第4期最終話にてアダム決戦時のリビルドによって、機能の要であるダインスレイヴをラピス・フィロソフィカスのエネルギー転用による負荷の肩代わりに焼却したことで喪失してしまうが、代わりにラピスのファウストローブの特性が組み込まれたことで新たな決戦機能アマルガムを獲得した。
適合者
聖遺物、もしくはその欠片を歌によって共鳴・共振させて起動できる者の呼称。その中でもシンフォギアを装着できる適合者が「装者」である。
第3期以降、適合者のカテゴリーは以下の3種類に大別されている。翼・クリス・セレナのように先天的な適性を訓練によって恒常的に伸ばした第一種。奏・マリア・調・切歌のように先天的な適性を訓練と投薬によって引き上げた第二種。響のように融合体として装者となった後、融合体でなくなった以後も訓練や投薬の必要なしに十分な必要適合係数を獲得した第三種。
第1期の時点では、日本政府が秘密裏に適合者選抜を行っており、適合者の存在が極めて稀であることに加え、シンフォギアの存在を機密にしなければならないことから成果は上がっていない、とされていた。
アームドギア
シンフォギアの可変・可動式主武装。聖遺物のエネルギーが武器の形に固定されることで発生し、元となる聖遺物の形態と装者の心象によって異なる武器に変化する（例：天羽々斬＝刀、ガングニール＝槍）。なおエネルギーのイメージを固定するには、相応の資質と長期に渡る経験が必要となり、装者となってすぐに使えるわけではない。
その形状は行使する技や使用方法に応じて変化することもある。また装者が心の奥底に強い心象・意志を秘めている場合、アームドギアにもその影響が表れ本来の聖遺物から逸脱した形で発現することがある（クリス＝弓→銃器、響＝槍→無手）。特に融合症例として装者自身がシンフォギア化していた響の場合、暴走を経て喪失した腕の再生や、体の一部の武器化といった、本来とは大きく逸脱したアームドギア運用を披露している。
絶唱
装者の負荷を省みずにシンフォギアの力を限界以上に解放する歌。増幅したエネルギーを、アームドギアを介して一気に放出する。その力の発現はシンフォギアごとに異なるが、共通して発生するエネルギーは凄まじく、ノイズを始めとするあらゆる存在を一度に殲滅し得る絶大な効果を発揮する。
しかし装者への負荷も、生命に危険が及ぶほどに絶大。反動ダメージは装者の適合係数の高さに伴って軽減されるが、そもそも適合率の高い適合者自体が稀でありLiNKERの負担や、追い詰められた状況で使用される負担やダメージもありいずれにせよ大きなダメージは避けられない。奏の場合、自身の適合係数の低さに加え、LiNKERの投与を一時中断していたことから、負荷が耐久限界を超えてしまい死亡した上に遺体も塵となって完全に消滅してしまった。またアームドギアを介さず自身から直接放つことも可能ではあるが、威力が高い代償にエネルギー運用効率が悪く跳ね返る負荷もさらに深刻なまさに「自爆」用途での手段となる。正規適合者である翼はこのやり方で絶唱を歌ったため、かろうじて一命を取り留めたものの絶対安静の状態にまで追い込まれている。絶唱発動直後の翼には吐血、眼からの出血などが生じており、尋常ならざる負荷が襲ったことが覗える凄惨な様子であった。
S2CA（Superb Song Combination Arts）
聖遺物との融合態である響が自分と手を繋いだ他の装者との絶唱を増幅させる他、他の装者のバックファイアを抑制させる効果を持つ。しかし、響に全員分の絶唱の負担がかかるという欠点がある。第1期のルナアタックの際、響・翼・クリスら3人は揃って絶唱を発動させ月の破片の落下の危機から地球を救うも、そのバックファイアにより命が危ぶまれていた。しかし3人とも無事であった現象から編み出されたコンビネーション戦法である。作中では響・翼・クリスら3人による「S2CA・トライバースト」（第2期）、響・翼・クリス・マリア・調・切歌ら6人による「S2CA・ヘキサコンバージョン」（第3期）が使用されている。その他にも作中には登場しないが、響とクリスによる「S2CA・ツインブレイクtype-A（アロー）」、響と翼による「S2CA・ツインブレイクtype-B（ブレード）」などがある。
G3FA（Glitter Gear Gathering Finest Arts）
これまで強敵との戦いで度々見せてきた「脱いで、ぶつける」戦法を決戦機構にまで昇華させた、シンフォギアの特殊運用法。纏うギアの外殻部分を再度エネルギーへと変換し拳に収束、それを6人同時に一点収束させ相手にぶつける。別名「ヘキサ・リボルバー」とも通称。ただし欠点もあり、各種防御フィールドの機能低減される都合上、アルカ・ノイズの干渉破砕の無効化にも限りがあり、それだけ装者危険に陥る場合もある諸刃の剣というものであり不退転の覚悟を示している。

エクスドライブ
相応の膨大なフォニックゲインによって起動する、シンフォギアの限定解除モード。この形態では白を基調とするカラーリングとなり、出力・戦闘能力の飛躍的な上昇だけでなく、飛行能力や念話といった様々な能力も解放される。
第1期では未来たちの「助けられるばかりではなく、自分たちも助けたい」という願いから歌われたリディアン校歌による高レベルフォニックゲイン励起現象 の発生から、第2期では響の絶唱特性によるマリアの歌「Apple」が喚起した全人類（約70億人）のフォニックゲインの集束からという、条件や状況がもたらした「奇跡」によって発現に至った。
のちにキャロルが任意に70億の絶唱を凌駕するフォニックゲインを放つ能力を獲得したことから、それぞれ第3期では響に加えてマリアの絶唱特性を応用した6装者の連携「S2CA・ヘキサコンバージョン」がもたらしたジェネレイト・エクスドライブによって、第5期ではキャロル自身がフォニックゲインを調整した上で放出することによって、意識的・強制的にエクスドライブを稼働させるに至っている。
バーニング・エクスドライブ
第5期のシェム・ハとの最終決戦にて起動した、シンフォギアの新たな限定解除モード。 この形態では髪が伸び炎のようなオーラを纏っている。通常のエクスドライブは他者の歌など外部からのフォニックゲインを元に起動するが、この形態は装者本人のフォニックゲインを源としている点が大きな違いである。月遺跡からの帰還時、響はじめ装者6人が絶唱により自らのフォニックゲインを爆発させたことにより、起動に至っている。
イグナイトモジュール
キャロル率いる自動人形とアルカ・ノイズに対抗するために、エルフナインからもたらされた錬金術とダインスレイフから構成された追加搭載決戦ブースター。シンフォギアの決戦機能のうち、使用局面が限定され汎用性に欠ける「絶唱」「エクスドライブ」のどちらでもなく、融合症例というイレギュラーでのみ確認された、破壊衝動の増大による暴走を制御することにより、戦闘力上昇を実現するというエルフナインの発案のもと「プロジェクト・イグナイト」により開発された。
モジュールはギアの胸部の集音マイクユニットと統合されており、装者が「イグナイトモジュール、抜剣！」の合図と共にマイクユニットを取り外すことで、「ダインスレイフ」の電子音声が発声、剣状に変形したマイクユニットが胸に突き刺さりイグナイトモードが発動する。モジュールのコアたるダインスレイフの特性により装者の心の闇が増幅され暴走状態に陥り、装者が強い心と英智を以てそれを制御することで、一定時間 ギアが黒く禍々しい形状へと変質しパワーアップを果たす。装者が暴走状態を理性を保ったまま維持することで、暴走時と同等の出力でありながら、装者の戦闘技術と状況判断力は失われることがないため、力と汎用性を兼ね備えた強大な切札となる。
跳ね上がった出力により高い攻撃力と防御力、耐久性がもたらされるが、制御に失敗すればモジュール起動失敗による心身へのダメージ、もしくは暴走による無差別破壊状態に陥る危険性のある諸刃の剣となる機構である。暴走の危険性から装者の精神を保護するため、ニグレド・アルベド・ルベドの三段階のセーフティが設けられており、それを順次リリースしていくことで暴走のエネルギーをより多く戦闘に転化することが可能となるが、段階を進めるごとに999カウントの使用制限時間もより高速で消費される（カウントが0になると強制的にギアが解除される）ため、使い所は限定される。
ただし、「イグナイト」はシンフォギアの強力かつ汎用性の高い決戦機能として存在感も高く、第3・4期でも強敵の自動人形や錬金術師を次々と倒すなど数多くの戦果を挙げた。だが第4期ではモジュールがパヴァリア光明結社のサンジェルマン一派により解析され、ラピス・フィロソフィカスの効果により「抜剣」が解除される事態も勃発している。それに対しては融合症例時の響の体から生成された瘡蓋状の物質、ガーベッジ（通称：愚者の石）をシンフォギア本体に組み込むことで対消滅バリアを発生させる手段が講じられた上、ダインスレイフを媒介とした「絆のユニゾン」を特訓のすえ実現することで再びイグナイトはその威力を発揮したが、対消滅バリアによる出力数値の誤差や揺らぎによる疑似論理バグ・反動汚染というリスクを含んでいた。イグナイトを抜剣するたびに必要とされるメンテナンスによりギアの再度の稼働には時間が要される状況となったが、サンジェルマンがラピス・フィロソフィカスの情報をエルフナインに提供したことによりその時間は短縮され、神の力に取り込まれた響の救出作戦に際しては5人の装者が揃い踏みしている。
その後のアダムとの決戦において、ラピス・フィロソフィカス由来のエネルギーをS2CAの応用で束ねるべく、その負荷をイグナイトの触媒であるダインスレイヴに肩代わりさせ焼却することでシンフォギアのリビルドには成功したものの、そのために敢行したラストイグニッションは最後の抜剣となった。
暴走
聖遺物と精神状態は、密接な関係性を持っている。響がその聖遺物ガングニールの破片との融合症例であったころは、怒りや恐怖、絶望や無力感などの負の感情にとらわれた際に、自身の意思では制御不能の状態に陥ってしまっていた。この状態となった響は、全身が黒く染まり目が赤く吊り上がり、獣のような咆哮をあげ、敵味方問わず襲い掛かる。戦闘力が大幅に上昇するが、理性を失い、破壊衝動のままひたすら目前の標的を攻撃するだけの、文字通りの「暴走」状態となる。
この暴走を制御することでシンフォギアのパワーアップを図ったシステムがイグナイトモジュールである。マリアがモジュールの起動に失敗し、暴走状態となった際には、上記の響と同様の状態となった。
ユニゾン
特定のシンフォギア同士の同時運用によって発生する、能力の増幅現象及び特性。
戦闘技術やセンス、練度など総合的な戦闘力において他の装者よりも劣る調と切歌だが、シュルシャガナとイガリマのこの特性により、条件次第では他の装者よりも大きな力を発揮する事を可能としている。
第3期では最強のオートスコアラーであるミカを下すなど大きな成果をあげてきたが、調と切歌の分断という簡単な手立てによって使用不能となる重大な欠点を抱えており、弦十郎は第4期でのパヴァリア光明結社との戦いにおいて、その力を知っている敵は分断策をとってくると予想。欠点の克服とパヴァリア光明結社に対抗するための更なる力を装者たちに与えるため、シンフォギアが持っている特性に頼るのではなく、装者同士の結びつき及び、異なる聖遺物を用いたギア間にて共通に共振・共鳴するダインスレイフを起点とする擬似ユニゾン絆のユニゾンの完成に着手する。
これまでの戦いで幾度となく想いを同じとする装者間の胸に共通の旋律と詩が浮かぶというフォニックゲインの共振・共鳴現象が確認されていたが、これをよりインスタントに、よりコンビニエンスに実現することを目標として、いかなる組み合わせであっても歌を重ねられるよう装者たちに特訓を実施。理屈がシンプルなだけにその実現は容易ではないとも考えられていたが、装者たちは紆余曲折を経て、それぞれのユニゾンを実現させていく。
疑似的なユニゾンである以上、調と切歌のようなシンフォギアの特性も合わせたユニゾンと比べれば出力の上昇係数は大きくないが、戦術的に組み込みやすく、それぞれの弱点を補い、互いの長所を活かしながら生み出された新たな力は愚者の石による対消滅バリアも合わせてパヴァリア光明結社との戦いで成果をあげたものの、アダム戦でのリビルドによって共通の媒介となるイグナイトモジュールを喪失したことで実現難度が高まってしまうこととなった。
リビルド
シンフォギアに施された膨大なロックの系統的・段階的な限定解除による、装者の技量・心象・バトルスタイルに応じた形状変化を指す。ギア出力を装者の基本能力や運用練度に合わせることで、身体への負荷を低減させるための機能。
第4期の最終話では、アダムが放ったサンジェルマンのスペルキャスター=ラピス・フィロソフィカスの輝き由来のエネルギーを浴びせられた装者たちが、ラピスのエネルギーをS2CA・ヘキサコンバーションを応用して収束・制御、イリーガルなエネルギー運用による負荷をダインスレイフに肩代わりさせることでラストイグニッションを抜剣、エクスドライブ起動の代わりにリビルドへと転用された。ラピスの輝きによるリビルドは、負荷を担うダインスレイフが焼却しきるまでのごく短時間、エクスドライブに匹敵する出力上昇をギアにもたらすに至った。
このイレギュラーな形でのリビルドは、ダインスレイフ焼却に伴うイグナイトモジュール喪失と引き換えに、当初のデザイン機能「歌」と似て非なる異物「錬金術」由来であるファウストローブの特性を組み込むという変化をギアにもたらし、第5期にて新たな決戦機能アマルガムの発現に至った。
アマルガム
第5期にて発現した、シンフォギアとファウストローブの融合症例たる決戦機能。稼働するとシンフォギアの外殻プロテクターが分解・消失し、スーツが花を模した意匠のデザインに変化・露出した外観となる。
他の決戦機能のような単純出力引き上げではなく、防御特化の第一形態コクーンから、攻撃特化の第二形態イマージュへと二段階に変化する機構を用いた、ギアの持つパラメーターの極端な振り分けによって効果を発揮する不退転機能である。コクーン状態ではギアの構成エネルギーを金色に輝くバリアフィールドとして再構成、エネルギーを大きく消費し攻撃力・機動力にも制限がかかる代わりに、通常時を大きく上回る防御力を発揮する。イマージュ状態ではバリアのエネルギーが花弁のように再分解・再々構成され、花のを模した高出力型アームドギアとして展開・運用されることで絶大な攻撃力を発揮する。
第4期終盤のリビルドによりファウストローブの特性がシンフォギアに組み込まれ、響が精神世界にてサンジェルマンと心を通じ合わせたことで全員のシンフォギアに発現するも、風鳴訃堂の意により護国災害派遣法を受けた日本政府の一方的な決定により凍結となってしまうが、のちに解除され使用が解禁された。

聖遺物
世界各地の伝説に登場する、超古代の異端技術の結晶の総称。現代の技術では製造不可能なオーバーテクノロジーの産物で、遺跡から発掘される物は経年による劣化・破損が激しく、廃棄物でしかない欠片が大半を占めており、従来の力を遺した物はほとんど存在しない。ただしごく一部に本来の力を留めながらも基底状態のものが存在しており、聖遺物の力を引き出す素質を持つ者＝適合者による歌によって、アウフヴァッヘン波形と呼ばれる固有の波形パターンと共に起動し、励起状態となって人知を超えた圧倒的エネルギーを解放することが可能となる。
損傷が少なくほぼ完全な姿を保っているものは完全聖遺物と呼ばれており、一度起動すれば、適合者の歌を必要とせずに常時100％の力を発揮するのが特徴である。ただし完全聖遺物の起動には相応量のフォニックゲインと呼ばれるエネルギーが必要であり、この基準を満たすことは適合者単体では難しい。
天羽々斬
特異災害対策機動部が管理している第1号聖遺物。刀身の一部のみが欠片として残されており、シンフォギアへと再構成して力を発揮する。現在の装者は風鳴翼。
イチイバル
フィーネが管理している第2号聖遺物。識別コードは「ICHII-BAL」。シンフォギアへと再構成して力を発揮する。現在の装者は雪音クリス。
第二次世界大戦時、ドイツからガングニールやネフシュタンの鎧と共にもたらされたものだが、本編10年前に二課設立と前後して失われた。その後は経緯は不明ながらもフィーネの手に渡り、クリスへと授けられた。
ガングニール
特異災害対策機動部が管理している第3号聖遺物。識別コードは「GUNGNIR」。穂先の一部のみが欠片として残されており、シンフォギアへと再構成して力を発揮する。第二次世界大戦時、ドイツからイチイバルやネフシュタンの鎧と共にもたらされた経緯がある。
本来は単なる強力な槍でしかなかったが、人類の中で「神の死」にまつわる逸話が2000年もの間「呪い」として濃密に積み重なった末、因果が逆転し「神」と定義されるものを破壊する、哲学兵装としての概念を持っている。
本編の2年前までは天羽奏が装者であったが、ライブ会場の惨劇により、奏のギアの破片が立花響に受け継がれたことに加え奏が戦死したことで、現在は響が装者となっている。なお破片は徐々に響の体組織を侵食融合しており、響と聖遺物を同次元の存在におきつつあったが、[聖遺物殺し]の特性を持つ神獣鏡の攻撃により体内の欠片は消滅した。
また、これとは別の欠片がF.I.S.の手に渡り、マリアが装者となっていたがフロンティア事変の終盤に響と共鳴し、以降は響が所有することとなる。
ネフシュタンの鎧
フィーネが管理している第4号聖遺物。識別コードは「NEHUSHTAN」。適合者によって起動すると、無限の再生能力を持つスケイルメイルとなる。完全聖遺物であるため単体でその力を行使することが可能であり、装着することで飛行能力と絶唱にも耐え得るほどの防御性能を発揮する。また両肩部には無数のトゲを備えた突起が武装として搭載されており、この突起を伸長することで鞭や剣として扱うことができる。そして先述の通り、その最も大きな特性は無限の再生能力であり、多少の損壊はおろか完全に粉砕された状態であろうが何度でも復元する。一方で鎧が粉砕され装着者が負傷した場合、ネフシュタンの組織が装着者の傷口に侵入したまま再生し、装着者の肉体を食い破り乗っ取ってしまうという危険性がある。鎧を装着させていたクリスが負傷した際には、電流で侵入した破片を休眠させた後除去するなどの対応策をとっていた。
元々は第二次世界大戦時、イチイバルやガングニールと共に、ドイツから日本へもたらされたものであり、本編の2年前までは特異災害対策機動部が管理していた。起動実験にはツヴァイウイングのライブ形式を模し、観客によって奏と翼の力をさらに引き上げる方法をとる方法が採用された。結果一応の起動成功を収めるも、エネルギーを制御できず暴走し、同時に起こったノイズ発生事故に紛れて行方不明となり、フィーネの手に渡る。
当初は聖遺物に肉体を乗っ取られかねないことを危険視していたフィーネだったが、生体と聖遺物との融合症例である響が登場したことによって、肉体と鎧との融合を促進する方向へ転換することとなった。強襲してきた米国実行部隊からの被弾を機に自身とネフシュタンの鎧を融合させた結果、肉体を両断されても復元できるほどの再生能力を獲得した。
フィーネとの最終決戦にて、「完全聖遺物同士の対消滅」によりデュランダルと共に完全消失した。
デュランダル
特異災害対策機動部が管理している第5号聖遺物。「サクリストD」とも呼ばれる完全聖遺物。起動前はくすんだ色の両手剣を象っていたが、起動すると黄金に輝き刀身も増し、膨大なエネルギーを無尽蔵に精製する不朽不滅の剣となる。
かつてEU連合の経済破綻に伴い、不良債権の一部肩代わりを条件に日本政府にもたらされた経緯があり、 現在は私立リディアン音楽院の遥か地下1800mの最下層「アビス」にて厳重に保管されている。デュランダル強奪を狙う勢力の発覚に伴い、一時は永田町最深部の特別電算室「記憶の遺跡」への移送も計画されたが、移送途中のクリスの襲撃や響による不慮の起動を鑑みて中断。その後フィーネによってカ・ディンギルの炉心とされた。
フィーネとの最終決戦にて、「完全聖遺物同士の対消滅」によりネフシュタンの鎧と共に完全消失した。
ソロモンの杖
フィーネが管理している完全聖遺物。アメリカから研究目的でフィーネに譲渡されたものであり、日本政府の管理物ではないためナンバリングは存在しない。クリスが半年を要しながらも起動に成功しているが、提供元であるアメリカに黙ってフィーネの管理下で使用されることになる。
ノイズを任意に発生させるとともに、72種類のコマンドを組み合わせることによりノイズの行動を自在に制御することができる。
ルナアタック後は日本政府に回収され「サクリストS」のコードネームが付けられる。その後対ノイズ研究のために米国連邦聖遺物研究機関に搬送されるが、「フィーネ」に奪取され、ウェルの管理下に置かれる。フロンティアにおけるクリスの渾身の行動で奪還に成功し、エクスドライブモードの出力を合わせたことでバビロニアの宝物庫へのゲートを開く機能を解放。それによって爆発寸前のネフィリムを宝物庫へ閉じ込め、杖自体も未来によって宝物庫へ投げ込まれゲートを封鎖し、宝物庫の中身ごと消滅した。
アガートラーム
かつて米軍がイラク戦争にて進駐した折に押収し、F.I.S.およびフィーネが管理していた聖遺物の1つ。F.I.S.の調査でもその種類が特定できず、その色や形状を頼りに、元の起源であるイラク=中東とは本来無縁である「アガートラーム」の名称 を便宜上与えられた、いわば正体不明の聖遺物である。シンフォギアに加工され、当初はセレナ・カデンツァヴナ・イヴが装者として身につけていたが、彼女が事故死した後に一部破損状態ながらもナスターシャ教授が回収し、記録を抹消した上でセレナの姉であるマリア・カデンツァヴナ・イヴにお守りとして託された。
第2期終盤において破損状態ながらもマリアにより起動しXDモードに至るが、最終的に破損。その後第3期においてのプロジェクト・イグナイトにてエルフナインによって修復され、以後はマリアのギアとして運用される。
その正体は、エンキがシェム・ハの能力で自身の左腕を白銀へと転換させられた際、全身の白銀化を防ぐため自ら切断したものが残ったもの、すなわちアヌンナキの身体そのものであった。
シュルシャガナ
かつて米軍がイラク戦争にて進駐した折に押収し、F.I.S.およびフィーネが管理していた聖遺物の1つ。現在の装者は月読調。シュメールの戦女神ザババを使う二刃のひとつである肉体を伐り刻む紅き鋸。起源をイガリマと同じくしていることから、イガリマと同時に運用することで力が相互に増幅されるユニゾン特性が特徴となっている。
イガリマ
かつて米軍がイラク戦争にて進駐した折に押収し、F.I.S.およびフィーネが管理していた聖遺物の1つ。現在の装者は暁切歌。シュメールの戦女神ザババを使う二刃のひとつである魂を切り刻む翠の大鎌。起源をシュルシャガナと同じくしていることから、シュルシャガナと同時に運用することで力が相互に増幅されるユニゾン特性が特徴となっている。
神獣鏡（シェンショウジン）
かつてフィーネから米国に持ち込まれ、F.I.S.が管理していた聖遺物。本来は奏の家族が捜索していた聖遺物であり、計画に必要と狙いを付けたフィーネがノイズによって捜索隊を全滅させ混乱に乗じて独占、F.I.S.側でシンフォギアに加工された。
銅鏡型の聖遺物の破片で、光の反射や、施された術式や呪いを退ける『凶祓い』といった鏡に起因する特性を備える。この『凶祓い』の力によって、フロンティアに施された超常術式封印を解除し得る唯一の手段となっている。
F.I.S.による機械的増幅技術では封印解除実現には至らず、F.I.S.保有の大型ヘリ「エアキャリア」に装者不在のまま組み込まれ、周囲から不可視とするのみならず、振動や風圧、アウフヴァッヘン波形などのシグナルをも低減・遮断し、索敵機器の目をくらませるステルス機能「ウィザードリィステルス」として運用される。後にウェルの発案により、装者に仕立て上げられた未来の歌と、機械的増幅を組み合わせることでその役割を完遂。ギアとされた神獣鏡はフロンティアの封印が解除されたと同時に、響の機転により自身の攻撃を受け消滅したが、ロスアラモス研究所に保管されていた別の破片が関係資料とともにヴァネッサに強奪され、ダイレクトフィードバックシステムを組み込んだシェム・ハ用のファウストローブとして加工されることとなる。
後のエルフナインの検証で判明したことだが、神獣鏡の巨大なエネルギーを受けた響と未来は、本来人間が持っていたバラルの呪詛由来の原罪を祓われていることが示唆されている。
ネフィリム
声 - 山本格
F.I.S.が管理していた完全聖遺物。今までの聖遺物とは異なり生物のような姿をしており、他の聖遺物を食らうことでエネルギーを取り込み、成長する自律兵器となっている。第2期開始時から6年前に歌を用いらないで起動に成功するもののアルビノ・ネフィリムと化して暴走し、セレナが絶唱を歌って犠牲になったことで蛹型の基底状態に封じられた。その後、QUEENS of MUSIC会場において響たちのS2CA・トライバーストで再起動に成功する。再起動後はF.I.Sから奪取した聖遺物の破片、果ては響のガングニールを左腕ごと喰らい成長を続けたが、暴走する響により肉体は跡形もなく破壊された。ただし響によって抜き出されたネフィリムの覚醒心臓は肉体を失っても鼓動を続けており、ウェル博士により回収され、浮上したフロンティアのコアに組み込まれる。
その後フロンティアの一部を端末化して響たちの前に立ち塞がるが、エクスドライブを発現させた彼女たちに撃破される。最後はフロンティアの全てを取り込んだネフィリム・ノヴァとなって灼熱を纏い、爆発すれば一兆度のエネルギーを放つ時限爆弾と化した状態で暴れるが、クリスの機転でバビロニアの宝物庫に誘導され、装者たちの合体攻撃のエネルギーを取り込み切れず自壊した。
ドヴェルグ＝ダインの遺産
キャロル一派が管理していた、殺戮の魔剣ダインスレイフの破片。ひとたび抜剣すると犠牲者の血を啜り尽くすという伝承の通り、人間誰もが心の奥に秘めている闇を増幅し、ガングニールと融合した響と同じ暴走状態を人為的に引き起こす効果がある。
キャロル一派から世界を守ることを決意したエルフナインが、一派から逃亡する際に奪取しS.O.N.G.に譲渡。強化型シンフォギアの新機能・イグナイトモジュールのコアとして転用されたがAXZにおいて、サンジェルマンのファウストローブのエネルギー負荷を肩代わりするために焼却された。
ダウルダブラ
キャロルが管理する聖遺物。一部のみが欠片として残されており、キャロルによって決戦兵器ファウストローブへと錬成され力を発揮する。
ヤントラ・サルヴァスパ
「深淵の竜宮」にて管理されていた完全聖遺物。あらゆる機械装置を動かす機構があるとされる。キャロルは当初チフォージュ・シャトー起動トリガーパーツとしてこれを使用する計画であり、竜宮から奪取されるも基底状態のままであったため、シュルシャガナの攻撃の余波を受け破壊された。
アンティキティラの歯車
ティキの動力源にして、錬金術の根幹たる「7つの惑星の瞬き」の正確な観測を実現する、天体運行観測機能の要である完全聖遺物。星間を巡る膨大なエネルギー「天のレイライン」の抽出技術に応用することで、完全聖遺物の起動や「神の力」の錬成に必要なエネルギーを、フォニックゲインとは異なる由来で賄うことができる。
本編から400年前、「天のレイライン」応用手段を求めたフィーネとパヴァリア光明結社がティキを巡って激突したが、その結果ティキもろとも行方不明になった結果双方ともにそれが叶わなくなった、という経緯がある。時を経て博物館の展示品として日本に持ち込まれ、行方を突き止めたサンジェルマンが「アレキサンドリア号事件」を起こしてその混乱に乗じて回収、別個で回収したティキに組み込み直されている。
第4期の騒動終結後はティキの残骸と共に回収され、護国災害派遣法のもと調査が進められてきたものの、紆余曲折を経てノーブルレッド側に渡り、ヴァネッサの技術を以って「天のレイライン」によるシェム・ハの腕輪の起動儀式に応用され成功を収めた。その後ノーブルレッドのアジトであった廃棄物処理施設跡の放棄に伴い、S.O.N.G.側に証拠品として押収され、彼女らと風鳴機関との関与を裏付けることとなった。
ギャラルホルン
かつて櫻井了子が発見して管理していた完全聖遺物。法螺貝のような外見をしており、平行世界を自由に行き来できる力を持つ。
シェム・ハの腕輪
ボストーク湖に沈んでいたアヌンナキ=シェム・ハの聖骸が身につけていた腕輪状の完全聖遺物。その呼称は腕輪に刻まれていた紋様を楔形文字と照合したところ、シェム・ハの名が解読できる箇所があったことに由来する。聖骸とともに回収され、アメリカ・ロスアラモス研究所にて聖骸の崩壊後も研究を続けられていたが、ヴァネッサにより強奪され天地に描かれたレイラインを利用して起動に至った。
莫大なまでの「神の力」が内包されており、風鳴訃堂とノーブルレッドはこの腕輪からの「神の力」抽出・制御を狙う。装着するとマリア・セレナの故郷に伝わる「Apple」によく似た音の羅列＝「歌」が、不協和かつ広範囲に流れ膨大なエネルギーを発生、装着者がエネルギーに耐えきれなかった場合大爆発を起こすに至る。ところが小日向未来がシェム・ハの器にされてしまい利用されるが最後は立花響が呪いと祝福は表裏であると叫び書き換えた事により遂に未来の分離、切り離しに成功し破壊された。そしてシェム・ハの残留思念体は完全に消滅した。

ノイズ
人類共通の脅威とされる認定特異災害。本編13年前の国連総会で、特異災害として認定された未知の存在。なお発生そのものは有史以来から確認されており、歴史上に記された異形の類は大半がノイズ由来のものといわれ、一般的に報道されており知名度自体はそれなりに高い。空間からにじみ出るように突如発生、人間のみを大群で襲撃し、触れた者を自分もろとも炭素の塊に転換してしまう特性を持つ。なお発生から一定時間が経過すると、ノイズ自身が炭素化して自壊する。
生物的な外観を持ち、各々が奇声を発するのが特徴。形状には個体ごとに差異があり、大きさは人間と同程度からビルをも超える超大型まで様々である。ただし外見上の共通点として、どのノイズにも液晶ディスプレイのように輝く部位が存在する。ノイズ同士の合体・分離も可能であり、それに伴い形態を変化させることもある。中にはその分離能力を用い、切り離した部位を爆発させたり、ノイズを弾丸の如く射出したりと、兵器のような攻撃手段を持つ個体も存在する。
最も大きな特性は、その存在を人間の世界とは異なる世界にまたがらせることで、通常物理法則下のエネルギーによる干渉をコントロールする位相差障壁にある。これはノイズ自身の現世に対して「存在する」比率を自在にコントロールすることで、物理的干渉を可能な状態にして相手に接触できる状態、物理的干渉を減衰、無効化できる状態を使い分ける能力であり、これにより人間の行使する物理法則に則ったエネルギーは、ゼロから微々たる効果しか及ぼすことができない。これに対しては存在比率が増す攻撃の瞬間にタイミングを合わせたり、効率を考えず間断なく攻撃を仕掛けることで対応は一応可能であるのだが、後者は周囲にノイズよりも深刻な被害をもたらす結果となってしまう等、有効な対策とは言い難い。現状シンフォギアシステムのみが、攻撃時のインパクトによる固有振動の発生によってノイズの在り方を調律、強制的に人間世界の物理法則下に固着させることで位相差障壁を無効化することができるため、ノイズに対する唯一の対抗手段となり得る。それ以外にノイズに対する有効手段は存在せず、一般的な対処法はノイズが一定時間で自壊するまで逃げることのみとされている。日本ではその有効性を問われながらも、都市部を中心に避難警報やシェルターの設置といった政策が取られており被害者には補償金が支払われる政策が取られている。
しかしその存在の都合上シンフォギアや聖遺物が絡む為、ノイズの知名度に対し災害の詳しい詳細が政府による情報隠蔽が行われており、響のようにメディアの臆測による風評被害を受ける問題も発生している。
本来有史以前から存在するものである通り、人が一生のうちノイズに遭遇する確率は、東京都民が一生涯に通り魔事件に巻き込まれる確率を下回るとされている。しかし本編では、私立リディアン音楽院高等科周辺に異常事態とみなされるほど頻発しており、何らかの勢力の意図が含まれていると二課では推測しており、事実フィーネやクリスがソロモンの杖によって発生させた配下としてのノイズが、二課をたびたび襲撃している。
その正体は「バビロニアの宝物庫」と呼ばれる異次元に収納された自律兵器であり、アヌンナキの施した「バラルの呪詛」により統一言語を失い、協力よりも互いの殲滅を選んだ先史文明期の人類により作り出された。フロンティア事変の終盤で、シンフォギア装者たちがバビロニアの宝物庫内でネフィリム・ノヴァを自爆させたことで、宝物庫に投げ込まれたソロモンの杖を含めて全滅したと推測されており、以降は確認されず終息宣言が見込まれている。
アルカ・ノイズ
パヴァリア光明結社がノイズを元にして発生させた新種のノイズ。基本レシピは古くから結社に存在しており外観及び出力スペックは通常のノイズとほぼ変わらないが、ノイズにはない発光部位解剖器官を備えていることが特徴。この器官は人体の炭素転換・分解のみを機能としたノイズとは異なり、有機物・無機物を問わず触れた物質それぞれにチューニングされた干渉破砕効果を及ぼし、シンフォギアさえも例外なく万物の根源足る赤い塵「プリマ・マテリア」へと破砕分解してしまう機構を持つ。
なお分解能力により高い汎用性を持たせている反面、位相差障壁に用いられているエネルギーがそのぶん犠牲となっており、特に解剖器官の起動時には物理的干渉の減衰能力が大幅に減退、解剖器官に触れない限り通常兵器でもある程度効力を及ぼす事が可能となっている。
また、機能制限型ソロモンの杖というべきバトンを用いることで、錬金術師でないただの人間でも制御することができる。
原案には、本作に出演している声優の水樹奈々と井上喜久子も参加しており、第3期以降はスタッフクレジットに名を連ねている。

LiNKER
聖遺物及びシンフォギアへの適合係数が基準値に満たない者を、投与によって係数不足分を補い人為的に適合者へと成す、聖遺物の力と人体を繋ぐための制御薬。しかし時間経過での適合率の低下、引き上げた適合係数に応じた肉体への致死性負荷など欠点も多い。ゆえに運用には効果の制限時間設定、適切な体内洗浄法、そして使用者個人に併せた成分の調整等が不可欠となる。
了子が奏を被験者として研究・調整した「model_K」を起源とし、その後F.I.S.に横流しされたこのmodel_Kそのもの及び観測データから、ウェル博士を中心としたF.I.S.生化学班によって「あなたに優しい」をメインテーマに、より負荷の小さい改良型が完成に至っている。
フロンティア事変以降、マリア、調、切歌は、奏の遺したmodel_Kを使用しているが、ウェル博士による改良が施される前の旧型であるため、身体への負荷も大きく、効果時間も不安定である。ウェル博士の逮捕及び死亡によって改良型LiNKERは手に入らなくなり、model_Kもまた訓練と実戦の中に少しずつ消費されていくばかりの状況となっている。
エルフナインはウェル博士の遺したチップに記録されていたLiNKER製造のレシピの大部分を解析したが、それでも中核をなす要素が不明なままであったため、完成には至ってはいなかった。しかし、エルフナインは自身が製作した「電界顕微観測鏡Beatrice」を用いて繋がったマリアの深層意識内で、再構築されたウェル博士からヒントを得る。そしてマリアが深層意識の記憶の底で過去のナスターシャの行為の意味を真に理解したことにより、ギアと繋がる脳領域「誰かを思い遣る熱くて深い感情」が可視化、最後の中核をなす要素が解明できたことにより、改良型LiNKERの再びの製造に至った。
Anti_LiNKER
ウェル博士がLiNKER model_Kを元に開発した、LiNKERとは逆に適合率を大幅に下げる薬品。これを投与されるとギアの出力が下がり、装着維持すら困難になる場合もある。直接注射する液体タイプと空間に散布する気体タイプが存在する。LiNKERのデータがあれば精製は可能であり、エルフナインもにわか作りであるもののLiNKER解析後に精製している。
アヌンナキ
フィーネがかつて恋い焦がれたとされる、先史文明期における現生人類=ルル・アメルの支配者・管理者=カストディアンとして語られてきた、シュメール神話に描かれる上位種。
地球において生命の創造や進化の促進を行い、目的に応じて改造を施すなど、生態系の管理者としての役割を担ってきた存在。霊長のプロトタイプたるアダム・ヴァイスハウプトの創造や、現生人類のユグドラシルシステム制御用生体演算端末群としての脳機能特化改造も、その活動の一環である。ところがやがてうち1柱、シェム・ハが自らの野望のままに反乱を開始、事実上の不死身である彼女を封印したのち地球を放棄した経緯がある。
現生人類に対しては、月を「バラルの呪詛」発生施設へと改造することで統一言語を剥奪、相互理解を妨げてきた元凶であるとされていたが、実際はシェム・ハの復活を防止し地球と人類を守ることが真意であった。
その姿すら明らかにされてこなかったが、4期にてアダムの口からその正体が語られるとともに、5期にてボストーク湖に沈んでいた防衛機構も兼ねた「棺」の中から、封印されていたシェム・ハの遺体=聖骸が発見されたことが騒動の発端となり、やがてシェム・ハの再誕を招くこととなってしまう。
月の遺跡
先史文明期に、アヌンナキが月の一部を改造して建造した巨大構造体であり、ネットワーク・ジャマーたるバラルの呪詛の発生源。ルナアタック、そしてパヴァリア光明結社3幹部の暗躍など、作中の事件のきっかけとなってきた。
ルナアタックの際、カ・ディンギルの砲撃で月が損傷したことで一部機能不全が生じ、公転軌道の異常に伴う地球への月落下という事態が招かれてしまうが、フロンティアのエネルギー制御区画ごと月に飛ばされたナスターシャが、全人類（約70億人）から集束されたフォニックゲインを用いて遺跡を再起動させたことで機能が回復、デフォルトの公転軌道へとアジャストされ落下は食い止められた。
中枢部たるマルドゥークよりエンキの意思をトレースしたOSによる管理が行われることで、現在に至るまで稼働を続けている。遺跡内部にはドローンによる防御排撃機構といった厳重なセキュリティが施されており、認証されていない侵入者を排撃するためにその制御は実質不可能であったが、マリアは管理者権限を持つエンキの身体の一部=アガートラームを所持していたことから、マルドゥークにアクセス・制御することに成功した。
だがヴァネッサの中に潜んでいたシェム・ハによりマルドゥークは自爆・破壊された。
バラルの呪詛
遥か昔、アヌンナキが月を改造することで現生人類全てに施した、統一言語＝意思疎通手段を喪失させるネットワーク・ジャマーであり、人類の相互理解を阻む「呪い」と称されるものとして、ノイズの創造を含めた人類同士の不和の原因となってきた。
人類の「原罪」とも称されており、本来は全人類に等しく施されているものであるが、ただ2人響と未来については、フロンティア事変にて神獣鏡の輝きに飲み込まれたことで呪詛からの解放=浄罪が施されたと、エルフナインにより仮説が立てられている。事実確認こそ行われていないものの、本来一般人である未来に対してS.O.N.G.は最高位保護といった処置をとり、風鳴訃堂は「神の力」占有の依代として計画に組み込むなどの対応が進められるに至っている。実際に響には第3種適合者への到達及び「神の力」の付与、未来にはシェム・ハの顕現といった現象が発生している。
実際は統一言語というネットワークから人類を分断することで、「言語」を司り人類の遺伝情報内に潜むシェム・ハのデータ断章を封印する、いわば人類をシェム・ハの魔の手から守護するためのものであった。
カ・ディンギル
フィーネが密かに建造していた、塔を模した巨大な荷電粒子砲。存在を隠匿するため、リディアンから特異災害対策機動部二課本部をつなぐエレベーターシャフトにカモフラージュして建造されていた。
「天を突く魔塔」とも称され、文字通り天にも到達し、一撃で星をも破壊する砲撃を放つことができる。無限にエネルギーを発生するデュランダルを動力としており、何度でも発射が可能である。フィーネはこれにより月もろとも月の遺跡を破壊することで人類の統一言語を回復するとともに、惑星重力バランス崩壊に伴う混乱に乗じて世界を統一することを目論んでいた。
ルナアタックにおいてカ・ディンギルと二課本部は翼に破壊されるとともに、装者達とフィーネが複数の聖遺物を用いて激闘を繰り返した末、そのエネルギーが周辺環境に残留し、原子力汚染よろしく生命の生育しない環境と化した。以後同地はエネルギー残滓除去の目処がたつまで、特別指定封鎖区域として閉鎖、立入禁止となり、旧本部を失った二課は移動仮設本部という潜水艦を新たな本部として運用している。
ルナアタック
第1期のメインエピソード。フィーネがカ・ディンギルを用いて月もろとも月の遺跡の破壊を試みた事件。クリスが月の破壊を一部に押しとどめ、翼がカ・ディンギルを破壊。その後、響たちシンフォギア装者に敗れたフィーネが月の欠片を地上に落下させようとするが、即座に対応したシンフォギア装者によって欠片が細かく破砕され被害は軽微に留まった。破片の一部は月の環になっている。
武装組織「フィーネ」
アメリカの聖遺物研究所F.I.S.（正式名称は「米国連邦聖遺物研究機関(Federal Institutes of Sacrist)」）のメンバーの一部が離脱し、独立行動をとった組織。本来フィーネが月破壊後に人類を統一・支配するための新天地確保として準備していた、完全聖遺物のネフィリムと聖遺物の神獣鏡を利用したフロンティア計画を発動させ、ルナアタックによって引き起こされた月の地球への落下によって失われる人々の命を可能な限り多く救うことが目的であったが、メンバー間の綻びによって計画は破綻の一途を辿る。最終的にはウェル博士がフロンティアの支配権を単独で獲得、あえて月を落下させ地球を滅ぼし、わずかに新天地に移住した人類を先導・管理する「英雄」となるという自分自身の野望を遂行することとなったが、装者の活躍や月に飛ばされたナスターシャの尽力によって阻止された。
レセプターチルドレン
F.I.S.が新たなフィーネ降臨のための器として観測していた子供達の総称で、マリア、調、切歌、そして死亡したセレナが該当する。彼女らの他にも数千名が候補となっているが、セレナがシンフォギア正規適合者と判明したことをきっかけに、急遽開始されたテストで他3名が限定適合者となり得ることが続けざまに判明、以上4名だけが装者候補として別途管理された。なおフィーネの刻印を持つ支族の一つが古代日本に渡来流入した経緯があるため、その割合は日本人に偏っている。
了子が自分が死んだ場合の保険として用意していたが、彼女の死後子供たちの中からフィーネは現れなかった。実際には調が次の器になっていたが、了子として死んだフィーネが再誕を拒んでいたため、調自身も含めフロンティア事変まで誰もそのことに気づかなかった。なお装者以外のレセプターチルドレンは、彼女らの蜂起に伴い存在が暴露されたため、全員が解放・保護された。
フロンティア（鳥之石楠船神）
「フィーネ」 (F.I.S.) が月の落下に伴う極大災厄から人類を救い導くべく追い求める、巨大な星間航行船。日本近域の海中深くに、古代の超常術式によって封印されている。
本来了子=フィーネが月破壊後、起こり得る重力バランス崩壊よりパニックに陥る人類を支配するための新天地として、封印解除手段である神獣鏡及び、再起動手段であるネフィリムと併せて確保していたもの。月は破壊こそ為し得なかったが一部崩壊により地球に落下することとなり、これに対応すべくF.I.S.が了子の遺したデータをもとに計画を完遂・始動することを目論んだ。
ネフィリムの稼働及びコアである心臓の確保は紆余曲折あって実現したものの、ナスターシャの研究・視察により、神獣鏡による封印解除の方はF.I.S.由来の機械的増幅技術ではエネルギーが足りず実現には至らないことが判明する。やがて「フィーネ」内勢力変容によって、ウェルが発案した装者による神獣鏡の励起を用いる方針へと転換。ウェルの手で装者に仕立て上げられた未来の歌と、機械的増幅を組み合わせることで封印解除に成功、海中からその全貌を露わにする。その後ウェルがLiNKERの応用技術によってその支配権を獲得し、彼の歪んだ野望のために利用されることとなったが、装者らによって追い詰められたウェルが半ば自暴自棄に船体全てをネフィリムに食わせた末、ネフィリム・ノヴァとして自爆するという末路を辿った。
フロンティア事変
第2期のメインエピソード。「フィーネ」 (F.I.S.) が月の遺跡機能不全による落下から人類を救い導くべく、浮上させた古代遺跡「フロンティア」に関する一連の事件。
ライブステージ「QUEENS of MUSIC」における、メインアーティストであったはずのマリアによるノイズを指揮しながらの武装蜂起宣言を発端に開始。主にF.I.S側の抱えるファクターによって計画は変容を繰り返すものの、フロンティアの再起動には成功。しかし自身の欲望に溺れるウェル博士の暴走によって、むしろフロンティアの力で人類は破滅の一途を辿ることとなるが、ナスターシャの尽力、シンフォギア装者、そして地球人類70億人の歌が引き起こした奇跡によって、月落下の直接的回避、ネフィリム及びフロンティアの消滅、そして副産物としてバビロニアの宝物庫に収納されていた認定得意災害ノイズの根絶という結果となり、宇宙にて死亡したナスターシャを除くF.I.S.メンバー全員の逮捕・拘束を以て一応の事態集束に至る。
逮捕されたメンバーの裁判は、月落下の情報隠蔽やF.I.S.の組織経緯といった、その裏側にある諸々の隠蔽・口封じを狙う米国政府の主導のもと、未成年である調や切歌を含めた全員の死刑適用を前提に進められる。しかし先んじて斯波田が以上情報を開示したことにより、それらの公への否定に終始せざるを得なくなった米国政府はF.I.S.の存在そのものを隠匿、回り回ってメンバーの罪状は消滅することとなる。そして彼女らの象徴として全世界中継で蜂起宣言を行った歌姫マリアが、調、切歌、そして響といった未成年者の友を暗に人質に取られる形で国連側の取引に応じた末、国連からテロ組織に潜入していたスパイであったと公式発表され、その象徴的存在としての役割を演じ続けることで幕を閉じることとなった。
錬金術
第3・4期に登場。作中では、聖遺物や現代科学とは異なる異端技術、いわば現代の「魔法」を総称する言葉として使われる。世界各地の闇に秘匿される形で受け継がれており、主にキャロル率いる一派やパヴァリア光明結社の技術として登場。
作中における錬金術は、元々バラルの呪詛によって失われた統一言語に代わる、世界との調和と相互理解を図る技術として生み出された技術であり、その起源にはフォニックゲインを見出す前のフィーネが関わっていたことが示唆されている。ゆえにその本質には「7つの惑星の瞬き」を通じて万象を識ることで通じ合うという、「7つの音階の調和」を用いて言葉を超えた世界との繋がりを図った歌と共通する、ハーモニクスが根幹となっているのが特徴。これにより星図を正確に観測する条件のもと、歌と同様に聖遺物を起動することも可能となっている。
術師個人が術を行使するパワーソースには歌ではなく、脳内の電気信号の一種たる人の記憶=「想い出」が用いられ、これを変換錬成・焼却することでエネルギーとして力を発揮する。「想い出」には自身が見聞して蓄えるケースと、他者の粘膜から強制的に吸収するケースの2つが存在。数百年を生きているキャロルの場合は自身の「想い出」だけで十分なエネルギーを得ることが可能である。
自動人形（オートスコアラー）
第3・4期に登場。錬金術によって作り出された機械人形。キャロルの場合は自身が身辺警護・刺客として設計した4機（レイアを元に建造した「妹」たるヒトガタは該当しない）が登場する。作られて日が浅いことから「想い出」が充分に存在しないため、もっぱら他者から口づけにより強制吸収した「想い出」を以て稼働する。なお「想い出」を吸い取られた人間は急速に老化した末に死亡する。なおキャロルが設計の際、それぞれのAIに自身の精神構造の一部をベースとした性格を組み込んだため、人間と変わらない感情豊かな言動を再現しているのが特徴。
その使命はシンフォギアの破壊による強化改修の誘発と、それに伴いギアに付加された「呪われた旋律」を身に受けた上で破壊されることにより、キャロルが作成した「譜面」に各個の「壊される刹那の悦び」を刻みつけて収集し、「世界を壊す歌」を構成することである。結果的に全機が役割を完遂した上で破壊された。
キャロルのオートスコアラーはその目的の都合上、数多の失敗作が存在しておりそれは予備パーツを兼ねて夥しい数の廃棄躯体がシャトーに眠っていた。
ファウストローブ
聖遺物の欠片やラピス・フィロソフィカスから放出されたエネルギーを、錬金技術の粋によってプロテクターの形状として錬成させたもの。ある意味シンフォギアに近いが、起動に歌（聖詠）を必要としない。
生物学上において男性型の上位完全体たる、女性型構造の肉体でなければ、エネルギーが固着せず装着できないという特性がある。作中では本来普通の人間女性である未来のほか、女性型ホムンクルスであるキャロルや、女性をベースとした「完全なる肉体」を持つパヴァリア光明結社幹部が、装着に至っている。
チフォージュ・シャトー
キャロル一派の居城であり、プレラーティが設計に関与した世界を分解するためのワールド・デストラクターとも称されるメガストラクチャ。様々な聖遺物、または聖遺物由来となる異端技術を綴り合わせて作成されている。アルカ・ノイズ同様の解剖器官に加え、位相差障壁を応用した防御性能・空間移動、オートスコアラーからの技術応用によって、攻防に優れた性能を発揮する最終兵器。
自動人形による「呪われた旋律」の収集と、システム操作手段としてネフィリムを左腕に宿したウェル博士を確保することにより起動。地表をめぐるレイラインの終着点である東京に飛来し、キャロルの「世界を壊す歌」を音叉のように共振・共鳴させることで、アルカ・ノイズの分解能力をさらに拡大したエネルギー波をレイラインに沿って地球全土に照射、全世界をプリマ・マテリアへと分解してしまう。しかしウェル博士の反逆とマリアやエルフナインらの尽力によって分解機能を再構築に逆用され、逆上したキャロルの攻撃を受けて大破、崩落した。
墜落後は解体が図られるも異端技術の複合結晶という特性から難航し、第5期にて護国災害派遣法の施行に伴い管理権限が風鳴機関に一任されたことで、ノーブルレッドにシェム・ハの腕輪の解析拠点として宛がわれる。のちに再誕したキャロルの提言から、そのパッチワークで作られたシャトーの構造を用いてマテリアライズした「シェム・ハ」を破壊することを目的に装者達のフォニックゲインを用いた再稼働が図られるも、結果的に起動せず作戦自体失敗している。
ラピス・フィロソフィカス
『賢者の石』とされる赤き輝きを放つ宝石。錬金術師たちが追い求めている技術の到達点であり中間点である。それは聖遺物ではなく現代の錬金術師が有する最新叡智の結晶体とされ、パヴァリア光明結社のファウストローブにも加工される。
サンジェルマン一行らが使用した物は外見は、赤いハート型の結晶宝石であり、紫色の血管のような内包物が透けて見えている。心臓をモチーフとしており、その錬成にはチフォージュ・シャトーにて解析した世界構造のデータが応用されており、その輝きは闇の力を浄化する特性を持つ。それが故に、シンフォギアの呪われた聖遺物ダインスレイフの力で起動するイグナイトモードを強制解除する機能をサンジェルマンたちのファウストローブにもたらしている。

魔法少女事変（アルケミックカルト）
第3期のメインエピソード。キャロル率いる自動人形やアルカ・ノイズの集団による全世界分解計画万象黙示録に関する一連の事件の総称。集団による装者達のシンフォギア破壊とS.O.N.G.へのダインスレイフ譲渡によって、シンフォギアにイグナイトモジュールを付加させ「呪われた旋律」を発するように仕向けた上で、キャロル自身や自動人形がそれらを身に受けることにより「世界を壊す歌」を作成、それを一派の居城たるワールド・デストラクター、チフォージュ・シャトーによる共振・共鳴によって増幅することで分解エネルギー波として地球全土に撒き散らし世界を分解することが目論まれた。
「呪われた旋律」及びチフォージュ・シャトー完成までが予定通り進行し、世界の分解が開始されるも、シャトー内に侵入したマリア、調、切歌の援助を受けたウェル博士の干渉により計画は阻止され、首謀者たるキャロルも残された力を全て消費したことにより計画は頓挫することとなった。なお一連の騒動について風鳴兄弟は、フロンティア事変に伴う米国の失墜を機とした欧州による干渉があったと推測している。
パヴァリア光明結社
これまで存在のみがマリアの口から語られてきたが、第4期にて正式に登場。 F.I.S.による「フロンティア事変」では米国国家安全保障局と共に月の落下を隠蔽し、人類への復讐を目的に「魔法少女事変」を主導したキャロル一派を背後で支援する等、これまでの事件及び世界の歴史の裏側で常に暗躍し続けてきたメンバー全員が錬金術師で構成されている秘密組織。一部には、現在の欧州を暗黒大陸と言わしめる要因となったとされている。
神の力
パヴァリア光明結社、ノーブルレッド、そして風鳴訃堂が追い求める「絶対たる力」の呼称。生贄となる人間や天地のレイラインより大量抽出した生命力の圧縮や、シェム・ハの腕輪からの直接抽出など、様々な手段を以って精製する無色・純粋な高エネルギー体で、これに物体などが持つ「概念」を付与することで人知を超えた強力な兵器を生み出すことができる。
アダムは地球のレイラインを使って星の命を抽出することでそれを実現しようとしていたが、S.O.N.G.と日本政府はレイライン遮断作戦を実行し、星の命を取り出せなくなってしまったため、とっさにオリオン座をもう一つの「神いずる門」を見立て、星間を循環するエネルギー「天のレイライン」からエネルギーを抽出し代用した。
本来は汚れなき魂にしか宿らない特性を持つがゆえ、原罪のある人間に宿る事はあり得ず、アダムはティキに宿らせた。そのティキが破壊されたことから、溢れた力をアダム自身の左腕に付与させようとするが失敗し、なぜか人間である響に宿ってしまった。
その後、響を依り代として不完全ながら巨人の姿「破壊神ヒビキ」として顕現するが、響が未来の呼びかけにより神の力を手放し、最終的にアダムの左腕に宿ったが響に消滅させられた。
のちに護国のため「神の力」を追い求めた風鳴訃堂が、目的を同じくしたノーブルレッドとともにこれを追い求めた末、シェム・ハの腕輪より赤子状の巨大エネルギー塊としてマテリアライズ、腕輪と依代たる未来を取り込んだことで「神」を名乗る存在、シェム・ハとして顕現を果たす。
神殺し
結社が追い求める「神の力」に対抗するものとしての呼称。ガングニールが長年蓄積してきたコトバノチカラであり一種の哲学兵装としての特性。立花響のアームドギアの特性により平行世界にまで干渉その結果、ヨナルデパズトーリやディバインウェッポンとなったティキの無敵性をも打ち崩している。
ヨナルデパズトーリ
サンジェルマンらが完成させた「神の力」に、オペラハウス地下に存在した同名の神性を模した彫像より概念を付与することで顕現した怪物。巨大な蛇とも龍ともつかない姿であり、シンフォギアをも圧倒する攻撃力と耐久力を誇る。
さらに最大の特徴として、受けたダメージを並行世界上の同一別個体に肩代わりさせるという無敵にも等しい能力を備えている。エスカロン空港での戦いにおいて、「神殺し」の哲学兵装たるガングニールのギアを纏った響の一撃を受け、撃破・消失した。
鼓星の神門
埼玉県の氷川神社群を線で結ぶことで描かれる、鏡移しのオリオン座に似た地上図。その形状から鼓にも喩えられ、空間に描かれた魔法陣として機能する。
この地上図を「神いずる門」に見立て、そこからレイラインを巡る星の命を引き出し、「神の力」を創造することがパヴァリア光明結社の目的であった。
この作戦はS.O.N.G.に看破され、八紘による要石を利用したレイライン遮断作戦によって一時的に阻止されたが、アダムが自身の膨大な魔力量にまかせ、大地に描かれた鏡写しのオリオン座に照応する天のオリオン座そのものを門に見立てて開くことで「神の力」の錬成は果たされた。
死灯
シンフォギア装者達が歌う絶唱と似たメカニズムを持ち、同様に命を燃やしエネルギーと錬成する術式。

ノーブルレッド
第5期にて登場するパヴァリア光明結社残党の部隊。元は結社にデータ採取用の臨床検体として扱われていた改造人間達であり、結社崩壊に伴い逃走したところを風鳴訃堂に私兵として拾われた。「ノーブルレッド」の名は実験動物として扱われた3人による、自分たちを奮い立たせるための結社に本来存在しない自称。それぞれが異なるモンスターパワーを発揮するほか、万全状態で3人が揃うことで、「ダイダロスの迷宮」という哲学兵装、およびダイダロスエンドという奥義を行使できる が、それ以上のバトルポテンシャルは持っていない。一方3人とも血中の霊薬「パナケイア流体」（LiNKERのようなもの）を怪物としての力を発揮する源としているが、力を行使するたび流体が穢れ死毒へと変異してしまう欠陥があり、生命を維持するためには稀血の全血製剤を用いた血液全交換が必要となっている。
「神の力」にて自身に残された「人間部分」の代謝を加速させる事で欠損部分を再生し、ヒトの体に戻ることを共通の悲願としており、訃堂から必要な全血製剤と研究環境の確保というバックアップを受け活動を開始。米国のロスアラモス研究所からシェム・ハの腕輪の強奪・起動に成功、当初のアジトであった廃棄物処理場跡を失うも訃堂が管理するチフォージュ・シャトー跡地を新たな根城として与えられる。最終的にシャトーに放棄されたオートスコアラー廃棄躯体の残存エネルギーを利用して、シェム・ハの腕輪から「神の力」顕現に至るが、彼女らを用済みとした訃堂により血液製剤に毒を仕込まれ重傷を負ってしまう。辛くも生還して強制捜査中のどさくさに紛れて風鳴総家に侵入、ダイレクトフィードバックの再調整にてシェム・ハと化した未来の支配を試みるも、その行為により覚醒したシェム・ハによる強制改造を受け、稀血を必要としない各々の能力が強化された完全なる怪物として「完成」し、ヒトに戻ることさえ出来なくなってしまった。その後は地球およびその生命全てを「怪物」へと改造せんとするシェム・ハの野望に賛同し、忠誠を誓う。
ダイダロスの迷宮。
万全状態のノーブルレッド(ヴァネッサ・エルザ・ミラアルク)ら3人が揃って初めて使える切り札。「怪物がいる場所こそが迷宮」と因果反転させることで実現した哲学兵装にして、ダンジョンエディット機能。3点の概念境界の組み合わせで全長38万kmに及ぶ脱出不可能な迷宮を構成する。消耗が激しくそれだけではいずれ脱出されてしまう為、閉鎖空間にエネルギーを流し込むことにより相手を倒す必殺の一撃「ダイダロスエンド」を使用する。フルスロットルでエネルギーを炸裂させると、迷宮を形成する概念境界をも破壊せしめるほどの威力を発揮できるものの、対象に凌ぎ切られるとこれ以上の攻撃手段は彼女らにはなく、ポテンシャルを超えた一撃を行う為身体への負担も更に大きくなる。

バルベルデ共和国
南米の小国。軍事政権国家。クリスにとって、かつて両親が戦火によって死亡することになった因縁の地。
常に政情不安定であり、小国であるにもかかわらず、これまでも大きな危機・脅威が頻発している。長きに渡る現在の独裁は、自国民に過酷な暮らしを強いており、反発から結成された反政府組織と散発的な小競り合いを繰り返している状況だったが、パヴァリア光明結社の支援・技術提供によって、政府軍にアルカ・ノイズや異端技術による新兵器を導入。
後にアルカ・ノイズの実戦投入が判明したことをきっかけに国連は武力介入を決議し、S.O.N.G.を投入することとなった。
ディー・シュピネの結界
バルベルデ共和国に存在して、確かにそこにあるものの、人の意識を逸らし、あたかも存在しないよう人払いとして機能し、人の意識ばかりか機械の発する指向性の信号すらも撹乱する不可知の結界。
この結界に守られたところこそもっとも安全な地であり、もっとも重要な財産や機密を秘匿できるとされ、大統領が籠城を決めようとした他、とある国の亡命将校から提供された聖遺物を保管していた。パヴァリア光明結社に所属している者たちからは「秘密の花園」と呼ばれる。
ドイツの同盟国だった日本にも流入していたとされており、ヴァネッサ一行のアジトにも使われていた。
バルベルデドキュメント
バルベルデ政府が長年保有してきた聖遺物関連の資料。マリアと翼がバルベルデから帰国とともに日本に持ち込まれ、解析のために長野の風鳴機関本部に持ち込まれていたが、神殺しに関する情報の露見を恐れたアダムにより機関本部ごと破壊される。しかし、某国にも同一内容のもの が流出しており、現地の機関が解析した情報がS.O.N.G.にもたらされたことでアダムの打倒に繋がった。

電界顕微観測鏡 Beatrice
4期以降に登場。エルフナインが開発した未完成品ではあるが、人間の脳領域を仮想現実として電気的擬似構成し、記憶などに基づいてサイバースペースのように展開された被験者の内的宇宙を体験できる装置。
その起源はF.I.S.にてウェルのチームが開発し神獣鏡のシンフォギアに応用された、人間の脳内に直接介入する装置・ダイレクトフィードバックシステムであり、これがフロンティア事変後に押収された後、エルフナインにより錬金技術の応用で発展されたものである。ダイレクトフィードバックシステムと比較して、脳領域をいったん電気的擬似構成しているぶん被験者の脳への負担は少ないが、内的宇宙内で事故にあえば、現実空間の本体も自己認識が散逸・消失するといったリスクを孕む。
エルフナインはプライベート時間の多くを費やし、この装置にて自らの脳領域を観測してキャロルの「想い出」の断片収集を行っており、記憶を焼却していたキャロルの人格がこれで収集された「想い出」を元に自らの擬似人格を再構築し、第5期での復活につながっている。また第4期ではマリアの深層意識内を観測することで、改良型LiNKER製造の中核要素の解明に至った。

## スタッフ
|                                                  | 第1期                                         | 第2期                                | 第3期                                | 第4期                                 | 第5期                                                                                |
| ------------------------------------------------ | --------------------------------------------- | ------------------------------------ | ------------------------------------ | ------------------------------------- | ------------------------------------------------------------------------------------ |
| 原作                                             | 上松範康、金子彰史                            | 上松範康、金子彰史                   | 上松範康、金子彰史                   | 上松範康、金子彰史                    | 上松範康、金子彰史                                                                   |
| 監督                                             | 伊藤達文                                      | 小野勝巳                             | 小野勝巳                             | 小野勝巳                              | 小野勝巳                                                                             |
| シリーズ構成                                     | 金子彰史                                      | 金子彰史                             | 金子彰史                             | 金子彰史                              | 金子彰史                                                                             |
| キャラクター原案                                 | 吉井ダン                                      | 吉井ダン                             | 吉井ダン                             | 吉井ダン                              | 吉井ダン                                                                             |
| キャラクターデザイン                             | 小池智史                                      | 藤本さとる                           | 藤本さとる                           | 藤本さとる                            | 藤本さとる                                                                           |
| クリーチャー原案                                 | okama                                         | -                                    | -                                    | -                                     | -                                                                                    |
| ノイズデザイン                                   | 光田史亮（第5期は副監督を兼任）               | 光田史亮（第5期は副監督を兼任）      | 光田史亮（第5期は副監督を兼任）      | 光田史亮（第5期は副監督を兼任）       | 光田史亮（第5期は副監督を兼任）                                                      |
| メカニックデザイン                               | 鈴木雅久（銃器・装備）                        | 大河広行（メカニック作画監督を兼任） | 大河広行（メカニック作画監督を兼任） | 大河広行（メカニック作画監督を兼任）  | 大河広行（メカニック作画監督を兼任）                                                 |
| メカニックデザイン                               | 鈴木雅久（銃器・装備）                        | 川原智弘                             | 川原智弘                             | -                                     | 川原智弘                                                                             |
| プロップデザイン                                 | 吉川美貴（小物・衣装）                        | 森岡賢一                             | 吉川美貴（第4期はサブキャラ）        | 吉川美貴（第4期はサブキャラ）         | -                                                                                    |
| フューチャー ビジュアル （第5期は 美術デザイン） | ロマン・トマ、ブリュネ・スタニスラス          | ロマン・トマ、ブリュネ・スタニスラス | ンゴ・ロング                         | ンゴ・ロング                          | ニエム・ヴィンセント ロキャテリ・ロイック ルガル・ヤン ギヨーム・ジョアナ 小山真由子 |
| フューチャー ビジュアル （第5期は 美術デザイン） | ルガル・ヤン                                  | ニエム・ヴィンセント                 | -                                    | キタザワ・ナオミ ロイック・ロキャテリ | ニエム・ヴィンセント ロキャテリ・ロイック ルガル・ヤン ギヨーム・ジョアナ 小山真由子 |
| 美術監督                                         | 西村隆                                        | 西村隆                               | 市倉敬                               | 松本浩樹                              | 渡辺幸浩、菊地明子                                                                   |
| 美術監督                                         | 森元茂                                        | -                                    | 市倉敬                               | 松本浩樹                              | 渡辺幸浩、菊地明子                                                                   |
| 色彩設計                                         | 斎藤麻由                                      | 篠原愛子                             | 篠原愛子                             | 篠原愛子                              | 篠原愛子                                                                             |
| 撮影監督                                         | 尾崎隆晴                                      | 岩崎敦                               | 志村豪                               | 志村豪                                | 志村豪                                                                               |
| 編集                                             | 定松剛                                        | 定松剛                               | 定松剛                               | 定松剛                                | 兼重涼子                                                                             |
| 音響監督                                         | 本山哲                                        | 本山哲                               | 本山哲                               | 本山哲                                | 本山哲                                                                               |
| 音楽                                             | Elements Garden                               | Elements Garden                      | Elements Garden                      | Elements Garden                       | Elements Garden                                                                      |
| 音楽プロデューサー                               | 上松範康                                      | 上松範康                             | 上松範康                             | 上松範康                              | 上松範康                                                                             |
| プロデューサー                                   | 森井佑介                                      | 森井佑介                             | 森井佑介                             | 森井佑介                              | 森井佑介                                                                             |
| プロデューサー                                   | 椿本康雄、西條真麻、島田篤 堀圭輔、小田ツヨシ | -                                    | -                                    | -                                     | -                                                                                    |
| アニメーション プロデューサー                    | 金子文雄                                      | 金子文雄                             | 金子文雄                             | 金子文雄                              | 金子文雄                                                                             |
| アニメーション プロデューサー                    | -                                             | 濱本悠光                             | 平野強                               | 篠笥和也                              | 篠笥和也                                                                             |
| アニメーション企画                               | エンカレッジフィルムズ                        | -                                    | -                                    | -                                     | -                                                                                    |
| アニメーション制作                               | サテライト                                    | サテライト                           | サテライト                           | サテライト                            | サテライト                                                                           |
| 製作                                             | Project シンフォギア                          | Project シンフォギアG                | Project シンフォギアGX               | Project シンフォギアAXZ               | Project シンフォギアXV                                                               |

## 主題歌
表中の「ED」はエンドクレジットで使用。

### オープニングテーマ
作詞・歌は水樹奈々、作曲は上松範康が担当。
| 期    | 曲名         | 編曲               | 話数                                    |
| ----- | ------------ | ------------------ | --------------------------------------- |
| 第1期 | Synchrogazer | 上松範康           | 1（ED）、2、3、5 - 11、12、13（挿入歌） |
| 第2期 | Vitalization | 上松範康、菊田大介 | 2 - 11、12、13（挿入歌）                |
| 第3期 | Exterminate  | 藤間仁             | 2 - 11、13（挿入歌）                    |
| 第4期 | TESTAMENT    | 藤田淳平           | 2 - 11、12（挿入歌）、13（挿入歌）      |
| 第5期 | METANOIA     | 藤永龍太郎         | 2 - 11、12（挿入歌）、13（挿入歌）      |

### エンディングテーマ
作曲・編曲は藤田淳平、歌は高垣彩陽が担当。
| 期    | 曲名             | 作詞     | 話数                        |
| ----- | ---------------- | -------- | --------------------------- |
| 第1期 | Meteor Light     | mavie    | 2、3、5 - 11、12            |
| 第2期 | Next Destination | mavie    | 2、3、5 - 11、12            |
| 第3期 | Rebirth-day      | mavie    | 2 - 4、6 - 11、12（挿入歌） |
| 第4期 | Futurism         | mavie    | 2 - 5、7 - 11、12（挿入歌） |
| 第5期 | Lasting Song     | 高垣彩陽 | 2 - 6、8 - 11、12（挿入歌） |

### 挿入歌
| 期    | 曲名                   | 作詞     | 作曲            | 編曲       | 歌 | 話数                  |
| ----- | ---------------------- | -------- | --------------- | ---------- | --- | --------------------- |
| 第3期 | Glorious Break         | しほり   | 上松範康        | 藤間仁     | 水樹奈々 | 1（ED）、12（ED）、13 |
| 第4期 | アクシアの風           | 上松範康 | 上松範康 藤間仁 | 藤間仁     | 立花響（悠木碧）、風鳴翼（水樹奈々）、雪音クリス（高垣彩陽）、 マリア・カデンツァヴナ・イヴ（日笠陽子）、 月読調（南條愛乃）、暁切歌（茅野愛衣）                         | 6                     |
| 第4期 | UNLIMITED BEAT         | 上松範康 | 上松範康        | 藤永龍太郎 | 水樹奈々 | 11                    |
| 第4期 | 虹色のフリューゲル     | 上松範康 | 上松範康        | 菊田大介   | 立花響（悠木碧）、風鳴翼（水樹奈々）、雪音クリス（高垣彩陽）、 マリア・カデンツァヴナ・イヴ（日笠陽子）、 月読調（南條愛乃）、暁切歌（茅野愛衣）、天羽奏（高山みなみ）   | 13                    |
| 第5期 | FINAL COMMANDER        | しほり   | 上松範康        | 菊田大介   | 水樹奈々 | 1（ED）、8            |
| 第5期 | スフォルツァンドの残響 | 上松範康 | 上松範康        | 藤永龍太郎 | キャロル・マールス・ディーンハイム（水瀬いのり） | 7（ED）、12           |
| 第5期 | 未来へのフリューゲル   | 上松範康 | 上松範康        | 菊田大介   | 立花響（悠木碧）、風鳴翼（水樹奈々）、雪音クリス（高垣彩陽）、 マリア・カデンツァヴナ・イヴ（日笠陽子）、 月読調（南條愛乃）、暁切歌（茅野愛衣）、小日向未来（井口裕香） | 13                    |

### 劇中歌
ライブシーンの一部にはモーションキャプチャが用いられている。また、日本のアニメ作品としては珍しく、劇中歌をアフレコスタジオでセリフと共に録り下ろすという試みが行われている。
| 曲名                       | 作詞     | 作曲     | 編曲     | 歌                                                            | 話数                 |
| -------------------------- | -------- | -------- | -------- | ------------------------------------------------------------- | -------------------- |
| 逆光のフリューゲル         | 上松範康 | 上松範康 | 菊田大介 | ツヴァイウィング ［風鳴翼（水樹奈々）、天羽奏（高山みなみ）］ | 1、13（ED）          |
| ORBITAL BEAT               | 古屋真   | 加藤裕介 | 加藤裕介 | ツヴァイウィング ［風鳴翼（水樹奈々）、天羽奏（高山みなみ）］ | 1                    |
| 私立リディアン音楽院校歌   | 上松範康 | 上松範康 | 上松範康 | 私立リディアン音楽院生徒一同                                  | 1、3、10             |
| 君ト云ウ 音奏デ 尽キルマデ | 藤林聖子 | 俊龍     | 菊田大介 | 天羽奏（高山みなみ）                                          | 1                    |
| 絶刀・天羽々斬             | 上松範康 | 藤間仁   | 藤間仁   | 風鳴翼（水樹奈々）                                            | 1 - 4、7、12         |
| 撃槍・ガングニール         | 上松範康 | 藤田淳平 | 藤田淳平 | 立花響（悠木碧）                                              | 2、3、4（挿入歌）、5 |
| 私ト云ウ 音響キ ソノ先ニ   | 藤林聖子 | 俊龍     | 菊田大介 | 立花響（悠木碧）                                              | 6 - 8、10            |
| 魔弓・イチイバル           | 上松範康 | 上松範康 | 岩橋星実 | 雪音クリス（高垣彩陽）                                        | 7、8、10、11         |
| 恋の桶狭間                 | 上松範康 | 上松範康 | 上松範康 | 風鳴翼（水樹奈々）                                            | 9                    |
| FLIGHT FEATHERS            | 上松範康 | 菊田大介 | 菊田大介 | 風鳴翼（水樹奈々）                                            | 9                    |
| 繋いだ手だけが紡ぐもの     | 上松範康 | 上松範康 | 藤田淳平 | 雪音クリス（高垣彩陽）                                        | 10                   |
| FIRST LOVE SONG            | 上松範康 | 上松範康 | 藤間仁   | 立花響（悠木碧）、風鳴翼（水樹奈々）、雪音クリス（高垣彩陽）  | 13                   |

| 曲名                         | 作詞           | 作曲              | 編曲      | 歌 | 話数              |
| ---------------------------- | -------------- | ----------------- | --------- | --- | ----------------- |
| Apple                        | 上松範康       | 上松範康          | 上松範康  | マリア・カデンツァヴナ・イヴ（日笠陽子）、 セレナ・カデンツァヴナ・イヴ（堀江由衣）                                                                                    | 1、13             |
| Apple                        | 上松範康       | 上松範康          | 上松範康  | マリア・カデンツァヴナ・イヴ（日笠陽子） | 6、9              |
| Dark Oblivion                | Evan Call      | 上松範康          | 藤間仁    | マリア・カデンツァヴナ・イヴ（日笠陽子） | 1                 |
| 正義を信じて、握り締めて     | 上松範康       | 藤田淳平          | 藤田淳平  | 立花響（悠木碧） | 1、5、7           |
| 不死鳥のフランメ             | 上松範康       | 上松範康          | 菊田大介  | マリア×風鳴翼（日笠陽子×水樹奈々） | 1                 |
| 烈槍・ガングニール           | 上松範康       | 上松範康          | Evan Call | マリア・カデンツァヴナ・イヴ（日笠陽子） | 1（ED）、4、8、12 |
| 月煌ノ剣                     | 上松範康       | 藤間仁            | 藤間仁    | 風鳴翼（水樹奈々） | 2、3、11          |
| 鏖鋸・シュルシャガナ         | 上松範康       | 菊田大介          | 菊田大介  | 月読調（南條愛乃） | 2、8、9           |
| Bye-Bye Lullaby              | 上松範康       | 上松範康          | 岩橋星実  | 雪音クリス（高垣彩陽） | 3、9、10          |
| 獄鎌・イガリマ               | 上松範康       | 中山真斗          | 藤田淳平  | 暁切歌（茅野愛衣） | 4                 |
| 現着ッ！ 電光刑事バン        | かねこあきふみ | 上松範康          | 上松範康  | 板場弓美（赤﨑千夏）、寺島詩織（東山奈央）、安藤創世（小松未可子） | 4                 |
| 教室モノクローム             | 上松範康       | 上松範康          | 中山真斗  | 雪音クリス（高垣彩陽） | 4（挿入歌）       |
| ORBITAL BEAT                 | 古屋真         | 加藤裕介          | 加藤裕介  | 月読調（南條愛乃）、暁切歌（茅野愛衣） | 5                 |
| 英雄故事                     | 黄霑           | 黎小田            | 岩橋星実  | 立花響（悠木碧）、風鳴弦十郎（石川英郎） | 9                 |
| 歪鏡・シェンショウジン       | 上松範康       | 菊田大介          | 菊田大介  | 小日向未来（井口裕香） | 10                |
| Rainbow Flower               | 上松範康       | 上松範康          | 岩橋星実  | 立花響（悠木碧） | 10                |
| Edge Works of Goddess ZABABA | 上松範康       | 菊田大介 中山真斗 | 菊田大介  | 月読調（南條愛乃）、暁切歌（茅野愛衣） | 11、12            |
| 絶刀・天羽々斬               | 上松範康       | 藤間仁            | 藤間仁    | 風鳴翼（水樹奈々） | 12                |
| 始まりの歌                   | 上松範康       | 上松範康          | 喜多智弘  | 立花響（悠木碧）、風鳴翼（水樹奈々）、雪音クリス（高垣彩陽）、 マリア・カデンツァヴナ・イヴ（日笠陽子）、 月読調（南條愛乃）、暁切歌（茅野愛衣）                       | 13                |
| 虹色のフリューゲル           | 上松範康       | 上松範康          | 菊田大介  | 立花響（悠木碧）、風鳴翼（水樹奈々）、雪音クリス（高垣彩陽）、 マリア・カデンツァヴナ・イヴ（日笠陽子）、 月読調（南條愛乃）、暁切歌（茅野愛衣）、天羽奏（高山みなみ） | 13（ED）          |

| 曲名                                       | 作詞           | 作曲               | 編曲               | 歌 | 話数           |
| ------------------------------------------ | -------------- | ------------------ | ------------------ | --- | -------------- |
| RADIANT FORCE                              | 上松範康       | 上松範康           | 藤間仁             | 立花響（悠木碧）、風鳴翼（水樹奈々）、雪音クリス（高垣彩陽） | 1              |
| 星天ギャラクシィクロス                     | 上松範康       | 上松範康           | 末益涼太 菊田大介  | マリア×風鳴翼（日笠陽子×水樹奈々） | 1              |
| 限界突破 G-beat                            | 上松範康       | 上松範康           | 藤田淳平           | 立花響（悠木碧） | 1、4、8        |
| TRUST HEART                                | 上松範康       | 藤間仁             | 藤間仁             | 雪音クリス（高垣彩陽） | 2、7、10       |
| Beyond the BLADE                           | 上松範康       | 藤田淳平           | 藤田淳平           | 風鳴翼（水樹奈々） | 2、9           |
| オーバーキルサイズ・ヘル                   | 上松範康       | 喜多智弘           | 喜多智弘           | 暁切歌（茅野愛衣） | 3、10          |
| ビーフストロガノフのうた                   | かねこあきふみ | 上松範康           | 喜多智弘           | 安藤創世（小松未可子）、寺島詩織（東山奈央）、 板場弓美（赤﨑千夏）、立花響（悠木碧）、小日向未来（井口裕香）                                                          | 3              |
| 烈槍・ガングニール                         | 上松範康       | 上松範康           | Evan Call          | マリア・カデンツァヴナ・イヴ（日笠陽子） | 4              |
| ジェノサイドソウ・ヘヴン                   | 上松範康       | 岩橋星実           | 岩橋星実           | 月読調（南條愛乃） | 5、8           |
| Just Loving X-Edge                         | 上松範康       | 喜多智弘、岩橋星実 | 喜多智弘、岩橋星実 | 月読調（南條愛乃）、暁切歌（茅野愛衣） | 5              |
| BAYONET CHARGE                             | 上松範康       | 藤田淳平           | 藤間仁             | 風鳴翼（水樹奈々）、雪音クリス（高垣彩陽） | 5（挿入歌）、6 |
| RADIANT FORCE (IGNITED arrangement)        | 上松範康       | 上松範康           | 藤永龍太郎         | 立花響（悠木碧）、風鳴翼（水樹奈々）、雪音クリス（高垣彩陽） | 6              |
| 銀腕・アガートラーム                       | 上松範康       | 上松範康           | 岩橋星実 Evan Call | マリア・カデンツァヴナ・イヴ（日笠陽子） | 7、9           |
| 銀腕・アガートラーム (IGNITED arrangement) | 上松範康       | 上松範康           | 末益涼太           | マリア・カデンツァヴナ・イヴ（日笠陽子） | 7              |
| Just Loving X-Edge (IGNITED arrangement)   | 上松範康       | 喜多智弘 岩橋星実  | 末益涼太           | 月読調（南條愛乃）、暁切歌（茅野愛衣） | 8              |
| Beyond the BLADE (IGNITED arrangement)     | 上松範康       | 藤田淳平           | 藤永龍太郎         | 風鳴翼（水樹奈々） | 9              |
| TRUST HEART (IGNITED arrangement)          | 上松範康       | 藤間仁             | 藤永龍太郎         | 雪音クリス（高垣彩陽） | 10             |
| リトルミラクル -Grip it tight-             | 上松範康       | 母里治樹           | 母里治樹           | 立花響（悠木碧） | 1              |
| 殲琴・ダウルダブラ                         | 上松範康       | Evan Call          | Evan Call          | キャロル・マールス・ディーンハイム（水瀬いのり） | 11、12         |
| 『ありがとう』を唄いながら                 | 上松範康       | 上松範康           | 喜多智弘           | マリア・カデンツァヴナ・イヴ（日笠陽子）、 月読調（南條愛乃）、暁切歌（茅野愛衣）                                                                                      | 12             |
| 限界突破 G-beat (IGNITED arrangement)      | 上松範康       | 上松範康           | 末益涼太           | 立花響（悠木碧） | 12             |
| 始まりの歌                                 | 上松範康       | 上松範康           | 喜多智弘           | 立花響（悠木碧）、風鳴翼（水樹奈々）、雪音クリス（高垣彩陽）、 マリア・カデンツァヴナ・イヴ（日笠陽子）、 月読調（南條愛乃）、暁切歌（茅野愛衣）                       | 13             |
| 虹色のフリューゲル                         | 上松範康       | 上松範康           | 菊田大介           | 立花響（悠木碧）、風鳴翼（水樹奈々）、雪音クリス（高垣彩陽）、 マリア・カデンツァヴナ・イヴ（日笠陽子）、 月読調（南條愛乃）、暁切歌（茅野愛衣）、天羽奏（高山みなみ） | 13（ED）       |

| 曲名                                     | 作詞     | 作曲            | 編曲              | 歌 | 話数               |
| ---------------------------------------- | -------- | --------------- | ----------------- | --- | ------------------ |
| 激唱インフィニティ                       | 上松範康 | 上松範康        | 末益涼太          | 立花響（悠木碧）、風鳴翼（水樹奈々）、雪音クリス（高垣彩陽）                                                                                     | 1、3               |
| 負けない愛が拳にある                     | 上松範康 | 藤間仁          | 藤間仁            | 立花響（悠木碧） | 1、6               |
| 死灯 -エイヴィヒカイト                   | 上松範康 | 上松範康        | 菊田大介 都丸椋太 | サンジェルマン（寿美菜子）、カリオストロ（蒼井翔太）、 プレラーティ（日高里菜）                                                                  | 1、12              |
| 旋律ソロリティ                           | 上松範康 | 上松範康        | 菊田大介          | マリア・カデンツァヴナ・イヴ（日笠陽子）、 月読調（南條愛乃）、暁切歌（茅野愛衣）                                                                | 1（挿入歌・ED）、2 |
| Stand up! Ready!!                        | 上松範康 | 菊田大介        | 岩橋星実          | マリア・カデンツァヴナ・イヴ（日笠陽子） | 2、5               |
| 月下美刃                                 | 上松範康 | 上松範康        | 菊田大介          | 風鳴翼（水樹奈々） | 3、7               |
| 激唱インフィニティ (IGNITED arrangement) | 上松範康 | 上松範康        | 藤永龍太郎        | 立花響（悠木碧）、風鳴翼（水樹奈々）、雪音クリス（高垣彩陽）                                                                                     | 3、4               |
| GUN BULLET XXX                           | 上松範康 | 藤田淳平        | 藤田淳平          | 雪音クリス（高垣彩陽） | 4、8               |
| 旋律ソロリティ (IGNITED arrangement)     | 上松範康 | 上松範康        | 末益涼太          | マリア・カデンツァヴナ・イヴ（日笠陽子）、 月読調（南條愛乃）、暁切歌（茅野愛衣）                                                                | 4                  |
| デンジャラス・サンシャイン               | 上松範康 | 母里治樹        | 母里治樹          | 暁切歌（茅野愛衣） | 5、7、8            |
| Apple                                    | 上松範康 | 上松範康        | 上松範康          | マリア・カデンツァヴナ・イヴ（日笠陽子）、 セレナ・カデンツァヴナ・イヴ（堀江由衣）                                                              | 5                  |
| メロディアス・ムーンライト               | 上松範康 | 母里治樹        | 岩橋星実          | 月読調（南條愛乃） | 6、9               |
| ギザギザギラリ☆フルスロットル            | 上松範康 | 母里治樹        | 菊田大介          | 月読調（南條愛乃）、暁切歌（茅野愛衣） | 7                  |
| Change the Future                        | 上松範康 | 藤永龍太郎      | 藤永龍太郎        | 雪音クリス（高垣彩陽）、 マリア・カデンツァヴナ・イヴ（日笠陽子）                                                                                | 8                  |
| 風月ノ疾双                               | 上松範康 | 藤田淳平        | 藤間仁            | 風鳴翼（水樹奈々）、月読調（南條愛乃） | 9                  |
| 必愛デュオシャウト                       | 上松範康 | 上松範康        | 菊田大介          | 立花響（悠木碧）、暁切歌（茅野愛衣） | 10                 |
| 花咲く勇気                               | 上松範康 | 母里治樹        | 母里治樹          | 立花響（悠木碧） | 11                 |
| アクシアの風                             | 上松範康 | 上松範康 藤間仁 | 藤間仁            | 立花響（悠木碧）、風鳴翼（水樹奈々）、雪音クリス（高垣彩陽）、 マリア・カデンツァヴナ・イヴ（日笠陽子）、 月読調（南條愛乃）、暁切歌（茅野愛衣） | 6（ED）、13        |

| 曲名                      | 作詞     | 作曲     | 編曲              | 歌 | 話数      |
| ------------------------- | -------- | -------- | ----------------- | --- | --------- |
| ALL LOVES BLAZING         | 上松範康 | 藤田淳平 | 藤田淳平          | 立花響（悠木碧） | 1、4、11  |
| 私立リディアン音楽院校歌  | 上松範康 | 上松範康 | 上松範康          | 立花響（悠木碧） | 1         |
| 六花繚乱                  | 上松範康 | 上松範康 | 菊田大介 笠井雄太 | 立花響（悠木碧）、風鳴翼（水樹奈々）、雪音クリス（高垣彩陽）、 マリア・カデンツァヴナ・イヴ（日笠陽子）、 月読調（南條愛乃）、暁切歌（茅野愛衣）                                                    | 1         |
| 未完成愛Mapputatsu!       | 上松範康 | 菊田大介 | 都丸椋太          | 暁切歌（茅野愛衣） | 2、7      |
| 未熟少女Buttagiri!        | 上松範康 | 菊田大介 | 笠井雄太          | 月読調（南條愛乃） | 2、3、10  |
| Angelic Remnant           | 上松範康 | 上松範康 | 菊田大介          | 風鳴翼（水樹奈々）、マリア・カデンツァヴナ・イヴ（日笠陽子） | 2         |
| Take this! "All loaded"   | 上松範康 | 上松範康 | 岩橋星実          | 雪音クリス（高垣彩陽） | 3、6、12  |
| 白銀の炎 -keep the faith- | 上松範康 | 上松範康 | 竹田祐介          | マリア・カデンツァヴナ・イヴ（日笠陽子） | 4、10、11 |
| 花咲く勇気 Ver. Amalgam   | 上松範康 | 母里治樹 | 母里治樹          | 立花響（悠木碧）、サンジェルマン（寿美菜子） | 4         |
| また逢う日まで            | 阿久悠   | 筒美京平 | 笠井雄太          | エルフナイン（久野美咲） | 5         |
| Defender'Z Brand!         | 上松範康 | 藤間仁   | 藤間仁            | 風鳴翼（水樹奈々） | 5、9      |
| Apple                     | 上松範康 | 上松範康 | 上松範康          | マリア・カデンツァヴナ・イヴ（日笠陽子）、 セレナ・カデンツァヴナ・イヴ（堀江由衣） | 6         |
| スフォルツァンドの残響    | 上松範康 | 上松範康 | 藤永龍太郎        | キャロル・マールス・ディーンハイム（水瀬いのり） | 8         |
| Cutting Edge×2 Ready go!  | 上松範康 | 菊田大介 | 菊田大介          | 月読調（南條愛乃）、暁切歌（茅野愛衣） | 10        |
| 不死鳥のフランメ          | 上松範康 | 上松範康 | 菊田大介          | マリア・カデンツァヴナ・イヴ（日笠陽子）、風鳴翼（水樹奈々） | 11        |
| PERFECT SYMPHONY          | 上松範康 | 藤田淳平 | 藤田淳平          | 立花響（悠木碧）、風鳴翼（水樹奈々）、雪音クリス（高垣彩陽）、 マリア・カデンツァヴナ・イヴ（日笠陽子）、 月読調（南條愛乃）、暁切歌（茅野愛衣）、 キャロル・マールス・ディーンハイム（水瀬いのり） | 13        |
| Xtreme Vibes              | 上松範康 | 上松範康 | 藤田淳平          | 立花響（悠木碧）、風鳴翼（水樹奈々）、雪音クリス（高垣彩陽）、 マリア・カデンツァヴナ・イヴ（日笠陽子）、 月読調（南條愛乃）、暁切歌（茅野愛衣）、小日向未来（井口裕香）                            | 13        |

## 各話リスト

### 第1期『戦姫絶唱シンフォギア』
| 話数       | サブタイトル                        | 脚本     | 絵コンテ        | 演出                  | 作画監督                                                                                 | 総作画監督          | アクション ディレクター |
| ---------- | ----------------------------------- | -------- | --------------- | --------------------- | ---------------------------------------------------------------------------------------- | ------------------- | ----------------------- |
| EPISODE 1  | 覚醒の鼓動                          | 金子彰史 | 伊藤達文        | 室谷靖                | いとうまりこ 光田史亮（ノイズ）                                                          | 小池智史 藤本さとる | 光田史亮                |
| EPISODE 2  | 雑音と不協和音と                    | 金子彰史 | 安田賢治        | 佐々木奈々子 越田知明 | 徳田夢之介 光田史亮（ノイズ）                                                            | 小池智史 藤本さとる | 光田史亮                |
| EPISODE 3  | 夜にすれ違う                        | 金子彰史 | 下田正美        | 吉田徹                | 実原登、小澤円                                                                           | 小池智史 藤本さとる | 光田史亮                |
| EPISODE 4  | 落涙                                | 金子彰史 | 伊藤達文        | 小野勝巳              | 栗原基彦、塩川貴史                                                                       | 小池智史 藤本さとる | 光田史亮                |
| EPISODE 5  | なお昏き深淵の底から                | 金子彰史 | 室谷靖 伊藤達文 | 室谷靖                | 小菅和久、本多美乃、井出直美 松本麻友子、齊田博之、橋口隼人                              | 小池智史 藤本さとる | 光田史亮                |
| EPISODE 6  | 兆しの行方は                        | 金子彰史 | 安田賢治        | 清水一伸              | 永田正美、向山祐治 金有千、渡辺英樹                                                      | 小池智史 藤本さとる | 光田史亮                |
| EPISODE 7  | 撃ちてし止まぬ運命のもとに          | 金子彰史 | 下田正美        | 筑紫大介              | 式地幸喜、浜津武広                                                                       | 小池智史 藤本さとる | 光田史亮                |
| EPISODE 8  | 陽だまりに翳りなく                  | 金子彰史 | 安田賢司        | 江上潔                | 小林利充、小澤円                                                                         | 小池智史 藤本さとる | 光田史亮                |
| EPISODE 9  | 防人の歌                            | 金子彰史 | 林直孝          | 小野勝巳              | 渋谷秀、栗原学 塩川貴史、三宅雄一郎                                                      | 小池智史 藤本さとる | 光田史亮                |
| EPISODE 10 | 繋いだ手だけが紡ぐもの              | 金子彰史 | 下田正美        | 安田賢司              | 柳瀬雄之、梶浦紳一郎 樋口博美、もりやまゆうじ                                            | 小池智史 藤本さとる | 光田史亮                |
| EPISODE 11 | 月を穿つ                            | 金子彰史 | 安田賢司        | 森義博                | 小林利充、小澤円 実原登、中山初絵                                                        | 小池智史 藤本さとる | 光田史亮                |
| EPISODE 12 | シンフォギア                        | 金子彰史 | 追崎史敏        | 清水一伸              | 宮嶋仁志                                                                                 | 小池智史 藤本さとる | 光田史亮                |
| EPISODE 13 | 流れ星、墜ちて燃えて尽きて、そして― | 金子彰史 | 伊藤達文        | 伊藤達文              | 片山貴仁、後藤麻梨子、塩川貴史 式地幸喜、舘崎大、浜津武広 小池智史、藤本さとる、光田史亮 | 小池智史 藤本さとる | 光田史亮                |

### 第2期『戦姫絶唱シンフォギアG』
| 話数       | サブタイトル                      | 脚本     | 絵コンテ   | 演出              | 作画監督 | 総作画監督                        | アクション ディレクター |
| ---------- | --------------------------------- | -------- | ---------- | ----------------- | --- | --------------------------------- | ----------------------- |
| EPISODE 1  | ガングニールの少女                | 金子彰史 | 小野勝巳   | 鈴木歩            | 藤本さとる、内田孝 光田史亮（ノイズ） | 藤本さとる                        | 光田史亮                |
| EPISODE 2  | 胸に力と偽りと                    | 金子彰史 | 小野勝巳   | 夕澄慶英          | 福永純一、高橋優也 河野絵美 | 藤本さとる                        | 光田史亮                |
| EPISODE 3  | 終焉を望む者、終焉に臨む者        | 金子彰史 | 宮浦栗生   | ヤマトナオミチ    | 今西亨、塩川貴史 | 杉本功 藤本さとる                 | 光田史亮                |
| EPISODE 4  | あたしの帰る場所                  | 金子彰史 | 若林あつし | 高橋英俊          | 下條祐未 | 藤本さとる                        | 光田史亮                |
| EPISODE 5  | 血飛沫の小夜曲                    | 金子彰史 | 吉川浩司   | 近藤一英          | 渡部貴善、塩川貴史、式地幸喜 森悦史、酒井智史 | 杉本功 藤本さとる                 | 光田史亮                |
| EPISODE 6  | 奇跡──それは残酷な軌跡            | 金子彰史 | 田所修     | 清水一伸          | 普津澤時ヱ門、式地幸喜 | 今西亨 藤本さとる                 | 光田史亮                |
| EPISODE 7  | 君でいられなくなるキミに          | 金子彰史 | 宮浦栗生   | 有江勇樹          | 式地幸喜、沼田誠也 寺澤伸介、SON JIN YOUNG | 杉本功 沼田誠也 藤本さとる        | 光田史亮                |
| EPISODE 8  | 繋ぐ手と手…戸惑うわたしのため…    | 金子彰史 | 若林あつし | 千葉大輔          | 河野絵美、下條祐未 普津澤時ヱ門、福永純一 | 今西亨 沼田誠也 藤本さとる        | 光田史亮                |
| EPISODE 9  | 英雄故事                          | 金子彰史 | 田所修     | 石川俊介          | 後藤麻梨子、塩川貴史、式地幸喜 柴田健児、畑智司 森悦史、渡部貴善                                                                                          | 今西亨 沼田誠也 藤本さとる        | 光田史亮                |
| EPISODE 10 | 喪失までのカウントダウン          | 金子彰史 | 稲江仁     | いわもとやすお    | 下條祐未、高橋優也、中山祐也 普津澤時ヱ門、畑智司、渡部貴善 式地幸喜（アクション）                                                                        | 沼田誠也 今西亨 杉本功 藤本さとる | 光田史亮                |
| EPISODE 11 | ディスティニーアーク              | 金子彰史 | 若林あつし | 石川俊介 近藤一英 | 青木真理子、武内啓、柳孝相 しんぼたくろう、塩川貴史 畑智司、渡部貴善 式地幸喜（アクション）                                                               | 今西亨 杉本功 藤本さとる          | 光田史亮                |
| EPISODE 12 | 撃槍                              | 金子彰史 | 宮浦栗生   | 岩田義彦          | 河野絵美、下條祐未、福永純一 高橋優也、齋藤温子、小原和夫 普津澤時ヱ門、吉田巧介、渡部貴善 内田孝、塩川貴史 式地幸喜（アクション）                        | 今西亨 杉本功 藤本さとる 沼田誠也 | 光田史亮                |
| EPISODE 13 | 遥か彼方、星が音楽となった…かの日 | 金子彰史 | 安田賢司   | 安田賢司          | 池下博紀、今西亨、大河原晴男 後藤麻梨子、酒井智史、式地幸喜 塩川貴史、舘崎大、畑智司 前澤弘美、森悦史、渡部貴善 下條祐未、齋藤温子 今牧千世、普津澤時ヱ門 | 今西亨 藤本さとる                 | 光田史亮                |

### 第3期『戦姫絶唱シンフォギアGX』
| 話数       | サブタイトル             | 脚本     | 絵コンテ        | 演出            | 作画監督 | 総作画監督                 | アクション ディレクター |
| ---------- | ------------------------ | -------- | --------------- | --------------- | --- | -------------------------- | ----------------------- |
| EPISODE 1  | 奇跡の殺戮者             | 金子彰史 | 小野勝巳        | 小野勝巳        | 藤本さとる | -                          | 光田史亮 式地幸喜       |
| EPISODE 2  | 世界を壊す──その前に     | 金子彰史 | 安田賢治        | 成田巧          | 大久保義之 | 椛島洋介                   | 光田史亮 式地幸喜       |
| EPISODE 3  | 装者たちの黄昏           | 金子彰史 | 宮浦栗生        | 石田暢          | 福世孝明 | 藤本さとる                 | 光田史亮 式地幸喜       |
| EPISODE 4  | ガングニール、再び       | 金子彰史 | 稲井仁          | 稲井仁          | 畑智司、安田祥子 | 椛島洋介                   | 光田史亮 式地幸喜       |
| EPISODE 5  | Edge Works               | 金子彰史 | 石川俊介        | 石川俊介        | 坂本俊太、後藤麻梨子 | 藤本さとる                 | 光田史亮 式地幸喜       |
| EPISODE 6  | 抜剣                     | 金子彰史 | 西澤晋          | 近藤一英        | 藤本さとる、大久保義之、今西亨 ハニュー、安田祥子、今岡大                                                                      | 椛島洋介                   | 光田史亮 式地幸喜       |
| EPISODE 7  | 輝きを継ぐ、君らしく     | 金子彰史 | 宮浦栗生        | 成田巧          | 椛島洋介、畑智司、今西亨 坂本俊太、大久保義之、ハニュー 青木美穂、陣内美帆、山﨑克之 原誠                                      | 藤本さとる                 | 光田史亮 式地幸喜       |
| EPISODE 8  | 向き合う勇気             | 金子彰史 | 江上潔          | 大脊戸聡        | 服部憲知、吉岡敏幸、永吉隆志 小畑賢、原誠、谷圭司 畑智司、大久保義之、ハニュー                                                 | 椛島洋介                   | 光田史亮 式地幸喜       |
| EPISODE 9  | 夢の途中                 | 金子彰史 | 西澤晋          | 石川俊介        | 椛島洋介、畑智司、片山貴仁 大久保義之、今西亨、坂本俊太 ハニュー、吉田雄一、江上夏樹                                           | 藤本さとる                 | 光田史亮 式地幸喜       |
| EPISODE 10 | こんなにも、残酷だけど   | 金子彰史 | 宮浦栗生        | 畠山茂樹        | 椛島洋介、大久保義之、ハニュー 武本大介、吉田巧介、谷口繁則 櫻井拓郎、椎田竹若、今泉竜太 森悦史、奥野倫史、池原百合子          | 藤本さとる 今西亨          | 光田史亮 式地幸喜       |
| EPISODE 11 | へいき、へっちゃら       | 金子彰史 | 西本由起夫      | 小野田雄亮      | 坂本俊太、畑智司、ハニュー 大久保義之、片山貴仁、山崎克之 尾尻進也、吉田雄一、鈴木勇 重国勇二                                  | 藤本さとる 椛島洋介 今西亨 | 光田史亮 式地幸喜       |
| EPISODE 12 | GX                       | 金子彰史 | 古川知宏 西澤晋 | 宮澤良太        | 大久保義之、坂本俊太、畑智司 ハニュー、桜井木ノ実、中野彰子 南伸一郎、片岡恵美子、雨宮達夫 J-CUBE、Shin Min Seop、Seo Jung Duk | 藤本さとる 椛島洋介 今西亨 | 光田史亮 式地幸喜       |
| EPISODE 13 | 正義を信じて、握り締めて | 金子彰史 | 西澤晋 小林孝志 | 成田巧 小林孝志 | 大久保義之、坂本俊太、畑智司 ハニュー、普津澤時ヱ門、吉川美貴 江上夏樹、尾尻進矢、鈴木勇 山崎克之、吉田雄一                    | 藤本さとる 椛島洋介 今西亨 | 光田史亮 式地幸喜       |

### 第4期『戦姫絶唱シンフォギアAXZ』
| 話数       | サブタイトル                   | 脚本                | 絵コンテ          | 演出            | 作画監督 | 総作画監督                              | アクション ディレクター    |
| ---------- | ------------------------------ | ------------------- | ----------------- | --------------- | --- | --------------------------------------- | -------------------------- |
| EPISODE 1  | バルベルデ地獄変               | 金子彰史            | 小野勝巳          | 小野勝巳        | 藤本さとる | -                                       | 光田史亮                   |
| EPISODE 2  | ラストリゾート                 | 金子彰史            | 安田賢司          | 成田巧          | 坂本俊太、ハニュー                                                                                                  | 藤本さとる                              | 光田史亮 杉江敏治          |
| EPISODE 3  | 歯車が描くホロスコープ         | 金子彰史 実弥島巧   | 小野勝巳          | 山田弘和        | 今井武志、関口雅浩、片岡英之 大高雄太、ハニュー、坂本俊太                                                           | 小森秀人 普津澤時ヱ門 藤本さとる 今西亨 | 光田史亮 式地幸喜          |
| EPISODE 4  | 黄金錬成                       | 金子彰史 実弥島巧   | 安田賢司          | 球野貴裕        | 大久保義之、普津澤時ヱ門、長坂寛治                                                                                  | 藤本さとる                              | 光田史亮 杉江敏治          |
| EPISODE 5  | 虚構戦域に命を賭して           | 永井真吾 金子彰史   | 安田賢司          | まつきけいいち  | 飯飼一幸、池原百合子、白石悟                                                                                        | 藤本さとる 椛島洋介 今西亨 普津澤時ヱ門 | 光田史亮 式地幸喜          |
| EPISODE 6  | 決死圏からの浮上               | 永井真吾 金子彰史   | 石川俊介          | 石川俊介        | 畑智司、ハニュー、坂本俊太                                                                                          | 藤本さとる                              | 光田史亮 杉江敏治          |
| EPISODE 7  | ARCANA No.00                   | 望月真里子 金子彰史 | 西澤晋            | 成田巧          | 大久保義之、大河内忍、森悦史 吉川美貴、椛島洋介、ハニュー 坂本俊太                                                  | 藤本さとる 今西亨 普津澤時ヱ門          | 光田史亮 式地幸喜          |
| EPISODE 8  | 過去と未来の狭間で             | 永井真吾 金子彰史   | 宮浦栗生          | 玉野貴弘        | 伊藤亜矢子、大久保義之、大河内忍 坂本俊太、三宮昌太、中小路佳毅 畑智司、ハニュー                                    | 藤本さとる 今西亨 普津澤時ヱ門          | 光田史亮 杉江敏治          |
| EPISODE 9  | 碧いうさぎ                     | 永井真吾 金子彰史   | 筑紫大介          | 筑紫大介        | 伊藤亜矢子、大久保義之、大河内忍 酒井智史、坂本俊太、三宮昌太 畑智司、ハニュー                                      | 藤本さとる 今西亨 普津澤時ヱ門          | 光田史亮 式地幸喜          |
| EPISODE 10 | アン・ティキ・ティラ           | 望月真里子 金子彰史 | 西澤晋            | まつきけいいち  | 大久保義之、大河内忍、坂本俊太 畑智司、ハニュー、藤本さとる 池原百合子、木下由美子、白石悟 中山和子                 | 藤本さとる 今西亨 普津澤時ヱ門          | 光田史亮 杉江敏治          |
| EPISODE 11 | 神威赫奕の極みに達し           | 永井真吾 金子彰史   | 宮浦栗生 佐藤真人 | 小野田雄亮      | 小畑賢、桐谷真咲、小林優子 白浜穂積、谷口りつ子、挽本敦子 吉岡敏幸、大久保義之、大河内忍 坂本俊太、畑智司、ハニュー | 藤本さとる 今西亨 普津澤時ヱ門          | 光田史亮 式地幸喜          |
| EPISODE 12 | AXZ                            | 永井真吾 金子彰史   | 宮浦栗生 佐藤真人 | 球野貴裕        | 伊藤亜矢子、大久保義之、大河内忍 小畑賢、坂本俊太、三宮昌太 畑智司、ハニュー、藤本さとる                            | 藤本さとる 今西亨 普津澤時ヱ門 椛島洋介 | 光田史亮 杉江敏治          |
| EPISODE 13 | 涙を重ねる度、証明される現実は | 金子彰史            | 小野勝巳          | 小野勝巳 成田巧 | 伊藤亜矢子、岩倉ヨーコ、大久保義之 大河内忍、小畑賢、坂本俊太 三宮昌太、畑智司、ハニュー                            | 藤本さとる 今西亨 普津澤時ヱ門 椛島洋介 | 光田史亮 式地幸喜 杉江敏治 |

### 第5期『戦姫絶唱シンフォギアXV』
| 話数       | サブタイトル                       | 脚本              | 絵コンテ          | 演出                         | 作画監督 | 総作画監督                       | アクション ディレクター               |
| ---------- | ---------------------------------- | ----------------- | ----------------- | ---------------------------- | --- | -------------------------------- | ------------------------------------- |
| EPISODE 1  | 人類史の彼方から                   | 金子彰史          | 小野勝巳          | 光田史亮                     | 藤本さとる | 藤本さとる 椛島洋介 普津澤時ヱ門 | 式地幸喜                              |
| EPISODE 2  | 天空が堕ちる日                     | 金子彰史          | 平野宏樹          | 平野宏樹                     | 椛島洋介、ハニュー | 藤本さとる 椛島洋介 普津澤時ヱ門 | 中小路佳毅 髙嶋宏之 光田史亮          |
| EPISODE 3  | Penny Dreadful                     | 永井真吾 金子彰史 | 古川知宏          | 三塩天平                     | 坂本俊太、加藤弘将、福田佳太 | 普津澤時ヱ門                     | 杉江敏治                              |
| EPISODE 4  | 花の名は、アマルガム               | 永井真吾 金子彰史 | 種村綾鷹          | 種村綾鷹                     | 大久保義之、ハニュー、中島順 | 藤本さとる                       | 式地幸喜 中小路佳毅                   |
| EPISODE 5  | かばんの隠し事                     | 永井真吾 金子彰史 | 平野宏樹          | 成田巧                       | 稲熊一晃、坂本俊太、宗圓祐輔 | 椛島洋介                         | 杉江敏治 髙嶋宏之 光田史亮            |
| EPISODE 6  | ゼノグラシア                       | 永井真吾 金子彰史 | 小野勝巳          | 球野貴裕                     | 大久保義之、中島順、加藤弘将 | 藤本さとる 普津澤時ヱ門          | 式地幸喜                              |
| EPISODE 7  | もつれた糸を断ち切って             | 永井真吾 金子彰史 | 三塩天平          | 三塩天平                     | 藤本さとる、坂本俊太、ハニュー 福田佳太、稲熊一晃、宗圓祐輔                                                                      | 藤本さとる                       | 髙嶋宏之 光田史亮                     |
| EPISODE 8  | XV                                 | 永井真吾 金子彰史 | 平野宏樹          | 平野宏樹                     | 大久保義之、宗圓祐輔 中島順、普津澤時ヱ門                                                                                        | 椛島洋介                         | 椛島洋介 杉江敏治 中小路佳毅          |
| EPISODE 9  | I am a father                      | 永井真吾 金子彰史 | 小野勝巳          | 成田巧                       | 稲熊一晃、大久保義之、坂本俊太 ハニュー、福田佳太、藤本さとる 普津澤時ヱ門                                                       | 藤本さとる 普津澤時ヱ門          | 式地幸喜 光田史亮                     |
| EPISODE 10 | 卑しき錆色に非ず                   | 永井真吾 金子彰史 | 小野勝巳          | 球野貴裕                     | 稲熊一晃、大久保義之、加藤弘将 椛島洋介、坂本俊太、宗圓祐輔 中島順、ハニュー、福田佳太 藤本さとる                                | 椛島洋介                         | 杉江敏治 中小路佳毅 光田史亮          |
| EPISODE 11 | ハジメニコトバアリキ               | 永井真吾 金子彰史 | 町谷俊輔          | 小野田雄亮 平野宏樹 髙嶋宏之 | 稲熊一晃、大久保義之、椛島洋介 坂本俊太、宗圓祐輔、長坂寛治 中島順、ハニュー、福田佳太 藤本さとる、普津澤時ヱ門                  | 藤本さとる                       | 式地幸喜 髙嶋宏之 光田史亮            |
| EPISODE 12 | 戦姫絶唱                           | 永井真吾 金子彰史 | 佐藤真人 佐藤英一 | 三塩天平                     | 稲熊一晃、大久保義之、加藤弘将 椛島洋介、坂本俊太、宗圓祐輔 長坂寛治、中島順、ハニュー 福田佳太、藤本さとる、普津澤時ヱ門        | 椛島洋介 藤本さとる              | 杉江敏治 中小路佳毅 光田史亮 髙嶋宏之 |
| EPISODE 13 | 神様も知らないヒカリで歴史を創ろう | 永井真吾 金子彰史 | 小野勝巳          | 小野勝巳 成田巧              | 稲熊一晃、大久保義之、加藤弘将 椛島洋介、坂本俊太、宗圓祐輔 長坂寛治、中島順、畑智司 ハニュー、福田佳太、藤本さとる 普津澤時ヱ門 | 藤本さとる 椛島洋介 普津澤時ヱ門 | 光田史亮 式地幸喜                     |

## 放送局
| 放送期間                                                                                | 放送時間                     | 放送局             | 対象地域   | 備考                                     |
| --------------------------------------------------------------------------------------- | ---------------------------- | ------------------ | ---------- | ---------------------------------------- |
| 2012年1月6日 - 3月30日                                                                  | 金曜 23:00 - 23:30           | TOKYO MX           | 東京都     |                                          |
| 2012年1月7日 - 3月31日                                                                  | 土曜 23:30 - 日曜 0:00       | テレビ神奈川       | 神奈川県   |                                          |
| 2012年1月8日 - 4月5日                                                                   | 日曜 2:20 - 2:50（土曜深夜） | テレビ愛知         | 愛知県     |                                          |
| 2012年1月10日 - 4月3日                                                                  | 火曜 2:00 - 2:30（月曜深夜） | 千葉テレビ         | 千葉県     |                                          |
|                                                                                         | 火曜 2:20 - 2:50（月曜深夜） | 毎日放送           | 近畿広域圏 |                                          |
|                                                                                         | 火曜 23:00 - 23:30           | キッズステーション | 日本全域   | CS放送 / 『エリア23』枠 リピート放送あり |
| インターネットではニコニコチャンネルにて、同年1月10日から4月3日まで火曜22時30分に配信。 |                              |                    |            |                                          |

| 放送期間               | 放送時間                     | 放送局     | 対象地域   | 備考                  |
| ---------------------- | ---------------------------- | ---------- | ---------- | --------------------- |
| 2013年7月5日 - 9月27日 | 金曜 2:35 - 3:05（木曜深夜） | 毎日放送   | 近畿広域圏 |                       |
|                        | 金曜 3:05 - 3:35（木曜深夜） | テレビ愛知 | 愛知県     |                       |
|                        | 金曜 23:30 - 土曜 0:00       | BS11       | 日本全域   | BS放送 / 『ANIME+』枠 |
| 2013年7月6日 - 9月28日 | 土曜 22:30 - 23:00           | TOKYO MX   | 東京都     |                       |

| 配信期間               | 配信時間                   | 配信サイト           |
| ---------------------- | -------------------------- | -------------------- |
| 2013年7月7日 - 9月29日 | 日曜 23:30 - 月曜 0:00     | ニコニコ生放送       |
| 2013年7月8日 - 9月30日 | 月曜 0:00（日曜深夜） 更新 | ニコニコチャンンネル |

| 放送期間                | 放送時間                     | 放送局     | 対象地域   | 備考                  |
| ----------------------- | ---------------------------- | ---------- | ---------- | --------------------- |
| 2015年7月4日 - 9月26日  | 土曜 3:10 - 3:40（金曜深夜） | 毎日放送   | 近畿広域圏 |                       |
| 2015年7月5日 - 9月27日  | 日曜 1:00 - 1:30（土曜深夜） | TOKYO MX   | 東京都     |                       |
| 2015年7月8日 - 9月30日  | 水曜 2:05 - 2:35（火曜深夜） | テレビ愛知 | 愛知県     |                       |
| 2015年7月10日 - 10月2日 | 金曜 23:00 - 23:30           | BS11       | 日本全域   | BS放送 / 『ANIME+』枠 |

| 配信期間                 | 配信時間           | 配信サイト                                      |
| ------------------------ | ------------------ | ----------------------------------------------- |
| 2015年7月8日 - 9月30日   | 水曜 23:00 - 23:30 | ニコニコ生放送                                  |
|                          | 水曜 23:30 更新    | ニコニコチャンネル                              |
| 2015年7月9日 - 10月1日   | 木曜 12:00 更新    | dアニメストア                                   |
| 2015年7月15日 - 10月7日  | 水曜 12:00 更新    | バンダイチャンネル アニメパス U-NEXT アニメ放題 |
| 2015年7月29日 - 10月21日 |                    | Hulu                                            |

| 放送期間 | 放送時間                     | 放送局     | 対象地域   | 備考                      |
| --- | ---------------------------- | ---------- | ---------- | ------------------------- |
| 2017年7月2日 - 10月1日 | 日曜 1:00 - 1:30（土曜深夜） | TOKYO MX   | 東京都     |                           |
| |                              | BS11       | 日本全域   | BS放送 / 『ANIME+』枠     |
| | 日曜 1:50 - 2:20（土曜深夜） | テレビ愛知 | 愛知県     |                           |
| | 日曜 3:38 - 4:08（土曜深夜） | 毎日放送   | 近畿広域圏 | 『アニメシャワー』第4部   |
| 2017年7月3日 - 10月2日 | 月曜 22:30 - 23:00           | AT-X       | 日本全域   | CS放送 / リピート放送あり |
| 第9話放送の翌週には『シンフォギアライブ 2016』のダイジェスト版がAT-Xを除く各局にて放送され、ニコニコ生放送にて配信された。 |                              |            |            |                           |

| 配信期間                 | 配信時間               | 配信サイト                                                                |
| ------------------------ | ---------------------- | ------------------------------------------------------------------------- |
| 2017年7月2日 - 10月1日   | 日曜 23:30 - 月曜 0:00 | AbemaTV                                                                   |
| 2017年7月8日 - 10月7日   | 土曜 12:00 更新        | dアニメストア アニメ放題 U-NEXT Amazonプライム・ビデオ ニコニコチャンネル |
|                          | 土曜 22:30 - 23:00     | ニコニコ生放送                                                            |
| 2017年7月22日 - 10月21日 | 土曜 12:00 更新        | バンダイチャンネル                                                        |

| 放送期間                                                         | 放送時間 | 放送局     | 対象地域   | 備考                      |
| ---------------------------------------------------------------- | --- | ---------- | ---------- | ------------------------- |
| 2019年7月7日 - 9月29日                                           | 日曜 1:00 - 1:30（土曜深夜）                                                                                        | TOKYO MX   | 東京都     |                           |
|                                                                  | | BS11       | 日本全域   | BS放送 / 『ANIME+』枠     |
|                                                                  | 日曜 1:30 - 2:00（土曜深夜）                                                                                        | テレビ愛知 | 愛知県     |                           |
| 2019年7月7日 - 9月22日 2019年7月15日 2019年8月11日 2019年10月7日 | 日曜 2:38 - 3:08（土曜深夜） 月曜 2:05 - 2:35（日曜深夜） 日曜 3:38 - 4:08（土曜深夜） 月曜 4:00 - 4:30（日曜深夜） | 毎日放送   | 近畿広域圏 | 『アニメシャワー』第2部   |
| 2019年7月9日 - 10月1日                                           | 火曜 21:30 - 22:00                                                                                                  | AT-X       | 日本全域   | CS放送 / リピート放送あり |

| 配信期間                | 配信時間                     | 配信サイト |
| ----------------------- | ---------------------------- | --- |
| 2019年7月9日 - 10月1日  | 火曜 12:00 更新              | dアニメストア |
| 2019年7月12日 - 10月4日 | 金曜 12:00 更新              | Amazonプライム・ビデオ バンダイチャンネル Hulu ニコニコチャンネル U-NEXT アニメ放題 ビデオマーケット music.jp DMM.com MBS動画イズム TVer Rakuten TV |
| 2019年7月13日 - 10月5日 | 土曜 2:00 - 2:30（金曜深夜） | AbemaTV |

## 映像特典
『戦姫絶唱しないシンフォギア』のタイトルで、第2期BD/DVD第5・6巻および第3期BD/DVD第3 - 6巻、第4期第3-6巻、第5期第3-6巻。に収録の映像特典オリジナルショートエピソード。本編では語られなかった日常をコミカルに描かれる。第3期の一部エピソードは、2015年11月28日よりYouTube内「戦姫絶唱シンフォギアYouTube Official Channel」および同期公式サイトにて先行配信された。

### スタッフ（映像特典）
- 脚本 - 金子彰史
- 絵コンテ・演出 - 小野勝巳
- SDキャラクター原案 - 光田史亮
- SDキャラクターデザイン - 普津澤時ヱ門
- キャラクターデザイン - 藤本さとる
- 作画監督 - 普津澤時ヱ門（第1期）、藤本さとる（第2期 - 第5期）
- 制作 - Project シンフォギアG（第2期）→Project シンフォギアGX（第3期）→Project シンフォギアAXZ（第4期）→Project シンフォギアXV（第5期）

### 使用歌
劇中歌（第2期）
「逆光のフリューゲル」

エンディングテーマ（第3-5期）
「いつかの虹、花の想い出」
作詞 - 上松範康 / 作曲・編曲 - 岩橋星実 / 歌 - 立花響（悠木碧）×小日向未来（井口裕香）

挿入歌（第3期）
「FLIGHT FEATHERS」（第1話）
作詞 - 上松範康 / 作曲・編曲 - 菊田大介 / 歌 - 風鳴翼（水樹奈々）
「星天ギャラクシィクロス」（第4話）
歌 - マリア×風鳴翼（日笠陽子×水樹奈々）

挿入歌（第4期）
「ルミナスゲイト」（第1話）
作詞・作曲 - 上松範康 / 編曲 - 藤間仁 / 歌 - 風鳴翼（水樹奈々）

### 各話リスト（映像特典）
| 話数            | サブタイトル                                  |
| 第2期           | 第2期                                         |
| --------------- | --------------------------------------------- |
| 第1話 （第5巻） | 月の欠片処理から約2週間...1                   |
| 第1話 （第5巻） | 月の欠片処理から約2週間...2                   |
| 第1話 （第5巻） | 月の欠片処理から約2週間...3                   |
| 第1話 （第5巻） | 月の欠片処理から約2週間...4                   |
| 第1話 （第5巻） | 月の欠片処理から約2週間...5                   |
| 第1話 （第5巻） | 月の欠片処理から約2週間...6                   |
| 第1話 （第5巻） | 月の欠片処理から約2週間...7                   |
| 第1話 （第5巻） | Gが始まる少々前 1                             |
| 第1話 （第5巻） | Gが始まる少々前 2                             |
| 第1話 （第5巻） | Gが始まる少々前 3                             |
| 第1話 （第5巻） | Gが始まる少々前 4                             |
| 第1話 （第5巻） | Gが始まる少々前 5                             |
| 第1話 （第5巻） | Gが始まる少々前 6                             |
| 第1話 （第5巻） | Gが始まる少々前 7                             |
| 第2話 （第6巻） | QUEENS OF MuSiC開催数日前                     |
| 第2話 （第6巻） | QUEENS OF MuSiC開催当日 1                     |
| 第2話 （第6巻） | QUEENS OF MuSiC開催当日 2                     |
| 第2話 （第6巻） | QUEENS OF MuSiC開催当日 3                     |
| 第2話 （第6巻） | テロ組織の決起より数日後                      |
| 第2話 （第6巻） | FIS病院アジト放棄後 1                         |
| 第2話 （第6巻） | FIS病院アジト放棄後 2                         |
| 第2話 （第6巻） | FIS病院アジト放棄後 3                         |
| 第2話 （第6巻） | FIS病院アジト放棄後 4                         |
| 第2話 （第6巻） | FIS病院アジト放棄後 5                         |
| 第2話 （第6巻） | FISと米国政府の交渉決裂後                     |
| 第2話 （第6巻） | 特訓メニュー「英雄故事」修了後                |
| 第2話 （第6巻） | フロンティア浮上後                            |
| 第2話 （第6巻） | フロンティア事変収束後                        |
| 第2話 （第6巻） | 次の物語が始まる少し前...                     |
| 第3期           |                                               |
| 第1話 （第3巻） | リディアンの期末考査前夜...                   |
| 第1話 （第3巻） | フロンティア事変から2週間...その1             |
| 第1話 （第3巻） | フロンティア事変から2週間...その2             |
| 第1話 （第3巻） | フロンティア事変から2週間...その3（先行配信） |
| 第1話 （第3巻） | フロンティア事変から2週間...その4             |
| 第1話 （第3巻） | 期末考査が終わってふゆやすみ...その1          |
| 第1話 （第3巻） | 期末考査が終わってふゆやすみ...その2          |
| 第1話 （第3巻） | 収容施設のお正月                              |
| 第1話 （第3巻） | 2月のとある日曜日...（先行配信）              |
| 第1話 （第3巻） | もうすぐ翼の卒業式                            |
| 第1話 （第3巻） | 卒業式当日 その1                              |
| 第1話 （第3巻） | 卒業式当日 その2                              |
| 第2話 （第4巻） | リディアンの入学式 その1（先行配信）          |
| 第2話 （第4巻） | リディアンの入学式 その2                      |
| 第2話 （第4巻） | リディアンの入学式 その3                      |
| 第2話 （第4巻） | リディアンの入学式 その4                      |
| 第2話 （第4巻） | リディアンの入学式 その5                      |
| 第2話 （第4巻） | リディアンの入学式 その6                      |
| 第2話 （第4巻） | 新天地・ロンドン ①（先行配信）                |
| 第2話 （第4巻） | 新天地・ロンドン ②（先行配信）                |
| 第2話 （第4巻） | 国連エージェント マリア                       |
| 第2話 （第4巻） | 新天地・ロンドン ③                            |
| 第2話 （第4巻） | 【それから数ヶ月後】                          |
| 第3話 （第5巻） | GX1話の少し前 1（先行配信）                   |
| 第3話 （第5巻） | GX1話の少し前 2                               |
| 第3話 （第5巻） | GX1話の少し前 3                               |
| 第3話 （第5巻） | GX1話の少し前 4（先行配信）                   |
| 第3話 （第5巻） | GX1話の少し前 5                               |
| 第3話 （第5巻） | GX1話の少し前 6                               |
| 第3話 （第5巻） | Project IGNITE 発動の少し前 1                 |
| 第3話 （第5巻） | Project IGNITE 発動の少し前 2                 |
| 第3話 （第5巻） | Project IGNITE 発動の少し前 3                 |
| 第3話 （第5巻） | Project IGNITE 発動の少し前 4                 |
| 第4話 （第6巻） | 帰路の途に就く翼とマリア 1                    |
| 第4話 （第6巻） | 帰路の途に就く翼とマリア 2                    |
| 第4話 （第6巻） | 本日の調理実習はビーフストロガノフ 1          |
| 第4話 （第6巻） | 本日の調理実習はビーフストロガノフ 2          |
| 第4話 （第6巻） | 本日の調理実習はビーフストロガノフ 3          |
| 第4話 （第6巻） | ガングニール、再び 1（先行配信）              |
| 第4話 （第6巻） | ガングニール、再び 2（先行配信）              |
| 第4話 （第6巻） | ガングニール、再び 3                          |
| 第4話 （第6巻） | ガングニール、再び 4                          |
| 第4話 （第6巻） | 錬金術師キャロルとの対決                      |
| 第4話 （第6巻） | 錬金術師キャロルとの対決を終えて              |
| 第4話 （第6巻） | 特訓当日 1                                    |
| 第4話 （第6巻） | 特訓当日 2                                    |
| 第4期           |                                               |
| 第1話 （第3巻） | AXZ前の夏休み 1（先行配信）                   |
| 第1話 （第3巻） | AXZ前の夏休み 2（先行配信）                   |
| 第1話 （第3巻） | エルフナインの退院予定日 1                    |
| 第1話 （第3巻） | エルフナインの退院予定日 2                    |
| 第1話 （第3巻） | エルフナインの退院予定日 3                    |
| 第1話 （第3巻） | エルフナインの退院予定日 4                    |
| 第1話 （第3巻） | 今日こそ絶対お祝い会                          |
| 第1話 （第3巻） | そして、3日後のロンドン 1                     |
| 第1話 （第3巻） | そして、3日後のロンドン 2                     |
| 第1話 （第3巻） | お盆に向けて 1                                |
| 第1話 （第3巻） | お盆に向けて 2                                |
| 第1話 （第3巻） | みんなで夏祭り 1（先行配信）                  |
| 第1話 （第3巻） | みんなで夏祭り 2                              |
| 第1話 （第3巻） | みんなで夏祭り 3（先行配信）                  |
| 第1話 （第3巻） | おまじない                                    |
| 第2話 （第4巻） | 夏の風物詩 1（先行配信）                      |
| 第2話 （第4巻） | 夏の風物詩 2（先行配信）                      |
| 第2話 （第4巻） | 夏の風物詩 3（先行配信）                      |
| 第2話 （第4巻） | あだな                                        |
| 第2話 （第4巻） | 夏の風物詩 4                                  |
| 第2話 （第4巻） | 夏の風物詩 5                                  |
| 第2話 （第4巻） | 夏休みの宿題 1                                |
| 第2話 （第4巻） | 夏休みの宿題 2（先行配信）                    |
| 第2話 （第4巻） | 夏休みの宿題 3（先行配信）                    |
| 第2話 （第4巻） | ロンドンの歌わない歌姫 1                      |
| 第2話 （第4巻） | ロンドンの歌わない歌姫 2                      |
| 第2話 （第4巻） | ロンドンの歌わない歌姫 3                      |
| 第2話 （第4巻） | 夏休みの宿題 4                                |
| 第2話 （第4巻） | 響のともだち                                  |
| 第3話 （第5巻） | 3.5期の少し前 1                               |
| 第3話 （第5巻） | 3.5期の少し前 2                               |
| 第3話 （第5巻） | 3.5期の少し前 3                               |
| 第3話 （第5巻） | あめんぼあかいな 1                            |
| 第3話 （第5巻） | あめんぼあかいな 2                            |
| 第3話 （第5巻） | おきがえ ①                                    |
| 第3話 （第5巻） | おきがえ ②                                    |
| 第3話 （第5巻） | AXZが始まる少し前 1                           |
| 第3話 （第5巻） | AXZが始まる少し前 2                           |
| 第3話 （第5巻） | AXZが始まる少し前 3                           |
| 第3話 （第5巻） | AXZが始まる少し前 4                           |
| 第4話 （第6巻） | 地獄変直前                                    |
| 第4話 （第6巻） | 地獄変直後                                    |
| 第4話 （第6巻） | 新学期の朝 1                                  |
| 第4話 （第6巻） | 新学期の朝 2                                  |
| 第4話 （第6巻） | 大いなる実りは、厳しさを耐えてこそ            |
| 第4話 （第6巻） | エルフナインの休暇                            |
| 第4話 （第6巻） | はだかのつきあい                              |
| 第4話 （第6巻） | 風鳴翼の休暇 1                                |
| 第4話 （第6巻） | 風鳴翼の休暇 2                                |
| 第4話 （第6巻） | テレパス電話 1                                |
| 第4話 （第6巻） | テレパス電話 2                                |
| 第4話 （第6巻） | 戦姫絶唱しでかしたシンフォギア 1              |
| 第4話 （第6巻） | 戦姫絶唱しでかしたシンフォギア 2              |
| 第4話 （第6巻） | AXZが終わって少し経った頃                     |
| 第5期           |                                               |
| 第1話 （第3巻） | お誕生日会の少し前 1                          |
| 第1話 （第3巻） | お誕生日会の少し前 2                          |
| 第1話 （第3巻） | お誕生日会の少し前 3                          |
| 第1話 （第3巻） | お誕生日会の少し前 4                          |
| 第1話 （第3巻） | お誕生日会の少し前 5                          |
| 第1話 （第3巻） | お誕生日会の少し前 6                          |
| 第1話 （第3巻） | お誕生日会の少し前 7                          |
| 第1話 （第3巻） | お誕生日会当日 1                              |
| 第1話 （第3巻） | お誕生日会当日 2                              |
| 第1話 （第3巻） | お誕生日会当日 3                              |
| 第1話 （第3巻） | お誕生日会当日 4                              |
| 第2話 （第4巻） | XVが始まる少し前 1                            |
| 第2話 （第4巻） | XVが始まる少し前 2                            |
| 第2話 （第4巻） | XVが始まる少し前 3                            |
| 第2話 （第4巻） | XVが始まる少し前 4                            |
| 第2話 （第4巻） | XVが始まる少し前 5                            |
| 第2話 （第4巻） | XVが始まる少し前 6                            |
| 第2話 （第4巻） | XVが始まる少し前 7                            |
| 第2話 （第4巻） | 勤務交代する少し前 1                          |
| 第2話 （第4巻） | 勤務交代する少し前 2                          |
| 第2話 （第4巻） | マジで殺戮しかねない5秒前                     |
| 第3話 （第5巻） | AXZが終わってすぐの頃 1                       |
| 第3話 （第5巻） | AXZが終わってすぐの頃 2                       |
| 第3話 （第5巻） | AXZが終わってすぐの頃 3                       |
| 第3話 （第5巻） | AXZが終わってすぐの頃 4                       |
| 第3話 （第5巻） | AXZが終わってすぐの頃 5                       |
| 第3話 （第5巻） | AXZが終わってすぐの頃 6                       |
| 第3話 （第5巻） | 今日も今日とてお昼ごはん 1                    |
| 第3話 （第5巻） | 今日も今日とてお昼ごはん 2                    |
| 第3話 （第5巻） | 今日も今日とてお昼ごはん 3                    |
| 第3話 （第5巻） | 人類史の彼方から そして…                      |

## 関連商品

### BD / DVD
2012年3月28日から発売。初回版はスペシャルパッケージ仕様になっており、初回特典として各巻に特典CD、封入特典として各巻に特製12Pブックレット、映像特典として各巻に予告版OP「Synchrogazer」が同梱されている。また、第1期第6巻には初回特典としてシンフォギアライブ2012プレミア先行抽選シリアルナンバーが、第2期第1巻には初回特典としてシンフォギアライブ2013プレミア先行抽選シリアルナンバーが、第3期第1・2巻には初回特典としてシンフォギアライブ2016プレミア先行抽選シリアルナンバーが、第4期第1・2巻には初回特典としてシンフォギアライブ2018プレミア先行抽選シリアルナンバーが、それぞれ封入されている。
| 巻  | 発売日        | 収録話          | 規格品番      | 規格品番 | 規格品番   |
| 巻  | 発売日        | 収録話          | BD限定版      | BD通常版 | DVD限定版  |
| --- | ------------- | --------------- | ------------- | -------- | ---------- |
| 1   | 2012年3月28日 | 第1話 - 第2話   | KIXA-90182    | KIXA-182 | KIBA-91946 |
| 2   | 2012年4月25日 | 第3話 - 第4話   | KIXA-90183    | KIXA-183 | KIBA-91947 |
| 3   | 2012年5月30日 | 第5話 - 第6話   | KIXA-90184    | KIXA-184 | KIBA-91948 |
| 4   | 2012年6月27日 | 第7話 - 第8話   | KIXA-90185    | KIXA-185 | KIBA-91949 |
| 5   | 2012年7月25日 | 第9話 - 第10話  | KIXA-90186    | KIXA-186 | KIBA-91950 |
| 6   | 2012年8月29日 | 第11話 - 第13話 | KIXA-90187    | KIXA-187 | KIBA-91951 |
| BOX | 2017年3月29日 | 全13話          | KIXA-90737〜9 | N/A      | N/A        |

| 巻  | 発売日        | 収録話          | 規格品番      | 規格品番   |
| 巻  | 発売日        | 収録話          | BD限定版      | DVD限定版  |
| --- | ------------- | --------------- | ------------- | ---------- |
| 1   | 2013年10月2日 | 第1話 - 第2話   | KIXA-90350    | KIBA-92040 |
| 2   | 2013年11月6日 | 第3話 - 第4話   | KIXA-90351    | KIBA-92041 |
| 3   | 2013年12月4日 | 第5話 - 第6話   | KIXA-90352    | KIBA-92042 |
| 4   | 2014年1月8日  | 第7話 - 第8話   | KIXA-90353    | KIBA-92043 |
| 5   | 2014年2月5日  | 第9話 - 第10話  | KIXA-90354    | KIBA-92044 |
| 6   | 2014年3月5日  | 第11話 - 第13話 | KIXA-90355    | KIBA-92045 |
| BOX | 2019年2月27日 | 全13話          | KIXA-90845〜7 | N/A        |

| 巻  | 発売日         | 収録話          | 規格品番          | 規格品番   |
| 巻  | 発売日         | 収録話          | BD限定版          | DVD限定版  |
| --- | -------------- | --------------- | ----------------- | ---------- |
| 1   | 2015年9月30日  | 第1話 - 第2話   | KIXA-90563        | KIBA-92215 |
| 2   | 2015年10月28日 | 第3話 - 第4話   | KIXA-90564        | KIBA-92216 |
| 3   | 2015年11月25日 | 第5話 - 第6話   | KIXA-90565        | KIBA-92217 |
| 4   | 2015年12月23日 | 第7話 - 第8話   | KIXA-90566        | KIBA-92218 |
| 5   | 2016年1月27日  | 第9話 - 第10話  | KIXA-90567        | KIBA-92219 |
| 6   | 2016年2月24日  | 第11話 - 第13話 | KIXA-90568        | KIBA-92220 |
| BOX | 2020年10月7日  | 全13話          | KIXA-90909〜90911 | N/A        |

| 巻  | 発売日         | 収録話          | 規格品番      | 規格品番   |
| 巻  | 発売日         | 収録話          | BD限定版      | DVD限定版  |
| --- | -------------- | --------------- | ------------- | ---------- |
| 1   | 2017年9月27日  | 第1話 - 第2話   | KIXA-90756    | KIBA-92298 |
| 2   | 2017年10月25日 | 第3話 - 第4話   | KIXA-90757    | KIBA-92299 |
| 3   | 2017年11月29日 | 第5話 - 第6話   | KIXA-90758    | KIBA-92300 |
| 4   | 2017年12月27日 | 第7話 - 第8話   | KIXA-90759    | KIBA-92301 |
| 5   | 2018年1月31日  | 第9話 - 第10話  | KIXA-90760    | KIBA-92302 |
| 6   | 2018年2月28日  | 第11話 - 第13話 | KIXA-90761    | KIBA-92303 |
| BOX | 2022年11月16日 | 全13話          | KIXA-90944〜6 | N/A        |

| 巻  | 発売日        | 収録話          | 規格品番      | 規格品番   |
| 巻  | 発売日        | 収録話          | BD限定版      | DVD限定版  |
| --- | ------------- | --------------- | ------------- | ---------- |
| 1   | 2019年10月2日 | 第1話 - 第2話   | KIXA-90888    | KIBA-92325 |
| 2   | 2019年11月6日 | 第3話 - 第4話   | KIXA-90889    | KIBA-92326 |
| 3   | 2019年12月4日 | 第5話 - 第6話   | KIXA-90890    | KIBA-92327 |
| 4   | 2020年1月8日  | 第7話 - 第8話   | KIXA-90891    | KIBA-92328 |
| 5   | 2020年2月5日  | 第9話 - 第10話  | KIXA-90892    | KIBA-92329 |
| 6   | 2020年3月4日  | 第11話 - 第13話 | KIXA-90893    | KIBA-92330 |
| BOX | 2024年9月25日 | 全13話          | KIZX-90664〜9 | N/A        |

### CD
| 発売日        | タイトル                                                  | 規格品番  |
| ------------- | --------------------------------------------------------- | --------- |
| 2012年1月25日 | 戦姫絶唱シンフォギア キャラクターソング1 ツヴァイウィング | KICM-3242 |
| 2012年2月29日 | 戦姫絶唱シンフォギア キャラクターソング2 立花響           | KICM-3243 |
| 2012年3月14日 | 戦姫絶唱シンフォギア キャラクターソング3 風鳴翼           | KICM-3244 |
| 2012年3月28日 | 戦姫絶唱シンフォギア キャラクターソング4 雪音クリス       | KICM-3245 |

| 発売日        | タイトル                                                               | 規格品番  |
| ------------- | ---------------------------------------------------------------------- | --------- |
| 2013年7月17日 | 戦姫絶唱シンフォギアG キャラクターソング1 マリア×風鳴翼                | KICM-3257 |
| 2013年7月24日 | 戦姫絶唱シンフォギアG キャラクターソング2 立花響                       | KICM-3258 |
| 2013年8月7日  | 戦姫絶唱シンフォギアG キャラクターソング3 マリア・カデンツァヴナ・イヴ | KICM-3259 |
| 2013年8月21日 | 戦姫絶唱シンフォギアG キャラクターソング4 風鳴翼                       | KICM-3260 |
| 2013年8月28日 | 戦姫絶唱シンフォギアG キャラクターソング5 月読調                       | KICM-3261 |
| 2013年9月4日  | 戦姫絶唱シンフォギアG キャラクターソング6 雪音クリス                   | KICM-3262 |
| 2013年9月11日 | 戦姫絶唱シンフォギアG キャラクターソング7 暁切歌                       | KICM-3263 |
| 2013年9月18日 | 戦姫絶唱シンフォギアG キャラクターソング8 小日向未来                   | KICM-3264 |

| 発売日        | タイトル                                                                      | 規格品番  |
| ------------- | ----------------------------------------------------------------------------- | --------- |
| 2015年7月8日  | 戦姫絶唱シンフォギアGX キャラクターソング1 マリア×風鳴翼                      | KICM-3294 |
| 2015年7月15日 | 戦姫絶唱シンフォギアGX キャラクターソング2 立花響                             | KICM-3295 |
| 2015年8月12日 | 戦姫絶唱シンフォギアGX キャラクターソング3 風鳴翼                             | KICM-3296 |
| 2015年8月19日 | 戦姫絶唱シンフォギアGX キャラクターソング4 雪音クリス                         | KICM-3297 |
| 2015年8月26日 | 戦姫絶唱シンフォギアGX キャラクターソング5 暁切歌                             | KICM-3298 |
| 2015年9月2日  | 戦姫絶唱シンフォギアGX キャラクターソング6 月読調                             | KICM-3299 |
| 2015年9月9日  | 戦姫絶唱シンフォギアGX キャラクターソング7 マリア・カデンツァヴナ・イヴ       | KICM-3300 |
| 2015年9月30日 | 戦姫絶唱シンフォギアGX キャラクターソング8 キャロル・マールス・ディーンハイム | KICM-3301 |

| 発売日        | タイトル                                                                 | 規格品番  |
| ------------- | ------------------------------------------------------------------------ | --------- |
| 2017年7月5日  | 戦姫絶唱シンフォギアAXZ キャラクターソング1 立花響                       | KICM-3322 |
| 2017年7月12日 | 戦姫絶唱シンフォギアAXZ キャラクターソング2 マリア・カデンツァヴナ・イヴ | KICM-3323 |
| 2017年7月19日 | 戦姫絶唱シンフォギアAXZ キャラクターソング3 風鳴翼                       | KICM-3324 |
| 2017年7月26日 | 戦姫絶唱シンフォギアAXZ キャラクターソング4 雪音クリス                   | KICM-3325 |
| 2017年8月9日  | 戦姫絶唱シンフォギアAXZ キャラクターソング5 暁切歌                       | KICM-3326 |
| 2017年8月16日 | 戦姫絶唱シンフォギアAXZ キャラクターソング6 月読調                       | KICM-3327 |

| 発売日        | タイトル                                                                | 規格品番  |
| ------------- | ----------------------------------------------------------------------- | --------- |
| 2019年7月10日 | 戦姫絶唱シンフォギアXV キャラクターソング1 立花響                       | KICM-3356 |
| 2019年7月17日 | 戦姫絶唱シンフォギアXV キャラクターソング2 暁切歌                       | KICM-3357 |
| 2019年7月24日 | 戦姫絶唱シンフォギアXV キャラクターソング3 月読調                       | KICM-3358 |
| 2019年7月31日 | 戦姫絶唱シンフォギアXV キャラクターソング4 雪音クリス                   | KICM-3359 |
| 2019年8月7日  | 戦姫絶唱シンフォギアXV キャラクターソング5 マリア・カデンツァヴナ・イヴ | KICM-3360 |
| 2019年9月4日  | 戦姫絶唱シンフォギアXV キャラクターソング6 風鳴翼                       | KICM-3361 |

### 書籍
- 戦姫絶唱シンフォギア キャラクター&VOICE BOOK（学研パブリッシング、2012年7月27日発売、ISBN 978-4-0560-6696-8）
- 戦姫絶唱シンフォギア公式設定画集（2012年10月、イベント会場他にて限定販売）
- 戦姫絶唱シンフォギアG キャラクター&VOICE BOOK（学研パブリッシング、2013年11月5日発売、ISBN 978-4-0540-5862-0）
- 戦姫絶唱シンフォギアG デザインアーカイヴ（メディアパル、2014年2月28日発売、ISBN 978-4-8961-0914-6）
- 戦姫絶唱シンフォギアG スタッフ本（メディアパル、2014年2月28日発売、ISBN 978-4-8961-0915-3）
- 戦姫絶唱シンフォギア ビジュアルコレクション（学研プラス、2014年4月22日発売、ISBN 978-4-0540-5961-0）
- 戦姫絶唱シンフォギアG アニメ原画集+more（メディアパル、2014年9月29日発売、ISBN 978-4-8961-0925-2）
- 戦姫絶唱シンフォギアG ビジュアルコレクション（学研パブリッシング、2015年3月24日発売、ISBN 978-4-0540-5962-7）
- 戦姫絶唱シンフォギアGX デザインアーカイヴ（メディアパル、2016年2月3日発売、ISBN 978-4-8021-9117-3）
- 戦姫絶唱シンフォギアGX ビジュアルコレクション（学研プラス、2016年8月30日発売、ISBN 978-4-0540-6491-1）
- 戦姫絶唱シンフォギアGX 原画集 上巻（メディアパル、2016年10月21日発売、ISBN 978-4-8021-9157-9）
- 戦姫絶唱シンフォギアGX 原画集 下巻（メディアパル、2016年10月21日発売、ISBN 978-4-8021-9158-6）
- 「戦姫絶唱シンフォギアGX」アンソロジーコミック『まんが DE 絶唱しんふぉぎあ』（ブシロードメディア/KADOKAWA、2017年7月7日発売、ISBN 978-4-0489-9429-3）
- 戦姫絶唱シンフォギアAXZ デザインアーカイヴ（メディアパル、2017年12月27日発売、ISBN 978-4-8021-9191-3）
- 戦姫絶唱シンフォギアAXZ スタッフ本（メディアパル、2017年12月27日発売、ISBN 978-4-8021-9192-0）
- 戦姫絶唱シンフォギアAXZ アニメーション原画集 上巻（メディアパル、2018年3月27日発売、ISBN 978-4-8021-9207-1）
- 戦姫絶唱シンフォギアAXZ アニメーション原画集 下巻（メディアパル、2018年3月27日発売、ISBN 978-4-8021-9208-8）
- 「戦姫絶唱シンフォギアAXZ」アンソロジーコミック『まんが DE 絶唱しんふぉぎあ』2（ブシロードメディア/KADOKAWA、2019年7月9日発売、ISBN 978-4-04-899449-1）
- 戦姫絶唱シンフォギアXV スタッフ本（メディアパル、2020年1月31日発売、ISBN 978-4-8021-9274-3）
- 戦姫絶唱シンフォギアXV 原画集 上巻・下巻（メディアパル、2020年3月25日発売、ISBN 978-4-8021-9275-0）
- 戦姫絶唱シンフォギアXV デザインアーカイヴ（メディアパル、2020年3月35日発売、ISBN 978-4-8021-9276-7）
- 「戦姫絶唱シンフォギアXV」アンソロジーコミック『まんが DE 絶唱しんふぉぎあ』3（ブシロードメディア/KADOKAWA、2020年6月29日発売、ISBN 978-4-04-899462-0）

### アプリ
- スマキャラ 戦姫絶唱シンフォギア“風鳴翼”（BIGLOBE、2012年10月4日配信、Android向け待ち受けキャラクターアプリ）
- スマキャラ 戦姫絶唱シンフォギア“立花響”（BIGLOBE、2012年10月11日配信、Android向け待ち受けキャラクターアプリ）
- キャラアプ！ 戦姫絶唱シンフォギア（ハピネット、2013年1月21日配信、iOS向けコミュニケーションアプリ）
- リズムバトル 戦姫絶唱シンフォギア スケルツァンド（ハピネット、2013年9月10日配信、2013年12月17日終了、iOS向けリズムアクションゲーム）
- 戦姫絶唱シンフォギアXD UNLIMITED（ブシモ・ポケラボ→キングポーン、2017年6月26日配信、iOS・Android向けRPG）

## 漫画

### 戦姫絶唱シンフォギア
『ニュータイプエース』（角川書店）2012年1月号（Vol.4）から2013年4月号（Vol.19）まで連載された。キャラクター原案を担当する吉井ダンによる連載。
- アニメ版と漫画版の主な差異（アニメ本編の決定稿以前の脚本をベースとしており[80]、アニメとは一部異なる内容が展開されている。 ）
  - 漫画版第1話がアニメ版第1話の前日譚である、『第0話』となっている点[81]。
  - アニメ版第2話に該当する箇所のカットや、アニメ版第7話で行われたクリスの初名乗りがアニメ版第5話に該当するシーンで行われるといった、漫画化に伴う一部ストーリーの編集[82]。
  - 響のシンフォギアデザインの変更[83]。

### 戦姫完食シンフォギア〜調めし〜
『ストーリアダッシュ』（竹書房）2021年6月11日から連載中。つたの葉による連載。公式スピンオフ。単行本第1巻が発売された際には、調役の南條愛乃と切歌役の茅野愛衣より応援のコメントが寄せられた。
時系列は第5期の後だが、本編で死亡したはずのキャラクターやノイズがなぜか復活している世界観になっている。

### 単行本
- 吉井ダン（漫画）・上松範康&金子彰史（原作）・金子彰史（脚本）『戦姫絶唱シンフォギア』 角川書店〈カドカワコミックス・エース〉、全3巻
  1. 2012年5月8日発売[87]、ISBN 978-4-04-120215-9
  2. 2013年2月7日発売[88]、ISBN 978-4-04-120590-7
  3. 2013年7月6日発売[89]、ISBN 978-4-04-120789-5
- つたの葉（漫画）・上松範康&金子彰史（原作）・Project シンフォギアXV（監修）『戦姫完食シンフォギア〜調めし〜』 竹書房〈バンブー・コミックス〉、既刊6巻（2025年4月16日現在）
  1. 2022年3月30日発売[86][90]、ISBN 978-4-8019-7587-3
  2. 2022年7月29日発売[91][92]、ISBN 978-4-8019-7690-0
  3. 2023年4月17日発売[93]、ISBN 978-4-8019-8011-2
  4. 2024年1月17日発売[94]、ISBN 978-4-8019-8233-8
  5. 2024年8月17日発売[95]、ISBN 978-4-8019-8385-4
  6. 2025年4月16日発売[96]、ISBN 978-4-8019-8626-8

## Webラジオ
『戦姫絶笑シンフォギアRADIO』は、響 -HiBiKi Radio Station-にて配信の番組。
第1期はアニメ第3期の放送に合わせて、2015年7月3日から10月9日まで毎週金曜日に配信された。パーソナリティは小日向未来役の井口裕香。全15回。
第2期は、アニメ第4期の放送に合わせて2017年6月23日から配信中。毎週金曜日配信で、アニメ本編終了後の同年11月24日から2019年6月21日までは月2回の配信となっていたが、アニメ第5期の放送に合わせて2019年7月5日からは再び毎週金曜日の配信となった後、アニメ第5期の放送が終了した10月4日以降は再び月2回の配信となっている。
パーソナリティは第1期に引き続き小日向未来役の井口裕香。2018年7月13日配信分より雪音クリス役の高垣彩陽がレギュラーパーソナリティに加わっている。
ゲスト（第1期）
第4・5回（7月24日・31日）水樹奈々
第6・7回（8月7日・14日）高垣彩陽
第8・9回（8月21日・28日）悠木碧
第10・11回（9月4日・11日）日笠陽子
第12・13回（9月18日・25日）南條愛乃
第14回（10月2日）久野美咲、水瀬いのり

## パチスロ・パチンコ
パチスロ戦姫絶唱シンフォギア
2016年9月にSANKYOよりリリース。アニメ第1・2期をベースにしている。
CRフィーバー戦姫絶唱シンフォギア
2017年8月にSANKYOよりリリース。パチスロ同様、ストーリーはアニメ第1・2期をベースに1種+2種混合タイプの継続率80%オーバー（5回の時短突破で。）のライトミドルスペック。この左と右の打ちで1種2種にという組み合わせが幸をそうし、初回販売台数は1万台だったが高い稼働を記録、中古機価格が上昇し新セルによる増産しており、更に2018年には人気キャラクリスの新セルも出しており2017年を代表するパチンコ機となった。
Pフィーバー戦姫絶唱シンフォギア2
2020年4月にSANKYOよりリリース。アニメ第3期をベース。新型コロナウイルス感染症の流行に伴う緊急事態宣言により、休業した大手チェーン店を除いた一部の店舗にて当初の予定通り稼働開始。マルハンやダイナム等の大手チェーン店では、緊急事態宣言が解除された39府県にて5月14日以降順次稼働開始。前作同様に1種+2種混合タイプの継続率80%オーバーの新基準機仕様のライトミドルスペック。本作専用に新規開発された新筐体を採用。
Pフィーバー戦姫絶唱シンフォギア3黄金絶唱
2022年9月にSANKYOよりリリース。アニメ第4期をベース。

## 主なイベント
戦姫絶唱シンフォギア 第1話プレミア上映会
2011年12月26日に新宿ミラノ1にて抽選で1,000名を招待してのプレミア上映会が実施された。ゲストとして水樹奈々、悠木碧、井口裕香が出演。第1話の上映、担当声優によるトークショーが行われた。
シンフォギアライブ2012
アニメ第1期最終話放送直後に発表された。2012年10月6日にZepp DiverCity（TOKYO）にて開催され、アニメ第2期の制作が発表された。
戦姫絶唱シンフォギアG 第1話プレミア上映会
2013年6月24日に新宿ミラノ1にて抽選で1,000名を招待してのプレミア上映会が実施された。ゲストとして水樹奈々、悠木碧、高垣彩陽が出演。アニメ第2期第1話の上映や、担当声優によるトークショーが行われた。
シンフォギアライブ2013
2013年12月14日に幕張メッセ イベントホールにて開催され、アニメ第3期の制作が発表された。2015年7月7日に映像パッケージ版をニコニコ生放送で配信している。
戦姫絶唱シンフォギアGX 第1話プレミア上映会
2015年6月30日にTOHOシネマズ新宿にて抽選で500名を招待してのプレミア上映会が実施された。ゲストとして悠木碧、井口裕香、日笠陽子が出演。アニメ第3期第1話の上映や、担当声優によるラジオ公開録音が行われた。
シンフォギアライブ2016
2016年2月27日・28日に日本武道館にて開催され、テレビアニメ4期・5期、並びにモバイルゲームの製作が発表された。
戦姫絶唱シンフォギアAXZ 第1話プレミア上映会
2017年6月26日にTOHOシネマズ新宿にて抽選で500名を招待してのプレミア上映会が実施された。ゲストとして悠木碧、井口裕香、日笠陽子、石川英郎が出演。アニメ第4期第1話の上映や、担当声優によるラジオ公開録音が行われた。
シンフォギアライブ2018
2018年3月3日・4日に武蔵野の森総合スポーツプラザで開催され、テレビアニメ第5期のタイトルと放送時期が発表された。
シンフォギアライブ2020
2020年9月13日にメットライフドームにて開催を予定していたが、新型コロナウイルス感染症の拡大に伴い、開催延期となった。その後「シンフォギアライブ2020→2022」と公演名を変更した上で2022年11月20日にベルーナドームにて開催された。

## その他
- トレーディングカードゲーム - 『ヴァイスシュヴァルツ』に作品が参戦している。
- オンラインシューティングゲーム - 『トイ・ウォーズ』にてコラボレーションくじ「フィギュア☆スター」でゲーム内アイテムが発売された。
- 超ヒロイン戦記 - 第1期の設定で参戦している。
- アプリゲーム-『戦姫絶唱シンフォギアXD UNLIMITED』が『アサルトリリィ・ラストバレット』とコラボしていた[115]（コラボイベント開催期間:初回：2021年12月26日（日）～2022年1月10日（月）　復刻：2022年10月7日（金）～2022年10月17日（月）　イベントガチャで立花響　小日向未来　雪音クリス　キャロル・マールス・ディーンハイムが入手できた。